# Liste der Kulturdenkmale in Esslingen am Neckar

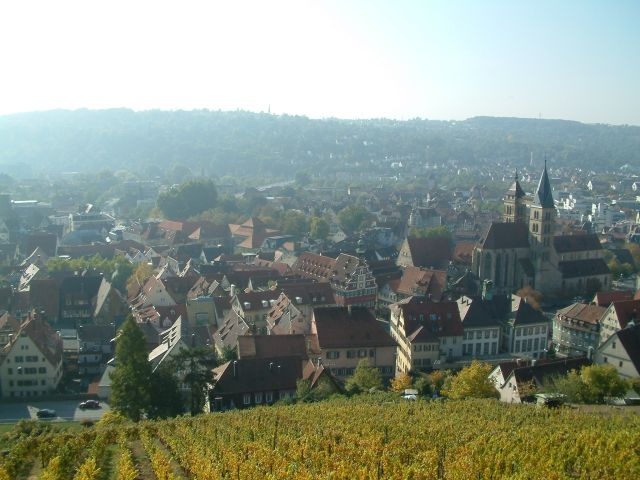
Blick von der Burg auf Esslingen

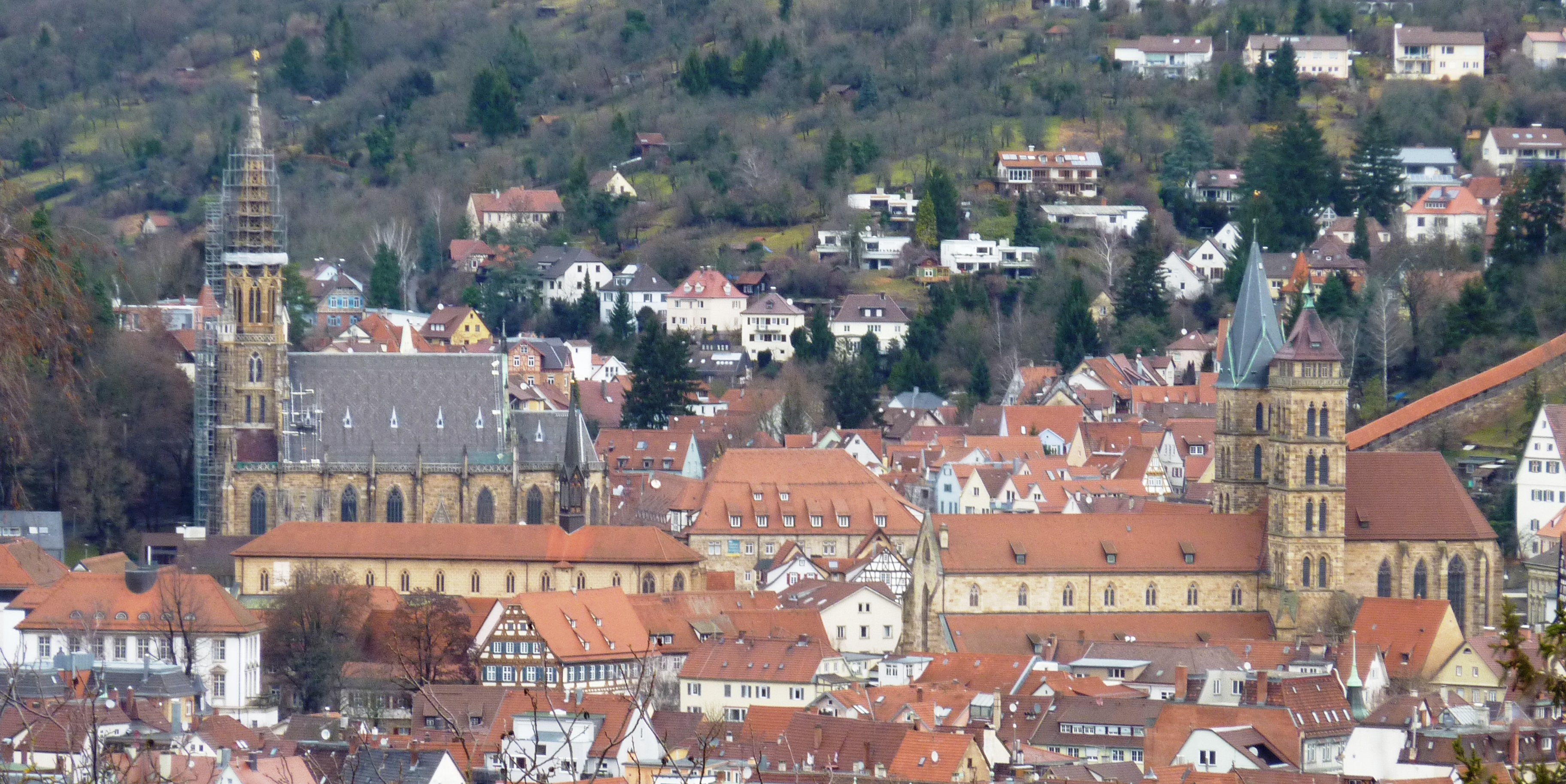
Blick auf die Esslinger Innenstadt und die Kirchen

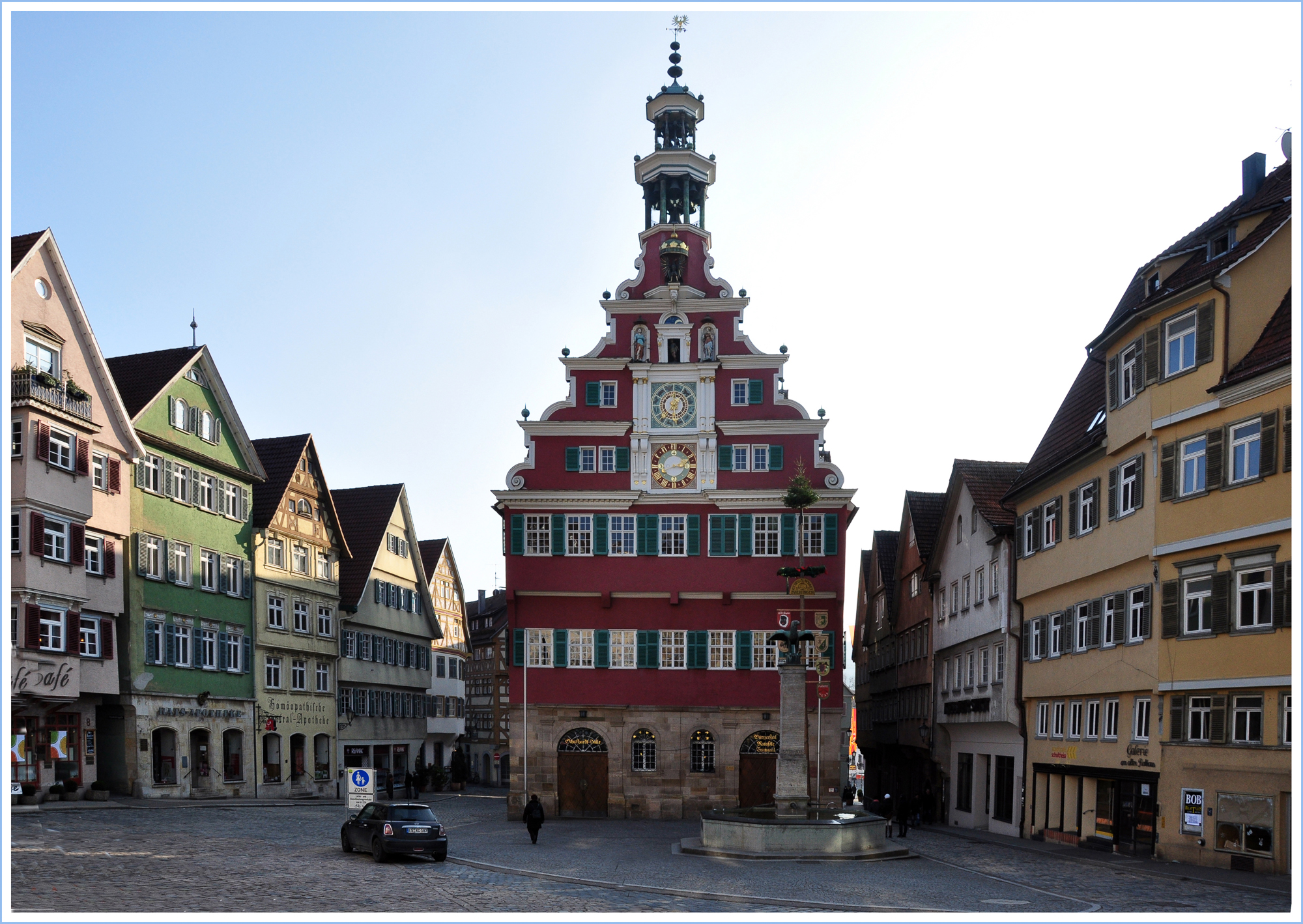
Altes Rathaus und Umgebung

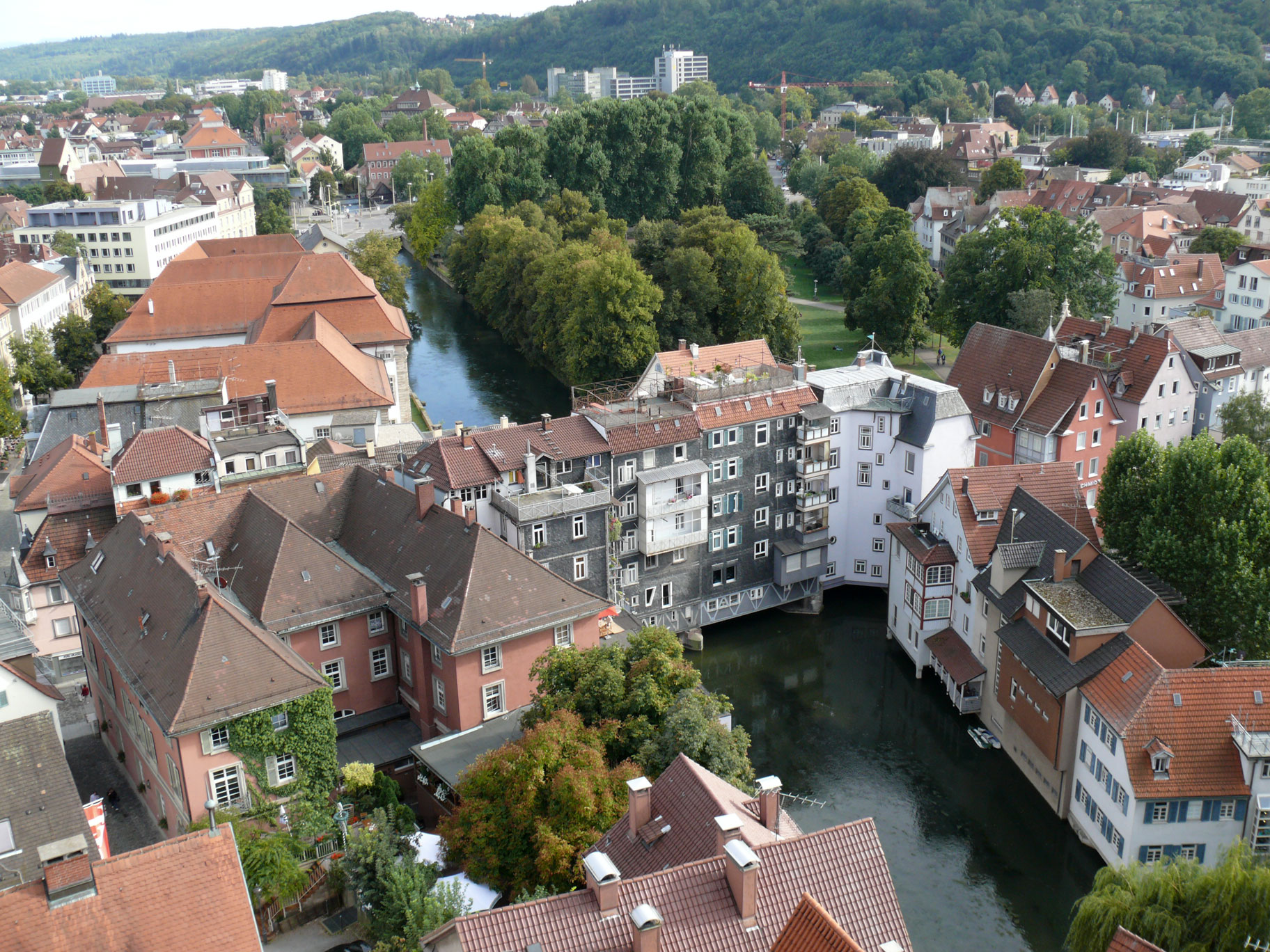
Blick auf Innere Brücke und Maille

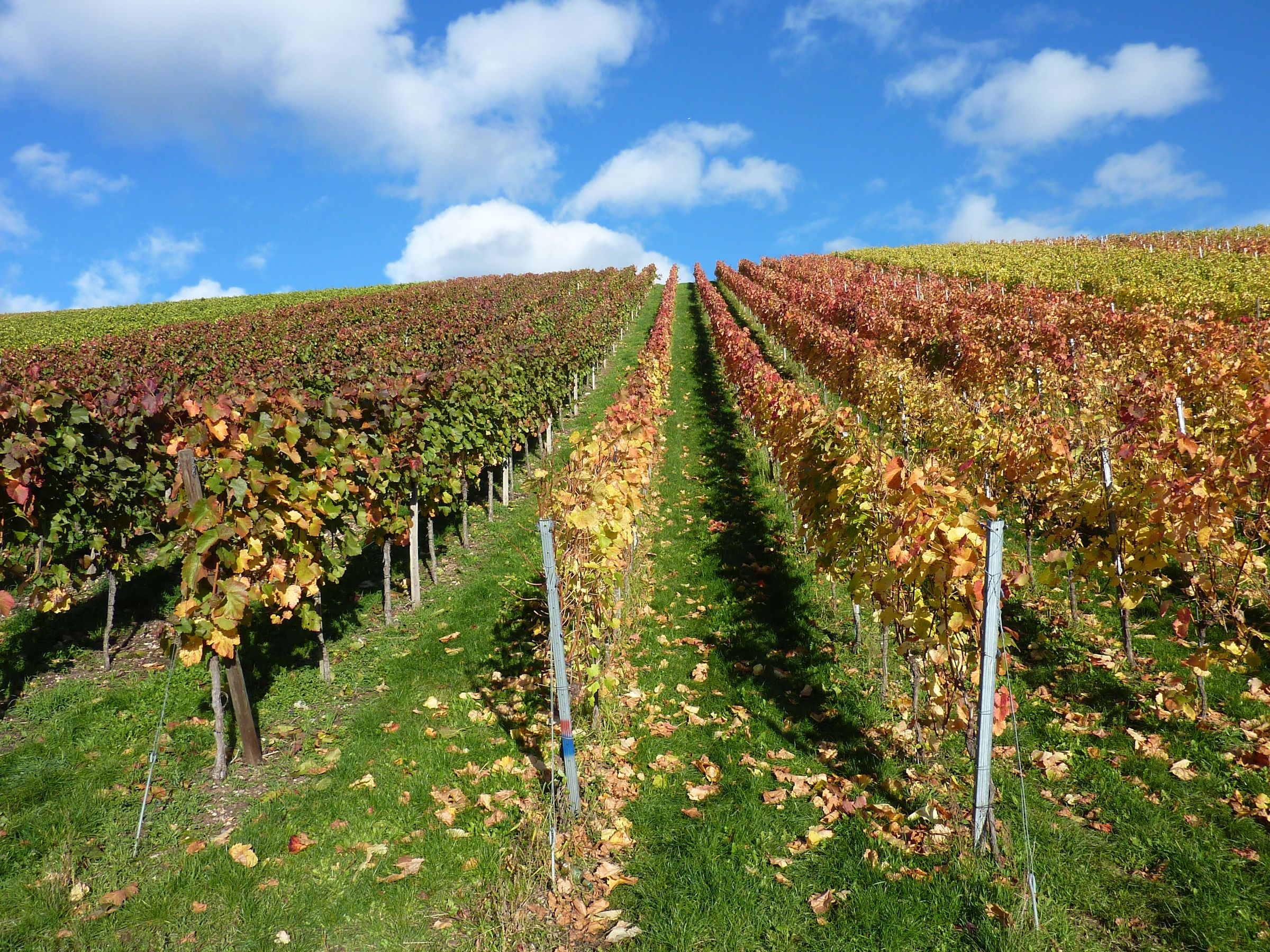
Weinberg in Mettingen

In der Liste der Kulturdenkmale in Esslingen am Neckar sind Bau- und Kunstdenkmale der Stadt Esslingen am Neckar verzeichnet. Die Liste wurde nach der Denkmaltopographie Bundesrepublik Deutschland erstellt.
Diese Liste ist nicht rechtsverbindlich. Eine rechtsverbindliche Auskunft ist lediglich auf Anfrage bei der Unteren Denkmalschutzbehörde der Stadt Esslingen (Baurechtsamt) erhältlich.
In dieser Liste sind die Kulturdenkmale in der Kernstadt erfasst. Für die einzelnen Stadtteile siehe
- Berkheim
- Brühl
- Hegensberg
- Hohenkreuz
- Kennenburg
- Kimmichsweiler und Oberhof
- Krummenacker
- Liebersbronn
- Mettingen
- Neckarhalde und Hohenacker
- Oberesslingen
- Obertal
- Pliensauvorstadt
- Rüdern
- Sankt Bernhardt
- Serach
- Sirnau
- Sulzgries
- Wäldenbronn
- Weil
- Wiflingshausen
- Zell
- Zollberg

## Allgemein
- Bild: Zeigt ein ausgewähltes Bild aus Commons, „Weitere Bilder“ verweist auf die Bilder im Medienarchiv Wikimedia Commons.
- Bezeichnung: Nennt den Namen, die Bezeichnung oder die Art des Kulturdenkmals.
- Lage: Straßenname und Hausnummer oder Flurstücknummer des Kulturdenkmals, gegebenenfalls auch den Ortsteil. Die Grundsortierung der Liste erfolgt nach dieser Adresse. Der Link (Karte) führt zu verschiedenen Kartendiensten mit der Position des Kulturdenkmals. Fehlt dieser Link, wurden die Koordinaten noch nicht eingetragen. Sind diese bekannt, können sie über ein Tool mit einer Kartenansicht einfach nachgetragen werden. In dieser Kartenansicht sind Kulturdenkmale ohne Koordinaten mit einem roten bzw. orangen Marker dargestellt und können durch Verschieben auf die richtige Position in der Karte mit Koordinaten versehen werden. Kulturdenkmale ohne Bild sind an einem blauen bzw. roten Marker erkennbar.
- Datierung: Baubeginn, Fertigstellung, Datum der Erstnennung oder grobe zeitliche Einordnung entsprechend des Eintrags in der zuständigen Denkmaldatenbank (Landesamt für Denkmalpflege Baden-Württemberg).
- Beschreibung: Kurzcharakteristik des Kulturdenkmals.

## A
| Bild           | Bezeichnung | Lage | Datierung                                                      | Beschreibung | ID |
| -------------- | --- | --- | -------------------------------------------------------------- | --- | -- |
|                | Frühmittelalterliche Siedlung, hochmittelalterlicher Marktort, staufische Stadt, spätmittelalterlich-frühneuzeitliche Reichsstadt | Abt-Fulrad-Straße, Archivstraße, Beblingerstraße, Fischbrunnenstraße, Marktplatz, Mittlere Beutau, Rathausplatz, Untere Beutau, Zehentgasse | 4./5. Jahrhundert                                              | Auf dem Schuttkegel des Geiselbaches entstand in enger Anbindung an einen alten Flussübergang der älteste Siedlungskern der späteren Stadt Esslingen. Die ältesten Belege aus der Fülle der archäologischen Nachweise sind schon ins späte 4./frühe 5. Jahrhundert zu datieren. Die Befunde dokumentieren eine Entwicklung, die von der der völkerwanderungszeitlich-frühalemannischen Siedlungsphase ohne Lücken bis 866 reicht, in der die Siedlung als Hetsilinga das erste Mal mit Namen erscheint. Diese wurde im Rahmen des rechtsrheinischen fränkischen Herrschaftsausbaus zu einem zentralen Ort am Neckar; durch die Vitaliszelle, wohl im 3. Viertel des 8. Jahrhunderts gegründet, ist dies belegbar. Aus diesen Anfängen heraus entwickelte sich Esslingen zum hochmittelalterlichen Marktort, zur staufischen Stadt und späteren Reichsstadt. Geschützt nach § 2 DSchG |    |
| Weitere Bilder | Stadtbefestigung der staufischen Kernstadt                                                                                        | Abt-Fulrad-Straße, Adlerstraße, Agnespromenade, Archivstraße, Augustinerstraße, Beblingerstraße, Entengrabenstraße, Hauffstraße, Innere Brücke, Küferstraße, Landolinsplatz, Marktplatz, Mettinger Straße, Neckarhaldenweg, Ottilienplatz, Rathausplatz, Ritterstraße, Untere Beutau, Urbanstraße, Webergasse, Zwingerstraße | 10./11. Jahrhundert ?, 13. Jahrhundert (Kernstadt-Befestigung) | Im Laufe des 10./11. Jahrhunderts soll eine Befestigung der Siedlung um die Stadtkirche St. Dionysius erfolgt sein. Dies ist jedoch archäologisch und auch schriftlich nicht nachweisbar. Im Boden sind Reste der 1241 erstmals erwähnten, wohl Anfang des 13. Jahrhunderts erbauten Stadtbefestigung der Esslinger Kernstadt mit Stadtmauer, Toren, Grabenbereich, Futter- bzw. Zwingermauer und zahlreichen Mauertürmen zu erwarten. Von den einst rund 29 Toren und Türmen der inneren Stadtbefestigung sind der Neckarhaldentorturm und der Wolfstorturm erhalten. Darüber hinaus sind bei zahlreichen Gebäuden, die im Bereich der ehemaligen Stadtbefestigung errichtet wurden, noch Reste der Stadtmauer sichtbar: - Abt-Fulrad-Str. 3 - Archivstr. 3, 3/1 - Augustinerstraße 3, 5, 7, 9 - Innere Brücke 5 - Kiesstraße 3, 3/1, 5 - Küferstraße 36, 39, 40, 50, 52, 54 - Marktplatz 18, 19, 20 - Rathausplatz 5 - Ritterstraße 10 - Untere Beutau 5, 8, 9, 9/1, 10 - Webergasse 5, 7, 11, 13, 15, 17, 19 Geschützt nach § 2 DSchG |    |
|                | Städtische Wasserversorgung | Abt-Fulrad-Straße, Augustinerstraße, Blumenstraße, Ebershaldenanlage, Fischbrunnenstraße, Geiselbachstraße, Hafenmarkt, Landenbergerstraße, Landolinsplatz, Marktplatz, Mittlere Beutau, Obere Beutau, Ottilienplatz, Untere Beutau, Untere Beutau 7 | 13. Jahrhundert, 1739, 1874–76, 1916/17                        | Im Boden sind Reste der historischen Wasserver- und entsorgung mit Brunnenstuben, Rohrleitungen und Kanälen zu erwarten. Darüber hinaus gehören zahlreiche öffentliche Laufbrunnen in der Kernstadt zum Bestand der historischen Wasserversorgung. Grundlage dafür waren der Neckar, der Beutaubach (Geiselbach) und mehrere Quellen an den nördlichen Hängen des Neckartals. Erste urkundliche Erwähnungen von öffentlichen Brunnen gibt es erst seit dem 13. Jahrhundert. Ab 1739 gibt es einen städtischen Brunnenmeister. Die Wasserversorgung bestand damals aus etwa 3000 Deicheln, 25 Verteilerblöcken und 20 Brunnenstuben. 1874–76 entstand eine erste Grundwasserfassung mit Pumpstation und Hochbehälter im Innenhof der Esslinger Burg 1900 Dampfpumpwerk (abgegangen, Eberspächerstraße 24) 1916/17 Anschluss an die württembergische Landeswasserversorgung Für die Abwasserentsorgung wurden der Neckar und der Beutaubach genutzt. Zusätzlich gab es innerhalb der Stadt offene Rinnen, abgedeckte Kanäle bis hin zu begehbaren Kanälen im Unterlauf der Dolen. Ein Großteil der baulichen Überreste befindet sich unter der Erde und besitzt vor allem archäologische Relevanz. Geschützt nach § 2 DSchG                          |    |
|                | Sankt-Agnes-Brücke | Abt-Fulrad-Straße, Bahnhofstraße (Karte) | 1893                                                           | Einbogige, genietete Eisenkonstruktion der Maschinenfabrik Esslingen, geplant von Oberingenieur Julius Kübler. Das reich gegliederte Geländer mit historisten Formen ist von der Maschinenfabrik Fritz Müller. Mit dem Bau der Brücke wurde die Anbindung des Bahnhofs an die Kernstadt vollzogen. Geschützt nach § 2 DSchG |    |
|                | Ehemaliges Schulgebäude, sogenannte Lateinschule, heute Behördennutzung                                                           | Abt-Fulrad-Straße 3 (Karte) | 1488                                                           | Das Gebäude wurde im Jahr 1488 auf einen spätmittelalterlichen Unterbau, der zum Teil aus Buckelquadern besteht, als zweistöckiger Fachwerkbau aufgesetzt. In den Jahren 1766 und 1813/18 wurden Umbauten vorgenommen. Unter anderem wurde ein zweigeschossiger Westflügel angebaut, wobei Teile der alten Stadtmauer einbezogen wurden. Eine spätgotische Pforte in der einstigen Stadtmauer führte zum Agnesfriedhof. Entworfen wurde der Anbau von Gottlieb Christian Eberhard von Etzel. Geschützt nach § 2 DSchG |    |
|                | Konrektorat und Mesnerhaus | Abt-Fulrad-Straße 5 (Karte) | 1488, Mitte 19. Jahrhundert                                    | Bauwerk im Kameralamtsstil, Mitte des 19. Jahrhunderts über älterem Kern errichtet. Das Haus steht über dem Geiselbachgewölbe (siehe Abt-Fulrad-Straße 3, 5, Marktplatz) Geschützt nach § 2 DSchG |    |
|                | Städtische Wasserversorgung, hier Geiselbachgewölbe                                                                               | Abt-Fulrad-Straße 3, 5, Marktplatz, Marktplatz 3 (Karte) | Mittelalter                                                    | Kanal des Geiselbachs, mit Sandsteinquadern befestigt und teilweise mit Tonnengewölbe versehen. Bereits in mittelalterlicher Zeit wurde der Bach innerhalb der Kernstadt überwölbt und verschwand so unter der Straße. Er war ein wichtiger Teil der Abwasserentsorgung. Im Bild ist die Einmündung des Geiselbachkanals links unterhalb der Sankt-Agnes-Brücke zu sehen. Geschützt nach § 2 DSchG |    |
|                | Hochmittelalterliche Siedlung, staufische Stadt, spätmittelalterliche und frühneuzeitliche Reichsstadt                            | Adlerstraße, Apothekergasse, Blarerplatz, Fischbrunnenstraße, Franziskanergasse, Grunstraße, Hafenmarkt, Hauffstraße, Heugasse, Hirschstraße Hofstatt, Im Heppächer, Innere Brücke, Küferstraße, Kupfergasse, Landolinsgasse, Mauerstraße, Milchstraße, Ottilienhof, Ottilienplatz, Rathausplatz, Ritterstraße, Schmale Gasse, Spritzengasse, Strohstraße, Urbanstraße, Wagnerstraße, Webergasse, Wolfgasse, Zwerchstraße, Zwingerstraße (Karte) | Erste Jahrzehnte des 13. Jahrhunderts                          | Altstadtbereich im östlichen und südöstlichen Anschluss an den früh- und hochmittelalterlichen Siedlungskern und gemeinsam mit dem daraus erwachsenen Marktort wohl in den ersten Jahrzehnten des 13. Jahrhunderts als staufische Stadt ummauert. In diesem Bereich gab es eine Reihe ausgedehnter Hofanlagen mit Gebäuden zur Verwaltung und Lagerung von Besitz und Einkünften auswärtiger Klöster und Kirchen. Es gab auch Anwesen stadtpatrizischer Familien in den nördlichen Quartieren. Dort waren auch einst zahlreiche Geschlechtertürme vorhanden, die nur noch mit wenigen obertägigen Relikten zu belegen sind. Es gab in dem Gebiet das abgegangene Kloster der Franziskaner, einen großen Wirtschaftshof des Katharinenspitals auf dem südlichen Ottilienplatz und es gibt noch viele andere Relikte des handwerklichen und bürgerlichen Lebens der Vergangenheit im Boden zu entdecken. Der Stadtbrand von 1701 hat vieles verändert, es kam danach sogar zur Veränderung von Straßentrassen. Kleine Hausparzellen wurden teilweise zu größeren zusammengelegt. Geschützt nach § 2 DSchG |    |
|                | Versammlungshaus des evangelischen Vereins                                                                                        | Adlerstraße 4 (Karte) | 19. Jahrhundert                                                | Spätklassizistisches Bauwerk aus dem 19. Jahrhundert, das auf dem Grundstück des Gasthauses zum Löwen erbaut wurde. Das Gebäude diente zunächst als Scheune, danach als Vortragssaal und Versammlungsstätte für Missionsstunden und andere christliche Gemeinschaften. Das Haupthaus besitzt einen Mittelrisalit mit repräsentativem Eingang. Im winklig zum Haupthaus liegenden Querhaus ist das Treppenhaus untergebracht. Türen, Deckenstuck, Fußböden etc. sind original erhalten. Geschützt nach § 2 DSchG |    |
|                | Ehemaliges Feuerwehrgerätehaus und Handelsschule, heute Feuerwache                                                                | Adlerstraße 6 (Karte) | 1912/13                                                        | Von Stadtbaurat Gustav Blümer entworfenes Ensemble mit repräsentativem Eckbau, Langbau, Steigerturm sowie einem rückwärtigen Anbau am Ende der Kiesstraße, Ecke Adlerstraße. Ursprünglich beherbergte der Bau den Geräteraum, Schulungs- und Übungsräume der Freiwilligen Feuerwehr. Im Obergeschoss befand sich die Esslinger Handelsschule, symbolisiert durch ein segelndes Handelsschiff auf der Giebelspitze. Heute sind im Erdgeschoss ein Naturkostladen und eine Bäckerei mit Café untergebracht. In den Obergeschossen befinden sich Eigentumswohnungen und Arztpraxen. Der repräsentative Haupteingang zum Treppenhaus in der Adlerstraße besitzt ein dekoratives, plastisches Gewände. Die einfache, klar gegliederte Fassade weist späthistoristische Details wie Volutengiebel oder Eckquaderungen auf. An einer Ecke des Haupthauses steht eine von Albert Gäckle gefertigte Skulptur des Heiligen Florian. Geschützt nach § 2 DSchG |    |
|                | Brücke, sogenannter Agnessteg | Agnespromenade (Karte) | 16. Jahrhundert                                                | Kanalübergang aus dem 16. Jahrhundert bei der Sankt-Agnes-Kapelle. Der Agnessteg ist ein alter Kanalübergang, der das Stadtzentrum mit den ehemaligen Schelzgärten verband. Aus einer spätmittelalterlichen Holzbrücke wurde 1579 eine Bogenbrücke aus Stein mit zwei Pfeilern, die 1744 durch Hochwasser zerstört und im Barock mit zwei Balkonen wiederaufgebaut wurde. Die steinerne Brüstung wich um 1857 einem Geländer aus Eisen. Geschützt nach § 2 DSchG |    |
|                | Spätmittelalterlicher Friedhof mit spätmittelalterlicher Agneskapelle                                                             | Agnespromenade, Beblingerstraße (Karte) | spätes Mittelalter                                             | Im späten'Mittelalter zwischen der Stadtmauer über dem Neckararm eingerichteter Bestattungsplatz, im Jahr 1316 erstmals bezeugt. Nach dem Kapellenpatrozinium wurde er Agnes-Friedhof genannt. 1575 entstand ein steinernes Grufthaus, bis 1816 gab es hier noch Beerdigungen. Die Agnes-Kapelle wurde vermutlich Ende des 18. Jahrhunderts abgebrochen. Archäologische Befunde sind zu erwarten. Geschützt nach § 2 DSchG | BW |
|                | Hochmittelalterliche Siedlung und spätmittelalterlich-frühneuzeitliche Pliensau-Vorstadt                                          | Allmandasse, Am Kronenhof. Bahnhofstraße, Ehnisgasse, Fischergasse, Innere Brücke, Kasernenstraße, Knäpplenshof, Krämerstraße, Lederstraße, Martinstraße, Neckarstraße, Oberer Metzgerbach, Peterlinggasse, Pliensaustraße, Roßmarkt, Schaichengässle, Schlossberggasse, Sirnauer Straße, Ulmer Straße, Unterer Metzgerbach | hohes und spätes Mittelalter                                   | Südlich der mittelalterlichen Kernstadt und der beiden ehemaligen Neckararme – heute Roß- und Wehrneckarkanal – gibt es in dieser Vorstadt viele archäologische Zeugnisse, die teilweise bis ins 11. Jahrhundert zurückgehen, vor allem aber hoch- und spätmittelalterlich sind. Der Name Pliensau taucht 1257 und 1259 das erste Mal in Schriftquellen auf. Diese Pliensauvorstadt wurde im 13. Jahrhundert durch eine Stadtmauer umgeben, die auch Hochwasserschutz übernehmen musste. In der Ehnisgasse 16, 18 gibt es erhaltene Häuser, die kurz vor 1300 errichtet wurden. Überwiegend waren in der Vorstadt Metzger, Gerber und Weingärtner ansässig, auch Hinweise auf Hafner gibt es. Noch im 18. Jahrhundert gab es im westlichen Teil der Vorstadt ausgedehnte offene Garten- und Wiesenflächen. Dieser Teil Esslingens ist seit präurbaner Zeit von verkehrsgeschichtlicher Bedeutung für die das Neckartal in Nord-Süd-Richtung querende Straße vom Schurwald auf die Filder. Dies wird eindrucksvoll durch die beiden Steinbrücken über die Neckararme deutlich. Geschützt nach § 2 DSchG |    |
|                | Stadtbefestigung der Pliensau-Vorstadt                                                                                            | Allmandgasse, Am Kronenhof, Bahnhofstraße, Färbertörlesweg, Innere Brücke, Martinstraße, Neckarstraße, Oberer Metzgerbach, Pliensaustraße, Roßmarkt, Schelztorstraße, Schwanengrabenstraße, Sirnauer Straße, Ulmer Straße, Vogelsangstraße, Wehrneckarstraße, Pliensaubrücke (Pliensauvorstadt) | 13. Jahrhundert                                                | Im Boden sind Reste der im 13. Jahrhundert erbauten und spätestens 1292 wohl auch geschlossenen Stadtbefestigung der Pliensau-Vorstadt zu erwarten. Es gab Stadtmauer, Tore, Grabenbereiche, Futter- bzw. Zwingermauern und mehrere Mauertürme. Der Metzgerbach ist wohl eine frühere nördliche Grenze einer älteren Besiedlung, die dann näher an den Flussarm vorgeschoben wurde. Erhalten blieben: Der Pliensautorturm mit dem 2007 in der Nähe freigelegten Färbertörle (Färbertörlesweg 1) und der Innere Schelztorturm (Schelztorstraße 2). Reste der Stadtmauer stecken noch sichtbar in den Gebäuden Oberer Metzgerbach 28, Roßmarkt 12, 14, 16, 18, 20, 32, 36 und in der Wehrneckarstraße 12, 12/1. Geschützt nach § 2 DSchG |    |
| Weitere Bilder | Wohnhaus | Apothekergasse 2 (Karte) | wohl 17. Jahrhundert, 1894 (Umbau)                             | In Ecklage stehendes verputztes Fachwerkgebäude; an der Traufseite Eingang zu einem Keller. 1894 Einbau einer Wohnung im Dachgeschoss, dabei Ladeluke entfernt und Dachgaube aufgesetzt. Ladeneinbau des 20. Jahrhunderts. Geschützt nach § 2 DSchG |    |
|                | Gewölbekeller | Apothekergasse 5 (Karte) | 13. Jahrhundert                                                | Gewölbekeller mit Quadermauerwerk aus dem 13. Jahrhundert, in den man heute über eine Stein- und Holztreppe gelangt. (Südfassade siehe Apothekergasse 7) Geschützt nach § 2 DSchG | BW |
|                | Wohnhaus | Apothekergasse 7 (Karte) | 1347                                                           | Verputztes Fachwerkgebäude aus dem Jahr 1347. Über dem Erdgeschoss kragen zwei Stockwerke in Ständergeschossbauweise erheblich vor. Der Zugang zum Keller erfolgt über ein Rundbogentor im Erdgeschoss. Das mittige Zwerchhaus mit Ladeluke im Dachgeschoss wird von jeweils einer Gaube flankiert. Geschützt nach § 2 DSchG |    |
|                | Wohnhaus | Apothekergasse 11 (Karte) | 1493/94                                                        | Fachwerkgebäude aus den Jahren 1493/94 Geschützt nach § 2 DSchG |    |
|                | Wohnhaus | Apothekergasse 13 (Karte) | 1644                                                           | Haus des Apothekers Johann Kautter aus dem Jahr 1644 Geschützt nach § 2 DSchG |    |
|                | Städtische Kanzlei | Archivstraße 3 (Karte) | 1818                                                           | 1449–1468 Wohnhaus des Frühhumanisten und Esslinger Stadtschreibers Niklas von Wyle. Das als Sichtfachwerk im Jahre 1610 von Heinrich Schickhardt neu errichtete Bauwerk wurde 1818 bis auf das Untergeschoss abgebrochen und als dreistöckiges klassizistisches Gebäude neu aufgebaut. Das Erdgeschoss besitzt einen mittigen Eingang, der von jeweils einem großen Schaufenster mit rundem Bogen flankiert wird. Über den Fenstern im 1. Obergeschoss befinden sich Fensterverdachungen, unter dem Giebel ein kassettiertes Gesims. Geschützt nach § 2 DSchG |    |
|                | Städtische Wasserversorgung (siehe Abt-Fulrad-Straße) – hier: Augustinerbrunnen                                                   | Augustinerstraße (Karte) | 19. Jahrhundert                                                | Laufbrunnen aus dem 19. Jahrhundert. In einer Nische unmittelbar links des Gebäudes Augustinerstraße 8 befindet sich der Augustinerbrunnen, ein Laufbrunnen mit einem rechteckigen Brunnentrog und einer Auslassröhre aus dem 19. Jahrhundert. Das Wasser stammt aus der Mayenwalter Quelle in Krummenacker. Geschützt nach § 2 DSchG |    |
|                | Städtische Wasserversorgung (siehe Abt-Fulrad-Straße) – hier: Herrenbrünnele                                                      | Augustinerstraße (Karte) | Um 1820                                                        | Laufbrunnen aus der Zeit um 1820. In kleinem Freiraum zwischen Gebäuden Nr. 9 und 11. Wasserspeisung aus der Mayenwalter Quelle in Krummenacker. Geschützt nach § 2 DSchG |    |
|                | Spätmittelalterliche und frühneuzeitliche „Schönenbergvorstadt“                                                                   | Augustinerstraße, Burgsteige, Mittlere Beutau, Obere Beutau | spätes Mittelalter                                             | Schmaler Streifen am Fuß des weinwirtschaftlich genutzten Schönenbergs, nördlich des Stadtgrabens und durch die von der „Burg“ herabkommenden Schenkelmauern begrenzt, die wahrscheinlich aus dem späten 13. Jahrhundert stammen. In diesem kleinen vorstädtischen Quartier gab es drei stadtgeschichtlich bedeutsame Einrichtungen: - Das Augustinerkloster (1282 gegr.) mit einem 1333 genannten Friedhof (Bereich Augustinerstraße 8–14) - Den Pfleghof des Zisterzienserklosters Kaisheim (seit 1293, siehe Burgsteige 1–5) - Den Pfleghof des Benediktinerklosters Blaubeuren (wohl um 1240, siehe Mittlere Beutau 11, 15) Am Beginn der Burgsteige gab es das nicht mehr genau lokalisierbare „Schwarze Tor“, vermutlich noch mit Befunden im Boden. Am Rand des Landolinsplatz könnte es noch Reste im Boden von dem 1327 erwähnten Turmhaus geben, das mit „der schulthaissen berfrit“ bezeichnet wurde. Weitere Überreste in diesem Quartier dürften spätestens bei der Trassierung der heutigen Ringstraße bzw. des „Kleinen Markts“ auch im Boden vollständig abgegangen sein. Das Augustinerkloster diente schon am Beginn des 18. Jahrhunderts als Steinbruch und wurde schon damals vollständig abgetragen. Geschützt nach § 2 DSchG |    |
|                | Wohn- und Geschäftshaus | Augustinerstraße 1 (Karte) | 16./17. Jahrhundert                                            | Fachwerkgebäude aus dem 16./17. Jahrhundert, im frühen 20. Jahrhundert erneuert. Der Anbau auf der Giebelseite bestand schon im 18. Jahrhundert; 1914 kam ein polygonaler Standerker im Süden und ein Turmerker auf der Nordseite hinzu. Großformatige Fenster befinden sich in der Ladenebene. Für die Umgestaltung war Ernst Stribel verantwortlich. Geschützt nach § 2 DSchG |    |
|                | Wohnhaus | Augustinerstraße 2 (Karte) | 16. Jahrhundert                                                | Kernbau aus dem 16. Jahrhundert. Im Jahre 1903 gestaltete Bauwerkmeister Adolf Hornung das Gebäude in einen Sichtfachwerkbau mit verputztem Erdgeschoss und vielseitig angelegtem Dach um. Geschützt nach § 2 DSchG |    |
|                | Katholisches Pfarrhaus | Augustinerstraße 5 (Karte) | 19. Jahrhundert                                                | Klassizistischer Putzbau des 19. Jahrhunderts Geschützt nach § 2 DSchG |    |
|                | Ehemaliger Konstanzer Pfleghof | Augustinerstraße 7–9 (Karte) | (?)                                                            | Ehemaliger Konstanzer Pfleghof Geschützt nach § 2 DSchG |    |
|                | Wohnhaus | Augustinerstraße 8 (Karte) | (?)                                                            | Fachwerkbau auf den Überresten der Ummauerung des Augustiner-Eremiten-Klosters Geschützt nach § 2 DSchG |    |
|                | Bürgerstube und Kornhaus | Augustinerstraße 11 (Karte) | (?)                                                            | Bürgerstube und Kornhaus, (siehe Rathausplatz 5) Geschützt nach § 2 DSchG |    |
|                | Faulhabersches Haus | Augustinerstraße 22 (Karte) | 18. Jahrhundert                                                | Putzbau aus dem 18. Jahrhundert. Herausragend der Fassadenstuck im Louis-Seize-Stil. Im Inneren ein Logensaal des Druiden-Ordens im Art-déco-Stil. Geschützt nach § 2 DSchG |    |
|                | Wohnhaus | Augustinerstraße 24 (Karte) | 15./16. Jahrhundert                                            | Fachwerkbau aus dem 15./16. Jahrhundert, aber mehrere Erneuerungen des Fachwerks und der Fassade im 19. und 20. Jahrhundert. Geschützt nach § 2 DSchG |    |

## B
| Bild | Bezeichnung | Lage | Datierung                                          | Beschreibung | ID |
| ---- | --- | --- | -------------------------------------------------- | --- | -- |
|      | Empfangsgebäude | Bahnhof 1 (Karte) | 1883                                               | Bahnhofsgebäude von 1883 Geschützt nach § 2 DSchG |    |
|      | Zollamt | Bahnhof 4 (Karte) | 1907/08                                            | Kubischer Bau von 1907/08 Geschützt nach § 2 DSchG |    |
|      | Wettersäule | Bahnhofstraße (Karte) | 1895                                               | Wettersäule von 1895, gestiftet vom Verschönerungsverein anlässlich der Fertigstellung der Sankt-Agnes-Brücke Geschützt nach § 2 DSchG |    |
|      | Wohn- und Geschäftshaus | Bahnhofstraße 1 (Karte) | 1898                                               | Putzbau im Stil der Neurenaissance von 1898. Franz Schäffler (1848–1919) entwarf das Haus für den Brauereibesitzer und Reichstagsabgeordneten Hermann Brodbeck an der Ecke zum Bahnhofsvorplatz. Repräsentative Gestaltung mit Rundbogenfenstern im Erdgeschoss. Verschiedene Fensterverdachungen in jedem Stockwerk sowie pilastergeschmückte Erker an den abgeschrägten Gebäudeecken. Das Erdgeschoss war ursprünglich für vier Ladenlokale ausgelegt. Ab 1901 befand sich im Erdgeschoss das früher legendäre Café Geiger, das fast hundert Jahre lang existierte. Mittlerweile ist dort eine Bank eingezogen. In den Obergeschossen sind die originalen Grundrisse in je zwei Wohnungen sowie die historische Ausstattung wie Treppenhaus, Türen, Lamberien oder Stuckkehlen erhalten geblieben. Geschützt nach § 2 DSchG |    |
|      | Gasthof zum Falken | Bahnhofstraße 4 (Karte) | 1860                                               | Historistischer Bau von 1860. Von Friedrich Metzger erbaut, 1889 erweitert und 1897 aufgestockt. In einem Blindfenster im zweiten Stock ist ein Falkner dargestellt. Die wandfeste Ausstattung ist im zweiten Obergeschoss weitgehend erhalten geblieben. Geschützt nach § 2 DSchG |    |
|      | Wohn- und Geschäftshaus | Bahnhofstraße 32 (Karte) | 1894                                               | 1894 von Franz Schäffler und Paul Weißinger für den Apotheker Wilhelm Häberlen und den Kaufmann Fritz Schumann erbautes dreigeschossiges Eckhaus, das in dominierender Lage am Ende der Bahnhofstraße an der Sankt-Agnes-Brücke steht. Die abgeschrägte Ecke ist durch einen Staffelgiebel betont, der durch zwei Rundtürme gerahmt ist und Balkone mit schmiedeeisernen Brüstungen aufweist. Das Erscheinungsbild lebt von der Verwendung von verschiedenartigen Ziegeln und Werkstein und ist sehr abwechslungsreich in der Ladenzone gestaltet. Geschützt nach § 2 DSchG |    |
|      | Festsaalgebäude des evangelischen Lehrerseminars, sogenannte „Alte Aula“, heute Teil des Behördenzentrums                    | Beblingerstraße 3 (Karte) | 1915/15                                            | Im Stil eines italienischen Stadtpalazzos vom Königlichen Baurat Heeß errichtet. Ein gutes Beispiel für den Neuklassizismus des frühen 20. Jahrhunderts. Nach Abbruch des 1842/43 errichteten Seminarhauptbaus 1983 in das durch Alexander von Branca 1980–87 errichtete städtische Behördenzentrum einbezogen und als Kantine und für Veranstaltungen genutzt. Geschützt nach § 2 DSchG |    |
|      | Ehemaliges Schelztorgymnasium, heute Sitz des Landesamts für Denkmalpflege                                                   | Berliner Straße 12 (Karte) | 1876/77                                            | Nach Plänen des Stadtbaumeisters Gustav Wenzel als Realanstalt erbaut. 1954–79 Schelztor-Gymnasium. Der in den Formen der Neurenaissance zurückhaltend gestaltete Backsteinbau gewinnt vor allem durch seine Monumentalität und strenge Fassadengliederung repräsentativen Charakter. Der dreiachsige Mittelpavillon ist sein wichtigster baulicher Akzent an der Berliner Straße. Im Zuge der Umnutzung als Sitz des Landesdenkmalamts Baden-Württembergs 2001–03 am Südflügel und im rückseitigen Hof mit Erweiterungsbauten versehen. Geschützt nach § 2 DSchG |    |
|      | Wohnhaus | Berliner Straße 17 (Karte) | 1897                                               | 1897 durch Hermann Falch errichtetes Wohnhaus an der Ecke zur Martinstraße. Auf malerische Effekte zielender asymmetrischer Bau mit reicher Komposition. Ein typischer Vertreter des historischen Wohnbaus im späten 19. Jahrhundert. Geschützt nach § 2 DSchG |    |
|      | Wohn- und Geschäftshaus | Blarerplatz 3 (Karte) | 19. Jahrhundert                                    | Im 19. und 20. Jahrhundert mehrfach verändertes Bauwerk, ein verputztes dreigeschossiges Gebäude mit Krüppelwalmdach.1913 baute Franz Schäffler ein bereits vorhandenes Geschäft um. Die damaligen Schaufenstereinteilungen und die Rahmungen sind noch erhalten. Geschützt nach § 2 DSchG |    |
|      | Wohn- und Geschäftshaus | Blarerplatz 4, Spritzengasse 8 (Karte) | 1907                                               | Wohn- und Geschäftshaus aus dem Jahr 1907, nach Entwürfen von Karl Kirchner für einen Hafnermeister erbaut. Die Ecksituation wird durch den Ladeneingang betont und durch die Kombination aus runden Ecktürmchen, Balkon, Erker und Krüppelwalmgiebel belebt. Geschützt nach § 2 DSchG |    |
|      | Wohnhaus, ehemaliges Gasthaus zur Sonne                                                                                      | Blarerplatz 8 (Karte) | 16. Jahrhundert                                    | Fachwerkgebäude aus dem 16. Jahrhundert mit schmiedeeisernem Wirtshausausleger Geschützt nach § 2 DSchG |    |
|      | Stadtbefestigung der Obertor-Vorstadt                                                                                        | Blumenstraße, Charlottenstraße, Grabbrunnenstraße, Kanalstraße, Kiesstraße, Neckarstraße, Plochinger Straße, Richard-Hirschmann-Straße                | 1330–1335                                          | Im Boden sind Reste der um 1330 bis 1335 erbauten Stadtbefestigung der Obertor-Vorstadt mit Stadtmauer, Toren, Grabenbereich, Futter- bzw. Zwingermauer und zahlreichen Mauertürmen zu erwarten. Von den 22 Toren und Türmen sind keine oberirdischen Reste erhalten. Geschützt nach § 2 DSchG |    |
|      | Präurbane Siedlung, spätmittelalterliche und frühneuzeitliche Obertor-Vorstadt                                               | Blumenstraße, Entengrabenstraße, Friedensstraße, Hindenburgstraße, Kanalstraße, Katharinenstraße, Kiesstraße, Mühlstraße, Neckarstraße, Obertorstraße | 1320/30 (Ummauerung)                               | Die im 14. Jahrhundert erfolgte Ummauerung hat die Obertor-Vorstadt fest mit der staufischen Kernstadt verklammert. Vorher war sie ein offenes Suburbium entlang der aus der Kernstadt durch das „Wolfstor“ kommenden Straße, einem Teilstück der Fernverbindung vom Mittelrhein nach Ulm und Augsburg. In diesem Bereich werden noch zahlreiche Funde und Befunde erwartet, trotz der großen Substanzverluste der Vergangenheit. Geschützt nach § 2 DSchG |    |
|      | Schilleranlage | Blumenstraße, Heilbronner Straße, Schillerstraße (Karte)                                                                                              | 1907                                               | Grünanlage mit Teich, 1907 im Auftrag der Stadt durch den Gartenarchitekten Harry Maasz erstellt. Geschützt nach § 2 DSchG |    |
|      | Eiserner Fischbrunnen | Blumenstraße (Karte) | 1878                                               | Gusseiserner Brunnen aus dem Jahr 1878, errichtet als Ersatz für den früheren Fischbrunnen, der 1878 als Achtröhrenbrunnen nach Wäldenbronn versetzt wurde. Als 1915/16 der Postmichelbrunnen gebaut wurde, musste der Eiserne Fischbrunnen von seinem ursprünglichen Standort weichen und wurde in die Klara-Anlage versetzt. Der Brunnen ist mit Fischgestalten und dem reichsstädtischen Adler verziert. Er wurde 1999 restauriert. Geschützt nach § 2 DSchG |    |
|      | Schulhaus, heute Realschule am Schillerpark                                                                                  | Blumenstraße 10 (Karte) | 1910–12                                            | Erbaut als Mittelschule für Mädchen von Stadtbaurat Gustav Blümer. Heute ist sie die Realschule am Schillerpark. Geschützt nach § 2 DSchG |    |
|      | Wohn- und Gasthaus | Blumenstraße 14 (Karte) | 1898                                               | Wirtshaus Zum Hecht aus dem Jahr 1898 Geschützt nach § 2 DSchG |    |
|      | Ehemalige Mädchenvolksschule                                                                                                 | Blumenstraße 31 (Karte) | 1902/04                                            | Ehemalige Mädchenvolksschule aus den Jahren 1902/04, Pendant zur Knabenvolksschule in der Katharinenstraße 47, errichtet zwischen 1902 und 1904 nach Plänen von Stadtbaurat Gustav Blümer unter Rückgriff auf Renaissancemotive. Das Bauwerk gehört zu den neun Schulbauten, die in Esslingen im Rahmen einer Schulbauoffensive zwischen 1892 und 1912 errichtet wurden. Geschützt nach § 2 DSchG |    |
|      | Wohnhaus | Blumenstraße 33 (Karte) | 1898/99                                            | Ehemaliges Nord-Ost-Café und Eck-Wohnhaus, errichtet für Jakob Bienz von Franz Schäffler 1898/99 an der Ecke Blumenstraße/Richard-Hirschmann-Straße (bis 1975 Ottilienstraße). Heute wird das Gebäude nur noch zu Wohnzwecken genutzt. Das Erdgeschoss wurde in massiver Ziegelbauweise errichtet, die beiden Obergeschosse sowie das Dachgeschoss in Fachwerktechnik. In der zweiten Hälfte des 19. Jahrhunderts wurde der historische Fachwerkbau wieder beliebt. Geschützt nach § 2 DSchG |    |
|      | Wohnhaus | Blumenstraße 41 (Karte) | 1912                                               | 1912 errichtetes Wohnhaus mit Bezügen zur Barockgotik Geschützt nach § 2 DSchG |    |
|      | Doppelhaus | Blumenstraße 43, Urbanstraße 36 (Karte) | (?)                                                | Ein ehemaliges Mietshaus für den gehobenen Mittelstand von Ernst Stribel Geschützt nach § 2 DSchG |    |
|      | Wohnhaus | Blumenstraße 58 (Karte) | Um 1900                                            | Um 1900 errichtetes Wohnhaus, charakteristisch für den damaligen Mietshausbau Geschützt nach § 2 DSchG |    |
|      | Teilabschnitt des Neckarkanals von Mannheim (Mündung in den Rhein) bis Plochingen (Hafen) mit Staustufen und Wasserkraftwerk | Bundeswasserstraße Neckar, Inselstraße 2 (Sirnau), Nymphaeaweg 15 (Sirnau), Pulverwiesen 7/1 (Esslingen, Pliensauvorstadt)                            | Nach 1920 bis 1968 (Plochingen)                    | Verantwortlich für die Planung war Wasserbauingenieur Otto Konz, von 1924 bis 1935 unterstützt durch Paul Bonatz. In der letzten Ausbauphase spielte der Heimat- oder Denkmalschutz eine geringere Rolle als früher, so dass drei Bögen der Esslinger Pliensaubrücke durch eine Balkenkonstruktion ersetzt wurden. Geschützt nach § 2 DSchG |    |
|      | Stadtbefestigung des Schönenbergs                                                                                            | Burg 1, 2 und 4, Burgstaffel, Geiselbachstraße, Karl-Fuchs-Weg, Landolinsteige, Mittlere Beutau, Obere Beutau (Karte)                                 | 1286/87                                            | Esslinger Burg. Die sogenannte Burg ist ein erhalten gebliebener Teil der mittelalterlichen Stadtbefestigung, der sich oberhalb der einstigen und heutigen Innenstadt befindet. Der Vorposten auf dem Schönenberg wurde in den Jahren 1286 und 1287 durch zwei Schenkelmauern mit der Stadtbefestigung verbunden. Im 14. Jahrhundert folgte eine dritte Schenkelmauer. 1519 bis 1531 wurde die Anlage durch eine Burgsteige sowie durch Wall und Graben auf der Stadtseite erweitert. Geschützt nach § 2 DSchG |    |
|      | Kaisheimer Pfleghof mit Kelter (sogenanntes Klösterle) und Burgweinbergen                                                    | Burgsteige 1, 2, 3, 4 (Keller), 5 (Karte) | 1293 (Schenkung des ersten Hauses samt Weinbergen) | Der Kaisheimer Pfleghof bestand ursprünglich aus fünf Einzelbauwerken. Geschützt nach § 2 DSchG |    |

## D
| Bild | Bezeichnung                                                                                          | Lage                                                  | Datierung | Beschreibung | ID |
| ---- | --- | ----------------------------------------------------- | --------- | --- | -- |
|      | Königlich Württembergische Eisenbahnwerkstätten mit Arbeitersiedlung, Beamten- und Verwaltungsbauten | Dammstraße 2–14 (gerade) und Rennstraße 9, 14, 16, 20 | Seit 1897 | Seit 1848 war die Wartung und Modernisierung des Wagen- und Lokomotivenbestandes in Esslingen angesiedelt, auf einem Areal beiderseits des Pliensauturmes. Den entstehenden chronischen Platzmangel suchte man durch Ausweitung der Anlagen in Richtung Oberesslingen abzuwenden. So baute man in der Rennstraße eine Räderwerkstatt (abgerissen in den 1980er Jahren) und eine mehrschiffige Halle für die Kesselschmiede und die Montagewerkstätten (Rennstraße 20). Neben den eigentlichen Werkstätten baute man Büro- und Wohngebäude: - Pförtnerhäuschen (Rennstraße 14) - Verwaltungsgebäude (Rennstraße 16) - Beamtenwohnhaus (Rennstraße 9, erbaut 1900) - Werkführergebäude (Dammstraße 14) - Fünf Arbeiterwohnhäuser mit 30 Wohnungen (Dammstraße 2, 4, 6, 8, 10) Die bis Mitte der 1920er Jahre zweckentsprechend genutzten Bauten der Eisenbahnerwerkstätten sind heute aufschlussreiche Quellen und wertvolle Zeugen der Architektur und eines Kapitels der Esslinger Industriegeschichte. Geschützt nach § 2 DSchG |    |
|      | Ensemble der Wohngebäude                                                                             | Deffnerstraße 4–6, Schäfflerstraße 4, 7 (Karte)       | 1899–1903 | Zwischen 1899 und 1903 von Architekt Franz Schäffler geplante Gruppe von Ein- und Mehrfamilienhäusern entlang des Hammerkanals mit repräsentativen Straßenfassaden in historisierender Architektursprache. Insgesamt entstanden hier vier Villen auf der Defferstraße und zwei Villen auf der Schäfflerstraße, die alle heute unter Denkmalschutz der Stadt Esslingen stehen. Das Areal der Deffner- und Schäfflerstraße wurde damals von Franz Schäffler aufgekauft und bebaut, die Häuser danach in private Hände weiterverkauft. Schäffler nahm hier Formen der deutschen Renaissance auf und kombinierte diese mit Barock- und Klassik sowie mit Fachwerk. Das 1902 erbaute Gebäude auf der Deffnerstraße 5 besitzt eine Neobarockfassade und eine Jugendstiltür. Das Gebäude Schäfflerstraße 7 war das Privathaus des Architekten und ist bis heute im Besitz der Familie Schäffler. Geschützt nach § 2 DSchG |    |
|      | Wohnhaus mit Brücke                                                                                  | Deffnerstraße 6/1 (Karte)                             | 1904      | Das zweigeschossige Wohnhaus mit Mansarddach wurde im Jahr 1904 von Emil Zillinger für den Privatier Adolf Ulmer errichtet. Es kann nur über eine Brücke erreicht werden. Geschützt nach § 2 DSchG |    |
|      | Wohnhaus                                                                                             | Deffnerstraße 7 (Karte)                               | 1905      | Dreigeschossiges Mansarddachgebäude mit seitlicher Erschließung, erbaut 1905 durch Karl Mayer. Die Ecklage ist geschickt und in schlichter Weise der Reformarchitektur gestaltet. Schon mit Jugendstilformen am Eckerker. Geschützt nach § 2 DSchG |    |

## E
| Bild | Bezeichnung                                                                                          | Lage                                      | Datierung                        | Beschreibung | ID |
| ---- | --- | ----------------------------------------- | -------------------------------- | --- | -- |
|      | Städtische Wasserversorgung (siehe Abt-Fulrad-Straße) – hier: Quellfassungen, Landolin-Brunnenstuben | Ebershaldenstraße, Landolinsplatz (Karte) | 13. Jahrhundert ?                | Diese Quellfassungen und Landolins-Brunnenstuben sind 1564 das erste Mal erwähnt und gehen wohl auf das 13. Jahrhundert zurück. Sie liegen unter dem heutigen Landolinsplatz und im Bereich des ehemaligen Stadtgrabens. Geschützt nach § 2 DSchG | BW |
|      | Villa mit Einfriedung                                                                                | Ebershaldenstraße 1 (Karte)               | 1874                             | Ein Satteldachbau mit Mittelrisalit aus dem Jahr 1874. Repräsentative Ausgestaltung des Sockelgeschosses mit Naturstein, reich dekoriertes 1. Obergeschoss. Ein typisches zeittypisches Beispiel für ein Wohnhaus des gehobenen Bürgertums. Geschützt nach § 2 DSchG |    |
|      | Villa mit Einfriedung                                                                                | Ebershaldenstraße 5 (Karte)               | 1873                             | Das 1873 für Kommerzienrat August Weiß errichtete Putzgebäude mit Natursteinsockel und nachträglich angefügtem Sichtfachwerkanbau über dem Hauseingang besitzt auch plastischen Gipsschmuck im Giebelfeld und einen imponierenden Balkon mit Buntsandsteinbalustrade. Geschützt nach § 2 DSchG                                                                                      |    |
|      | Wohnhaus                                                                                             | Ebershaldenstraße 11 (Karte)              | 1877/78                          | Putzbau aus den Jahren 1877/78, von Carl Heinrich Brintzinger als Mietshaus konzipiert. Sockel und Erdgeschoss sind aus massivem Sandstein, die Obergeschosse verputztes Fachwerk. Der Sichtfachwerkanbau auf der Ostseite enthielt früher offene Loggien. Fassadendekor im Renaissancestil. Repräsentative Gestaltung für gehobene Mieterkreise. Geschützt nach § 2 DSchG          |    |
|      | Wohnhaus                                                                                             | Ebershaldenstraße 25 (Karte)              | 1886/87                          | Wohnhaus des Architekten Albert Wager aus den Jahren 1886/87. Holzverschaltes Fachwerkgebäude mit großenteils hohlen Gefachen. Stilelemente des Chalets übernahm Wager aus seiner Schweizer Heimat. Geschützt nach § 2 DSchG |    |
|      | Wohnhaus                                                                                             | Ehnisgasse 16 (Karte)                     | 13. Jahrhundert ?                | Fachwerkhaus, vermutlich aus dem 13. Jahrhundert Geschützt nach § 2 DSchG |    |
|      | Wohnhaus                                                                                             | Ehnisgasse 18 (Karte)                     | 1298                             | Verputztes dreigeschossiges Fachwerkhaus aus dem Jahr 1298 Geschützt nach § 2 DSchG |    |
|      | Wohnhaus                                                                                             | Ehnisgasse 20 (Karte)                     | vor 1530                         | Fachwerkhaus mit Dachwerk aus dem Jahr 1530 über wahrscheinlich älterem Unterbau Geschützt nach § 2 DSchG |    |
|      | Wohn- und Geschäftshaus                                                                              | Entengrabenstraße 2 (Karte)               | 1898                             | Viergeschossiges Eckgebäude. Das Gebäude wurde von Hermann Falch für den Kaufmann Ernst Eberspächer geplant und 1898 errichtet. Geschützt nach § 2 DSchG |    |
|      | Wohnhaus                                                                                             | Entengrabenstraße 3 (Karte)               | 1442, 1843 (Umbau)               | 1442 als Scheune des Katharinenspitals errichtetes Bauwerk, 1843 von Georg Heinrich Brinzinger zum Wohnhaus umgebaut Geschützt nach § 2 DSchG |    |
|      | Fabrik, (siehe Ottilienplatz 10)                                                                     | Entengrabenstraße 9 (Karte)               |                                  | Fabrik Geschützt nach § 2 DSchG |    |
|      | Ehemaliges israelitisches Waisenhaus, später städtisches Kinderheim, heute Kindertagesstätte         | Entengrabenstraße 10 (Karte)              | (?), 1710 vergrößert, 1922 Umbau | Von den Grafen von Moltke wurde das 1710 erworbene Haus erweitert (es bildet wohl den Mittelteil). 1841 erwarb es der „Verein zur Versorgung armer israelischer Waisen und verwahrloster Kinder“. 1913 Umzug des Waisenhauses, seitdem diente es bis 1971 als Städtisches Kinderheim. Die heutige Gestalt erhielt es 1922 durch Stadtbaurat Gustav Blümer. Geschützt nach § 2 DSchG |    |

## F
| Bild | Bezeichnung | Lage                             | Datierung                              | Beschreibung | ID |
| ---- | --- | -------------------------------- | -------------------------------------- | --- | -- |
|      | Städtische Wasserversorgung (siehe Abt-Fulrad-Straße) – hier: Postmichelbrunnen                                  | Fischbrunnenstraße (Karte)       | 1915/16                                | Laufbrunnen mit rundem aus vier Segmenten bestehendem Naturstein-Brunnentrog, dessen Reliefs die Sage des Postmichels wiedergeben. Er hat eine zentral stehende Brunnensäule mit vier Auslassröhren und der Datierung 1915. Oben befindet sich ein Bronzeguss, der den auf einem Pferd sitzenden und das Posthorn blasenden Postmichel darstellt. 1381 und 1409 ist hier ein sogenannter Kaufbrunnen erwähnt, der 1510 erstmals Fischbrunnen genannt wird. 1658 und 1744 wurde er erneuert und 1876 abgebaut und nach Wäldenbronn versetzt. 1878 wurde der eiserne Fischbrunnen erstellt (siehe Blumenstraße 31). Im Jahr 1915/16 wurde durch Emil Kiemlen der heutige Fischbrunnen aufgrund einer Stiftung erbaut. Die Wasserspeising erfolgte zuerst nur über die Landolin-Brunnenstube, später auch über die Mayenwalter Quelle in Krummenacker. Geschützt nach § 2 DSchG                                                                                               |    |
|      | Wohn- und Geschäftshaus                                                                                          | Fischbrunnenstraße 1 (Karte)     | 1701                                   | Seit dem 17. Jahrhundert als Standort einer Apotheke belegt, ist es ein nach dem Stadtbrand 1701 neu errichtetes Gebäude, das um 1900 im neubarocken Stil umgebaut wurde. Geschützt nach § 2 DSchG |    |
|      | Wohn- und Geschäftshaus                                                                                          | Fischbrunnenstraße 8 (Karte)     | 18. Jahrhundert                        | Stattlicher dreigeschossiger Putzbau aus dem 18. Jahrhundert in Ecklage zur Archivstraße. Das Erscheinungsbild stammt aus dem 19. Jahrhundert. Geschützt nach § 2 DSchG |    |
|      | Wohnhaus | Fischergasse 3 (Karte)           | spätes Mittelalter                     | Dreistöckiges Gebäude des Spätmittelalters. Die Umfassungsmauern des Erdgeschosses sind aus Bruchsteinmauerwerk, darüber befindet sich ein allseits vorkragender Fachwerkaufbau. Das Schulterbogenportal und die abgetreppte Steinkonsole legen eine Entstehung im 15./16. Jahrhundert nahe. Geschützt nach § 2 DSchG |    |
|      | Wohnhaus | Fleischmannstraße 7 (Karte)      | 1896                                   | Von Hermann Falch für den Schmiedemeister Reinhold Zink 1896 errichtetes dreigeschossiges Bauwerk aus gelben Ziegeln und rotem Sandstein im Stil der Neorenaissance. Die dreiachsige Hauptfassade ist auf malerische Weise durch einen zweigeschossigen Erker mit Giebelaufbau betont, seitlich gibt es einen über drei Geschosse reichenden Standerker mit Altan. Auf dem Mansardendach befinden sich turmähnliche Gauben. Ein typisches Gebäude der kaiserzeitlichen Stadterweiterungen im 19. Jahrhundert. Geschützt nach § 2 DSchG |    |
|      | Gaststätte Staufeneck mit Nebengebäude, Garten und Einfriedung                                                   | Fleischmannstraße 10 (Karte)     | 1899/1900                              | 1899/1900 für die Esslinger Brauereigesellschaft durch Hermann Falch erbaut, heute Wohn- und Geschäftshaus. 1981 brannte der dritte Stock ab. Geschützt nach § 2 DSchG |    |
|      | Ehemalige Gießerei, Esslinger Eisenlager                                                                         | Fleischmannstraße 20 (Karte)     | 1896                                   | 1896 nach Plänen von Hermann Falch erbaut, 1898 Erweiterung in die Kandlerstraße. Die Gießerei war der letzte Teil der Fabrikanlage der Pressenfabrik Fritz Müller in der Esslinger Weststadt, ehe 1911 der Firmensitz nach Oberesslingen verlegt wurde. Geschützt nach § 2 DSchG |    |
|      | Wohnhaus mit Nebengebäude                                                                                        | Franziskanergasse 1 (Karte)      | 18. Jahrhundert                        | Repräsentatives Wohngebäude aus dem 18. Jahrhundert. Ein massives Erdgeschoss und zwei Obergeschosse in Fachwerkbauweise. An der Ostseite ein Altan unter weitem Dachüberstand mit hölzerner Balustrade. Im 2. OG gibt es einen Saal mit qualitätvollem Stuck. Geschützt nach § 2 DSchG |    |
|      | Pfleghof des Chorherrenstifts Denkendorf, heute Gaststätte zum Schwanen                                          | Franziskanergasse 3 (Karte)      | vor 1400, viele Umbauten bis 1894      | Mächtiger zweiflügeliger Bau zu vier Geschossen mit verputztem Fachwerk über dem steinernen Erdgeschoss und großen Gewölbekellern. Das Grundstück mit dem Steinhaus des Eberhard Lutram gelangte kurz nach 1400 in den Besitz des Chorherrenstifts und wurde als städtischer Verwaltungssitz eingerichtet. Es hat eine vielfältige Bau- und Ausbaugeschichte hinter sich; die letzte Aufstockung im Jahr 1894 ließ die monumentale Fassade entstehen, die den Blarerplatz beherrscht. Geschützt nach § 2 DSchG |    |
|      | Chor der ehemaligen Franziskanerkirche Mariae Krönung, sogenannte Hintere Kirche, mit evangelischem Gemeindehaus | Franziskanergasse 4 (Karte)      | 1275/76 (Chor), 1929/30 (Gemeindehaus) | Der Chor bildet zusammen mit dem stark veränderten Westflügel den baulichen Überrest des einstigen Klosters, das die seit 1237 ansässigen Franziskaner mit Unterstützung des Esslinger Adels hier ab Mitte des 13. Jahrhunderts hier erbauten. Es nahm schließlich weitgehend das Geviert zwischen Franziskanergasse, Blarerplatz, Küferstraße und Kupfergasse ein. Der Chor gilt als herausragendes Zeugnis frühgotischer Baukunst. Die Gebäude des Klosters wurden nach der Reformation und Auflösung des Klosters 1531 nach und nach abgerissen: - 1668 Südflügel und Außenwände des Kreuzgangs - 1840–56 Langhaus der Basilika Errichtung des Gemeindehauses 1929/30 auf deren Grundmauern durch Rudolf Lempp, einem Vertreter der Stuttgarter Schule, der mit dem Gebäude ein gelungenes Beispiel des Bauens in historischer Umgebung schuf und im Inneren des Festsaals sogar die Dreischiffigkeit der ehemaligen Basilika wieder aufgriff. Geschützt nach § 2 DSchG |    |
|      | Wohn- und Geschäftshaus                                                                                          | Franziskanergasse 5 (Karte)      | Frühe Neuzeit, 1896 (Erneuerung)       | Stattliches frühneuzeitliches Gebäude in Ecklage zur Landolinsgasse. Es wurde 1896 durch Franz Schäffler und Paul Weißinger erneuert. So wurden das werksteinsichtige Erdgeschoss sowie die geschweiften Fensterrahmungen gestaltet. Geschützt nach § 2 DSchG |    |
|      | Wohnhaus, heute Wohn- und Gasthaus                                                                               | Franziskanergasse 9 (Karte)      | 17. Jahrhundert ?                      | Über zwei gewölbten Kellerräumen steht ein giebelständiges, ursprünglich zweigeschossiges Fachwerkgebäude mit steil aufragendem Satteldach, das vermutlich im 17. Jahrhundert errichtet wurde. Im 19. Jahrhundert Ausbau des Dachgeschosses. Seit der 2. Hälfte des 19. Jahrhunderts Sitz des Gasthauses zur Kleinen Traube. Geschützt nach § 2 DSchG |    |
|      | Wohnhaus | Franziskanergasse 10 (Karte)     | (?)                                    | Fachwerkgebäude Geschützt nach § 2 DSchG |    |
|      | Wohnhaus | Franziskanergasse 13 (Karte)     | spätes Mittelalter                     | Spätmittelalterliches Fachwerkgebäude Geschützt nach § 2 DSchG |    |
|      | Wohnhaus | Franziskanergasse 15, 17 (Karte) | um 1900                                | Aus zwei ursprünglich eigenständigen Fachwerkgebäuden zusammengefügtes Ensemble mit mehrfarbiger Schieferverkleidung aus der Zeit um 1900 Geschützt nach § 2 DSchG |    |
|      | Wohnhaus | Franziskanergasse 19 (Karte)     | 1372                                   | 1372 errichtetes Fachwerkhaus Geschützt nach § 2 DSchG |    |
|      | Wohnhaus | Franziskanergasse 33 (Karte)     | 16./17. Jahrhundert                    | Fachwerkhaus aus dem 16./17. Jahrhundert Geschützt nach § 2 DSchG |    |

## G
| Bild           | Bezeichnung                                                                 | Lage                                                                                 | Datierung                                | Beschreibung | ID                       |
| -------------- | --------------------------------------------------------------------------- | ------------------------------------------------------------------------------------ | ---------------------------------------- | --- | ------------------------ |
|                | Spätmittelalterliche und frühneuzeitliche Beutau-Vorstadt                   | Geiselbachstraße, Geiselstraße, Mittlere Beutau, Obere Beutau, Untere Beutau (Karte) | Mitte 14. Jahrhundert ummauert           | Die sich in das enge Tal des Geiselbachs erstreckende Beutau ist als letztes der Esslinger Suburbien ummauert und so in die befestigte Stadt einbezogen worden. Die heutige Geiselbachstraße wurde erst nach der Kanalisierung zu Beginn des 20. Jahrhunderts auf der Linie des Baches trassiert. An den vorher vorhandenen Straßen entwickelte sich eine dichte Bebauung, vorwiegend mit Weingärtnerhäusern und Handwerksbetrieben. Es sind noch viele mittelalterlich archäologische Zeugnisse zu erwarten. Geschützt nach § 2 DSchG |                          |
| Weitere Bilder | Städtische Wasserversorgung (siehe Abt-Fulrad-Straße) – hier: Schöpfbrunnen | Geiselbachstraße, Untere Beutau                                                      | vor 1773                                 | Etwa drei Meter unter dem Straßenniveau liegender Schöpfbrunnen mit rechteckigem steinernem Trog. Der Brunnen diente vermutlich auch als Brunnenstube und wurde bereits 1773 im Kandlerschen Häuseranschlagsprotokoll erwähnt. Geschützt nach § 2 DSchG |                          |
| Weitere Bilder | Allerheiligenkapelle, heute Stadtarchiv                                     | Georg-Christian-von Kessler-Platz 10 (Karte)                                         | 13. Jahrhundert, 1610 (Umbau zum Archiv) | Allerheiligenkapelle aus der Mitte des 13. Jahrhunderts, mittlerweile als Stadtarchiv genutzt. Die Kapelle wurde um die Mitte des 13. Jahrhunderts an der Stadtmauer errichtet, deren Buckelquader in der südlichen Langseite des Gebäudes noch vorhanden sind. Der Kapellenbau lag ursprünglich ebenerdig und war zweigeschossig, das Untergeschoss wurde als Beinhaus genutzt, nachdem Knochen vom Friedhof der Stadtkirche St. Dionys umgebettet werden mussten. Geschützt nach § 2 DSchG                                           | Wikidata-Objekt anzeigen |
|                | Villenkolonie (siehe Rilkestraße 1)                                         | Grabbrunnenstraße 20, 22, 26 (Karte)                                                 | (?)                                      | Villenkolonie Geschützt nach § 2 DSchG |                          |

## H
| Bild | Bezeichnung                                                      | Lage                                                                           | Datierung                      | Beschreibung | ID |
| ---- | ---------------------------------------------------------------- | ------------------------------------------------------------------------------ | ------------------------------ | --- | -- |
|      | Hafenmarkt, Platz                                                | Hafenmarkt (Karte)                                                             | (?)                            | Polygonal umrissener Platz in der staufischen Kernstadt. Hochmittelalterliche Siedlung, staufische Stadt, spätmittelalterliche und frühneuzeitliche Reichsstadt Geschützt nach § 2 DSchG |    |
|      | Hafenmarktbrunnen                                                | Hafenmarkt (Karte)                                                             | vor 1564                       | Laufbrunnen mit gusseisernem, achteckigem Trog, der an den Ecken durch Nymphen zusammengehalten wird. An einer Seite ist der Esslinger Adler zu sehen. Der Brunnen wurde 1564 erstmals als Krautmarktbrunnen erwähnt und 1687 umgebaut. 1717 wurde die Brunnensäule hinzugefügt, 1777 der Brunnenstock erneuert. Renovierungen erfolgten 1902 und 1977. Geschützt nach § 2 DSchG |    |
|      | Wohn- und Geschäftshaus                                          | Hafenmarkt 1 (Karte)                                                           | 14. Jh.                        | Fachwerkbau aus dem 14. Jahrhundert Geschützt nach § 2 DSchG |    |
|      | Fachwerkzeile                                                    | Hafenmarkt 2, 4, 6, 8, 10 (Karte)                                              | 14. Jahrhundert                | Die Häuserzeile gilt als eine der ältesten erhaltenen Fachwerkszeilen Deutschlands. Die Häuser wurden zwischen 1329 und 1333 errichtet. Geschützt nach § 2 DSchG |    |
|      | Wohn- und Geschäftshaus                                          | Hafenmarkt 5 (Karte)                                                           | 1333/34                        | 1333/34 errichteter Fachwerkbau Geschützt nach § 2 DSchG |    |
|      | Burgermeisterisches Haus                                         | Hafenmarkt 7 (Karte)                                                           | 1702                           | 1702 für den Ratsherrn Paul Burgermeister errichteter Putzbau. Der von Jakob Ferdinand Schreiber gegründete Verlag betrieb in dem Gebäude von 1837 bis 1872 seine graphische Druckanstalt. Geschützt nach § 2 DSchG |    |
|      | Stadtmuseum Gelbes Haus, ehemaliger Wohnturm                     | Hafenmarkt 9 (Karte)                                                           | 13. Jahrhundert, 1701 (umbaut) | Wohnturm, der 1701 mit einem Fachwerkgebäude umbaut wurde. Das Gebäude, auch als Gelbes Haus bezeichnet, ist im Kern ein Wohnturm aus dem 13. Jahrhundert. Dieser Teil des Gebäudes ist der letzte komplett erhaltene Geschlechterturm der Stadt. Das Bauwerk beherbergt mittlerweile das Stadtmuseum Esslingen. Geschützt nach § 2 DSchG |    |
|      | Stadtneckarkanäle und Wasserhaus                                 | Hammerkanal, Pulverwiesen 5, Roßneckarkanal, Schelzwasenkanal, Wehrneckarkanal | (?)                            | Die Stadtneckarkanäle zeichnen den ursprünglichen Lauf des Neckars nach. Auf Höhe des Wasserhauses (Pulverwiesen 5) zweigt der Hammerkanal in nordwestlicher Richtung vom heutigen Hauptarm des Neckars ab. Er teilt sich vor der Oberen Mühle (Kanalstraße 16) am Schäferwehr in den nordöstlichen Roßneckar- und den südwestlichen Wehrneckarkanal. Der Roßneckarkanal teilt sich vor der ehemaligen Schleifmühle am Kesselwasen 4 in zwei Triebwerkskanäle. Im Bereich der St.-Agnes-Brücke münden die beiden Arme des Roßneckarkanals wieder in den Wehrneckarkanal ein. Bei der Schelztorstraße 4 zweigt der Schelzwasenkanal, auch Katzenneckar genannt, in südwestliche Richtung ab. Der Roßneckar teilt sich im Bereich Mettinger Straße 29 am Bäckermühlenwehr erneut, nördlich der Schelztorstraße 42 vereinigen sich die Arme wieder. Der Stadtneckarkanal mündet am westlichen Ende der Mettinger Straße wieder in den Schifffahrtskanal. Geschützt nach § 2 DSchG |    |
|      | Hammerkanalbrücke, Straßenbrücke                                 | Hammerkanalbrücke (Karte)                                                      | 1896                           | Dreigelenkbogenbrücke, die 1896 nach Plänen des Stadtbaumeisters Keppler errichtet wurde und die Neckarstraße über den Hammerkanal führt Geschützt nach § 2 DSchG |    |
|      | Stadtbefestigung                                                 | Hauffstraße                                                                    | (?)                            | Stadtbefestigung der staufischen Kernstadt Geschützt nach § 2 DSchG |    |
|      | Glasdachfabrik Eberspächer                                       | Hauffstraße 6 (Karte)                                                          | (?)                            | Glasdachfabrik Eberspächer. Das Fabrikgebäude für Eberspächer wurde von Hermann Falch entworfen und in mehreren Bauphasen nordöstlich der Altstadt errichtet. Die zweigeschossige Werkhalle wurde im Jahr 1900 erbaut. Ihre Fassade weist Sichtziegelmauerwerk und eingetiefte Putzfelder auf. Bis 1910 wurde das Bauwerk nach Osten erweitert. Geschützt nach § 2 DSchG |    |
|      | Wohnhaus                                                         | Heilbronner Straße 5 (Karte)                                                   | 1925                           | 1925 errichteter Putzbau Geschützt nach § 2 DSchG |    |
|      | Gartenpavillon Dick                                              | Hellerweg 77 (Karte)                                                           | 1906                           | 1906 von Hermann Falch für den Fabrikanten Paul Friedrich Dick errichteter Gartenpavillon mit acht dorischen Säulen und welscher Haube Geschützt nach § 2 DSchG |    |
|      | Siedlung                                                         | Heugasse                                                                       | (?)                            | Hochmittelalterliche Siedlung, staufische Stadt, spätmittelalterliche und frühneuzeitliche Reichsstadt Geschützt nach § 2 DSchG |    |
|      | Wohn- und Geschäftshaus                                          | Heugasse 1 (Karte)                                                             | 14. Jahrhundert ?              | Sachsen Haus. Wohl im 14. Jahrhundert für das Patriziergeschlecht Schühlin errichtet Geschützt nach § 2 DSchG |    |
|      | Wohn- und Geschäftshaus                                          | Heugasse 2 (Karte)                                                             | frühe Neuzeit ?                | Bürgerhaus, wohl in der frühen Neuzeit errichtet Geschützt nach § 2 DSchG |    |
|      | Wohn- und Geschäftshaus                                          | Heugasse 3 (Karte)                                                             | 1262/63                        | Mehrfach umgebautes Fachwerkhaus. 1262/63 erbaut. Ältestes Fachwerkhaus Deutschlands. Geschützt nach § 2 DSchG |    |
|      | Wohnhaus                                                         | Heugasse 5 (Karte)                                                             | 1262/63                        | Um 1361/62 erbautes Wohn- und Geschäftshaus an der Einmündung der Apothekergasse in die Heugasse Geschützt nach § 2 DSchG |    |
|      | Wohn- und Geschäftshaus                                          | Heugasse 6 (Karte)                                                             | (?)                            | Fachwerkhaus in Ecklage zum Hafenmarkt Geschützt nach § 2 DSchG |    |
|      | Wohnhaus                                                         | Heugasse 7 (Karte)                                                             | 14. Jahrhundert ?              | Vermutlich aus dem 14. Jahrhundert stammendes Wohnhaus Geschützt nach § 2 DSchG |    |
|      | Wohnhaus                                                         | Heugasse 8 (Karte)                                                             | um 1711                        | Um 1711 errichtetes repräsentatives Wohnhaus Geschützt nach § 2 DSchG |    |
|      | Bebenhäuser Pfleghof, heute Stadtbibliothek                      | Heugasse 9, Webergasse 4 und 6 (Karte)                                         | (?)                            | Bebenhäuser Pfleghof, heute Stadtbibliothek Der Bebenhäuser Pfleghof wurde 1257 erstmals urkundlich erwähnt. Er gehörte zum Zisterzienserkloster Bebenhausen. Heute ist in dem Gebäude die Stadtbücherei untergebracht. Geschützt nach § 2 DSchG |    |
|      | Wohn- und Wirtschaftsanwesen                                     | Heugasse 11 (Karte)                                                            | 16. Jahrhundert                | Im 16. Jahrhundert errichtetes und im 19. Jahrhundert geprägtes Ensemble Geschützt nach § 2 DSchG |    |
|      | Wohnhaus                                                         | Heugasse 14 (Karte)                                                            | Um 1386                        | Um 1386 errichtetes Wohn- und Geschäftshaus Geschützt nach § 2 DSchG |    |
|      | Wohn und Wirtschaftsanwesen, Haus zum Wolf                       | Heugasse 15 (Karte)                                                            | 14. Jahrhundert                | Sogenanntes „Haus zum Wolf“. Haupthaus, Nebengebäude und Hof sind im Kern mittelalterlich, wurden aber im 16. und 18. Jahrhundert umgebaut. Das Hauptgebäude dürfte um 1304/05 errichtet worden sein. Spätestens in der Zeit um 1602 war der Name „Haus zum Wolf“ üblich; noch im 20. Jahrhundert befand sich auf einer Eckkonsole die figürliche Darstellung eines Wolfes mit einem Vogel im Maul. In der Eingangshalle befindet sich ein Stuckporträt von Johann Friedrich Bilger, Doktor der Philosophie und Medizin, der im 18. Jahrhundert im ersten Obergeschoss wohnte. Wohl von oberitalienischen Stuckateuren wurde die barockisierende Stuckdecke im Erdgeschoss, die die Anbetung der Hirten im Stall zu Bethlehem zeigt, geschaffen. Geschützt nach § 2 DSchG |    |
|      | Wohn- und Geschäftshaus                                          | Heugasse 17 (Karte)                                                            | 18. Jahrhundert                | Haus zum Einhorn. Im 18. Jahrhundert geprägtes herrschaftliches Anwesen Geschützt nach § 2 DSchG |    |
|      | Wohnhaus mit Hof                                                 | Heugasse 19 (Karte)                                                            | spätes Mittelalter             | Spätmittelalterliches Fachwerkhaus Geschützt nach § 2 DSchG |    |
|      | Pfleghof, Kelter- und Wohnhaus                                   | Heugasse 20 (Karte)                                                            |                                | Kelter- und Wohnhaus des Zisterzienserpfleghofs, (vgl. Strohstraße 13) Geschützt nach § 2 DSchG |    |
|      | Glasdachfabrik Eberspächer                                       | Heugasse 33 (Karte)                                                            |                                | Glasdachfabrik Eberspächer Geschützt nach § 2 DSchG |    |
|      | Siedlung                                                         | Hindenburgstraße                                                               | (?)                            | Präurbane Siedlung und spätmittelalterliche sowie frühneuzeitliche Obertorvorstadt Geschützt nach § 2 DSchG |    |
|      | Wohnhaus                                                         | Hindenburgstraße 2 (Karte)                                                     | 1902                           | 1902 von Albert Benz errichteter Putzbau Geschützt nach § 2 DSchG |    |
|      | Frauenkloster St. Klara mit Torhaus, Freiflächen und Einfriedung | Hindenburgstraße 8, Obertorstraße 21 und 23 (Karte)                            | 1304                           | Das Klarissenkloster wurde 1304 erstmals urkundlich erwähnt. Im 14. Jahrhundert wurde es ins Stadtgefüge integriert, als die Obertorvorstadt ummauert wurde. 1536 wurde das Kloster aufgehoben und die Anlage an das städtische Hospital verkauft, ab 1922 wurde das Anwesen als städtisches Altersheim genutzt. Geschützt nach § 2 DSchG |    |
|      | Siedlung                                                         | Hirschstraße                                                                   | (?)                            | Hochmittelalterliche Siedlung, staufische Stadt, spätmittelalterliche und frühneuzeitliche Reichsstadt Geschützt nach § 2 DSchG |    |
|      | Tiefbrunnen unter dem westlichen Wohnhausanbau                   | Hirschstraße 3 (Karte)                                                         | (?)                            | Pläne aus dem 19. Jahrhundert zeigen statt des erhaltenen Rundschachts aus regelmäßig behauenen Quadern einen kleinen quadratischen Bau auf der damaligen Freifläche. Geschützt nach § 2 DSchG | BW |
|      | Siedlung                                                         | Hofstatt (Karte)                                                               | (?)                            | Hochmittelalterliche Siedlung, staufische Stadt, spätmittelalterliche und frühneuzeitliche Reichsstadt Geschützt nach § 2 DSchG | BW |

## I
| Bild           | Bezeichnung                                     | Lage                           | Datierung           | Beschreibung | ID |
| -------------- | ----------------------------------------------- | ------------------------------ | ------------------- | --- | -- |
|                | Siedlung                                        | Im Heppächer                   | (?)                 | Hochmittelalterliche Siedlung, staufische Stadt, spätmittelalterliche und frühneuzeitliche Reichsstadt Geschützt nach § 2 DSchG |    |
|                | Wohnhaus                                        | Im Heppächer 1 (Karte)         | 16./17. Jahrhundert | Fachwerkgebäude aus dem 16./17. Jahrhundert Geschützt nach § 2 DSchG |    |
|                | Zunfthaus und Synagoge                          | Im Heppächer 3 (Karte)         | 15. Jahrhundert ?   | Ehemaliges Zunfthaus der Schneider, dann Synagoge, später Wohnhaus und Galerie, heute wieder Synagoge. Das Fachwerkgebäude stammt wahrscheinlich aus dem 15. Jahrhundert. Ein Zunfthaus der Schneider wurde erstmals 1463 belegt; die jüdische Gemeinde kaufte das Bauwerk 1819 und richtete darin eine Synagoge ein, die bis zur Reichspogromnacht 1938 existierte. Nach dem Krieg als Wohnhaus und Galerie genutzt. Seit März 2012 wieder als Synagoge. Geschützt nach § 2 DSchG |    |
|                | Wohnhaus                                        | Im Heppächer 5 (Karte)         | spätes Mittelalter  | Verputztes spätmittelalterliches Fachwerkgebäude Geschützt nach § 2 DSchG |    |
|                | Wohnhaus                                        | Im Heppächer 6 (Karte)         | 1487                | Fachwerkgebäude an der Ecke zur Milchstraße, erbaut 1487 Geschützt nach § 2 DSchG |    |
|                | Wohnhaus                                        | Im Heppächer 11, 13 (Karte)    | 15. Jahrhundert     | Fachwerkgebäude aus dem 15. Jahrhundert Geschützt nach § 2 DSchG |    |
|                | Wohnhaus                                        | Im Heppächer 14 (Karte)        | spätes Mittelalter  | Vermutlich aus dem späten Mittelalter stammendes Wohnhaus. Das Dach wurde 1895 durch den Aufbau einer Plattform verändert. Geschützt nach § 2 DSchG |    |
|                | Wohnhaus                                        | Im Heppächer 21 (Karte)        | (?)                 | Eckhaus zur Franziskanergasse, verputztes Fachwerkhaus Geschützt nach § 2 DSchG |    |
|                | Wohnhaus                                        | Im Heppächer 29 (Karte)        | (?)                 | Verputztes Fachwerkgebäude Geschützt nach § 2 DSchG |    |
|                | Stadtbefestigung und Siedlung                   | Innere Brücke                  | (?)                 | Stadtbefestigung der staufischen Kernstadt, hochmittelalterliche Siedlung, staufische Stadt, spätmittelalterliche und frühneuzeitliche Reichsstadt Geschützt nach § 2 DSchG |    |
|                | Steinbogenbrücke                                | Innere Brücke (Karte)          | (?)                 | Steinbogenbrücke, die im Bereich einer ehemaligen Furt über zwei Neckararme (den heutigen Wehr- und den heutigen Rossneckarkanal) sowie die Insel dazwischen führte. 1286 rief Papst Honorius IV. zu Spenden für die Reparatur der durch ein Hochwasser beschädigten Brücke auf. Allerdings ist nicht ganz klar, ob es hier um die Innere oder die Äußere Pliensaubrücke geht. Die Brücke besitzt elf Bögen und zehn Pfeiler aus Quadermauerwerk und eine massive Brüstung. Sie hatte verkehrspolitische Bedeutung, da sie Teil der Fernhandelsstraße vom Oberrhein in den fränkischen Raum war. Ab dem 16. Jahrhundert wurde sie mit Wohn- und Geschäftshäusern bebaut. Sie gehört zu den wenigen bebauten innerstädtischen Brücken und ist eine der ältesten mittelalterlichen Steinbrücken nördlich der Alpen. Geschützt nach § 2 DSchG |    |
|                | Unterer Palmscher Bau, heute Wohn- und Gasthaus | Innere Brücke 2 (Karte)        | 1708–11             | 1708–11 als Palais für Jonathan Palm errichtet. 1769 und im 20. Jahrhundert umgebaut. Der Palmsche Bau war zu seiner Entstehungszeit nach dem Stadtbrand von 1701 das größte private Wohnhaus der Stadt. Geschützt nach § 2 DSchG |    |
|                | Stadtbefestigung                                | Innere Brücke 5 (Karte)        | (?)                 | Stadtbefestigung der staufischen Kernstadt Geschützt nach § 2 DSchG | BW |
|                | Wohn- und Geschäftshaus                         | Innere Brücke 9 (Karte)        | 16. Jahrhundert     | Putzbau aus dem 16. Jahrhundert Geschützt nach § 2 DSchG |    |
| Weitere Bilder | Wohn- und Geschäftshaus                         | Innere Brücke 11 (Karte)       | 18. Jahrhundert     | Putzbau aus dem 18. Jahrhundert Geschützt nach § 2 DSchG |    |
|                | Brückenpfeilerhäuschen                          | Innere Brücke 13 (Karte)       | 18. Jahrhundert ?   | Frühestens im 18. Jahrhundert errichtetes klassizistisches Bauwerk Geschützt nach § 2 DSchG |    |
|                | Wohn- und Geschäftshaus                         | Innere Brücke 14 (Karte)       | 1599 ?              | Verputzter Fachwerkbau aus der Frühen Neuzeit. Im Gebäudeinneren befindet sich eine Inschrift, nach der das Haus 1599 für den Gewandfärber Wilhelm Caspart von Meister Hantz Wintzenburger, einem „segmüller“, errichtet wurde. Das massive Erdgeschoss könnte einen Überrest des Brückenstaffelturmes, des mittleren der drei Brückentürme, darstellen. Archäologisch erwiesen ist dies jedoch nicht. Rechts und links der Ladeluke im Giebel befinden sich Rosetten und Flachschnitzereien. Rückseitig wurde das Gebäude erweitert; der hölzerne, dreigeschossige Erker stammt aus dem Jahr 1876. Geschützt nach § 2 DSchG |    |
|                | Brückenpfeilerhäuschen                          | Innere Brücke 15 (Karte)       | 17./18. Jahrhundert | Im Kern auf das 17./18. Jahrhundert zurückgehendes Gebäude Geschützt nach § 2 DSchG |    |
|                | Wohn- und Geschäftshaus                         | Innere Brücke 16 (Karte)       | Um 1700             | Um 1700 errichtet Geschützt nach § 2 DSchG |    |
|                | Nikolauskapelle                                 | Innere Brücke 17 (Karte)       | Um 1300             | Die um 1300 errichtete und dem Schutzpatron der Schiffer und Kaufleute geweihte Kapelle ist das älteste Bauwerk auf der Inneren Brücke. Der Werksteinbau besitzt gotische Maßwerkfenster und einen Glockengiebel. Nach der Profanierung im Zuge der Reformation wurde die Kapelle von Handwerkern genutzt. Im späten 19. Jahrhundert ließ der Verschönerungsverein Esslingen die Kapelle wieder instand setzen und nutzte sie als Ausstellungsraum. Mittlerweile dient sie als Gedenkstätte für die Opfer des Faschismus und des Zweiten Weltkriegs. Geschützt nach § 2 DSchG |    |
|                | Brückenpfeilerhäuschen                          | Innere Brücke 19, 19/1 (Karte) | (?)                 | Das Gebäude wurde einst als Schlosserwerkstatt genutzt. Geschützt nach § 2 DSchG |    |
|                | Wohn- und Geschäftshaus                         | Innere Brücke 23 (Karte)       | 1910/11             | 1910/11 für den Textilfabrikanten Eugen Fischer errichtetes Bauwerk mit Werksteinfassade Geschützt nach § 2 DSchG |    |
|                | Wohn- und Geschäftshaus                         | Innere Brücke 25 (Karte)       | (?)                 | Seit dem frühen 20. Jahrhundert sind die Gebäudeteile verbunden Geschützt nach § 2 DSchG | BW |
|                | Wohn- und Geschäftshaus                         | Innere Brücke 26 (Karte)       | 1903                | 1903 für den Kaufmann Albert Leuze errichtetes Jugendstilgebäude, das im Erdgeschoss Geschäftsräume, in den anderen Geschossen herrschaftliche Wohnungen beherbergte. Die Fassade weist Zierfachwerk, Putzflächen und Werksteinelemente auf. Geschützt nach § 2 DSchG |    |
|                | Wohnhaus                                        | Innere Brücke 30 (Karte)       | 1365                | 1365 errichteter Fachwerkbau, der mit einem im 16. oder 17. Jahrhundert errichteten Nebenbau verbunden ist. Geschützt nach § 2 DSchG |    |

## J
| Bild | Bezeichnung             | Lage                             | Datierung | Beschreibung                                                                          | ID |
| ---- | ----------------------- | -------------------------------- | --------- | ------------------------------------------------------------------------------------- | -- |
|      | Wohn- und Geschäftshaus | Julius-Motteler-Straße 6 (Karte) | 1908      | Wohn- und Geschäftshaus mit Werkstattanbau aus dem Jahr 1908 Geschützt nach § 2 DSchG | BW |

## K
| Bild           | Bezeichnung                                              | Lage                                            | Datierung             | Beschreibung | ID |
| -------------- | -------------------------------------------------------- | ----------------------------------------------- | --------------------- | --- | -- |
|                | Siedlung                                                 | Kanalstraße (Karte)                             | (?)                   | Präurbane Siedlung und spätmittelalterliche und frühneuzeitliche Obertorvorstadt Geschützt nach § 2 DSchG |    |
|                | Wohn- und Fabrikgebäude                                  | Kanalstraße 12/1 (Karte)                        | 19. Jahrhundert       | Kombiniertes Wohn- und Fabrikgebäude des 19. Jahrhunderts im klassizistischen Stil. Um 1914 wurde das Haus umgebaut und diente dann lange als Gasthaus. Geschützt nach § 2 DSchG |    |
|                | Gewerbegebiet                                            | Kanalstraße 12/1, Maille 3–5 (Karte)            | (?)                   | Spätmittelalterliches und frühneuzeitliches Gewerbegebiet Geschützt nach § 2 DSchG | BW |
|                | Wohnhaus                                                 | Kanalstraße 22 (Karte)                          | 1902                  | Historisierendes Bauwerk von Hermann Falch für Werkmeister Friedrich Metzger aus dem Jahr 1902 Geschützt nach § 2 DSchG |    |
|                | Wohnhaus                                                 | Kanalstraße 24 (Karte)                          | 1902                  | Historisierendes Bauwerk von Hermann Falch für Friedrich Metzger aus dem Jahr 1902 Geschützt nach § 2 DSchG |    |
|                | Wohnhaus                                                 | Kanalstraße 26 (Karte)                          | 1902                  | 1902 errichtetes Bauwerk mit Maßwerkmotiv am gartenseitigen Standerker Geschützt nach § 2 DSchG |    |
|                | Wohnhaus                                                 | Kanalstraße 28 (Karte)                          | 1904                  | 1904 errichtetes und mit dem Haus Neckarstraße 55 verbundenes Wohnhaus Geschützt nach § 2 DSchG |    |
|                | Hochschulbau                                             | Kanalstraße 33/Mühlstraße 1 (Karte)             | 1913/14               | 1913/14 errichteter Gebäudekomplex der einstigen Königlich Württembergischen Höheren Maschinenbauschule mit Maschinenhalle, der heute von der Maschinenbauschule Esslingen genutzt wird Geschützt nach § 2 DSchG |    |
|                | Wohnhaus                                                 | Kanalstraße 45 (Karte)                          | 1910                  | 1910 errichtetes Eckgebäude Geschützt nach § 2 DSchG |    |
|                | Stadtbefestigung                                         | Karl-Fuchs-Weg                                  | (?)                   | Stadtbefestigung des Schönenbergs, (siehe Esslinger Burg) Geschützt nach § 2 DSchG |    |
|                | Siedlung                                                 | Kasernenstraße (Karte)                          | (?)                   | Hochmittelalterliche Siedlung, spätmittelalterliche und frühneuzeitliche Pliensauvorstadt Geschützt nach § 2 DSchG | BW |
|                | Treppenanlage                                            | Katharinenstaffel (Karte)                       | 1901                  | Treppenanlage aus dem Jahr 1901, die eine Verbindung der frisch bebauten Halbhöhenlagen zur Innenstadt bilden sollte Geschützt nach § 2 DSchG |    |
|                | Wohnhaus                                                 | Katharinenstaffel 4 (Karte)                     | 1914                  | 1914 errichtetes Mehrfamilienhaus Geschützt nach § 2 DSchG |    |
|                | Siedlung                                                 | Katharinenstraße (Karte)                        | (?)                   | Präurbane Siedlung und spätmittelalterliche und frühneuzeitliche Obertorvorstadt Geschützt nach § 2 DSchG |    |
|                | Wohnhaus                                                 | Katharinenstraße 3 (Karte)                      | 1908                  | 1908 als Mehrfamilienmietshaus für gehobene Ansprüche errichtetes Bauwerk Geschützt nach § 2 DSchG |    |
|                | Wohnhaus                                                 | Katharinenstraße 5 (Karte)                      | 1907                  | 1907 errichtetes Mehrfamilienhaus Geschützt nach § 2 DSchG |    |
|                | Wohnhaus                                                 | Katharinenstraße 7 (Karte)                      | 1902/03               | 1902/03 errichtetes Haus mit vier Wohnungen und Sichtfachwerkschmuck Geschützt nach § 2 DSchG |    |
|                | Wohnhaus                                                 | Katharinenstraße 8 (Karte)                      | 1905                  | 1905 am Schillerplatz errichtetes Mehrfamilienwohnhaus Geschützt nach § 2 DSchG |    |
|                | Wohnhaus mit Garten und Einfriedung                      | Katharinenstraße 44 (Karte)                     | 1907                  | 1907 erbautes Eckhaus zur Hindenburgstraße, das typische Elemente des süddeutschen Jugendstils zeigt. Der dreigeschossige Putzbau auf Rustikasockel mit asymmetrischer Baukörpergliederung, plastischem Schmuck und geometrischer Ornamentik stammt von Max Brintzinger. Geschützt nach § 2 DSchG |    |
|                | Wohnhaus                                                 | Katharinenstraße 46 (Karte)                     | 1905                  | 1905 erbauter Putzbau an der Kreuzung mit der Richard-Hirschmann-Straße Geschützt nach § 2 DSchG |    |
|                | Schulhaus                                                | Katharinenstraße 47 (Karte)                     | 1892–92               | 1892–92 erbautes Schulhaus, zunächst als Knabenvolksschule genutzt, ab 1936 Mädchen-Mittelschule, ab 1977 koedukative Wolfstor-Realschule, später Grund- und Hauptschule Schillerschule Geschützt nach § 2 DSchG |    |
|                | Doppelhaus                                               | Katharinenstraße 48 und 48/1 (Karte)            | 1910                  | Doppelwohnhaus mit Jugendstilelementen aus dem Jahr 1910 Geschützt nach § 2 DSchG |    |
|                | Wohnhaus                                                 | Katharinenstraße 57 (Karte)                     | 1907                  | Mehrfamilienhaus aus dem Jahr 1907 Geschützt nach § 2 DSchG |    |
|                | Wohnhaus                                                 | Katharinenstraße 59 (Karte)                     | 1898                  | Backsteinhaus von Albert Brinzinger, das 1898 errichtet wurde Geschützt nach § 2 DSchG |    |
|                | Wohnhäuser                                               | Katharinenstraße 67, 69 und 71 (Karte)          | 1896                  | Gruppe von Wohnhäusern, die 1896 im Auftrag von Albert Brinzinger errichtet wurden. Brinzinger plante Nr. 67 selbst, die beiden anderen Häuser entwarf Albert Benz. Geschützt nach § 2 DSchG |    |
|                | Wohnhaus mit Gastwirtschaft                              | Katharinenstraße 73 (Karte)                     | 1898                  | 1898 von Albert Brinzinger errichtetes Eckhaus zur Landenbergerstraße Geschützt nach § 2 DSchG |    |
|                | Gewerbegebiet                                            | Kesselwasen 4, 6, 8, 10, 11, 12, 13, 15 (Karte) | (?)                   | Spätmittelalterliches und frühneuzeitliches Gewerbegebiet Geschützt nach § 2 DSchG |    |
|                | Mühl- und Wohngebäude                                    | Kesselwasen 13 (Karte)                          | um 1770               | Zu Beginn der 1770er Jahre baute der Schreiner Johan Caspar Schmid nordöstlich seines Wohnhauses ein zweites Haus, das wie das erste eine Tabakmühle enthielt. Der an der Nordseite der beiden Gebäude vorbeilaufende Stichkanal war dafür ideal. Zu Beginn des 19. Jahrhunderts wurde eine der Tabakmühlen in eine Schleifmühle umgewandelt. 1892 fügte man einen hölzernen Erker an und überdachte die unterschlächtigen Wasserräder. Geschützt nach § 2 DSchG                                                                     |    |
|                | Stadtbefestigung                                         | Kiesstraße                                      | (?)                   | Stadtbefestigung der Obertorvorstadt; präurbane Siedlung und spätmittelalterliche und frühneuzeitliche Obertorvorstadt Geschützt nach § 2 DSchG |    |
|                | Stadtbefestigung                                         | Kiesstraße 3, 3/1 und 5                         | (?)                   | Stadtbefestigung der staufischen Kernstadt Geschützt nach § 2 DSchG |    |
|                | Siedlung                                                 | Knäpplenshof                                    | (?)                   | Hochmittelalterliche Siedlung und spätmittelalterlich-frühneuzeitliche Pliensauvorstadt Geschützt nach § 2 DSchG |    |
|                | Ehemalige Fabrik, heute ein Freizeit- und Erlebniscenter | Kollwitzstraße 1, Martinstraße 35 (Karte)       | (?)                   | Ehemalige Werkzeugfabrik Friedrich Dick GmbH, heute integriert in das Freizeit- und Erlebniscenter DAS DICK Geschützt nach § 2 DSchG |    |
|                | Wohnhaus                                                 | Kollwitzstraße 9 (Karte)                        | 1891                  | 1891 nach Plänen Hermann Falchs errichtetes Wohnhaus Geschützt nach § 2 DSchG |    |
|                | Villa                                                    | Kollwitzstraße 16 (Karte)                       | 1903                  | 1903 nach Plänen Hermann Falchs errichtetes Wohnhaus für Josef Leinen Geschützt nach § 2 DSchG |    |
|                | Siedlung                                                 | Krämerstraße (Karte)                            | (?)                   | Hochmittelalterliche Siedlung und spätmittelalterlich-frühneuzeitliche Pliensauvorstadt Geschützt nach § 2 DSchG | BW |
|                | Wohnhaus                                                 | Krämerstraße 4 (Karte)                          | 1338                  | Fachwerkhaus aus dem Jahr 1338 Geschützt nach § 2 DSchG |    |
| Weitere Bilder | Wohnhaus                                                 | Krämerstraße 6 (Karte)                          |                       | Spätmittelalterliches Fachwerkhaus Geschützt nach § 2 DSchG |    |
|                | Gartenmauer mit Portal                                   | Krämerstraße 14 (Karte)                         | Barock                | Barockes korbbogiges Portal in einer älteren Mauer Geschützt nach § 2 DSchG |    |
|                | Fabrik und Bürohaus                                      | Krummenackerstraße 17, 19 (Karte)               | 1864/65               | Lebensmittel- und Bettfedernfabrik Gebrüder Kaufmann. Nr. 17 ist das ehemalige Bürohaus aus den Jahren 1864/65, 1912 fand die Erweiterung durch Hermann Falch statt. Geschützt nach § 2 DSchG |    |
|                | Stadtbefestigung                                         | Küferstraße                                     | (?)                   | Stadtbefestigung der staufischen Kernstadt, hochmittelalterliche Siedlung, staufische Stadt, spätmittelalterliche und frühneuzeitliche Reichsstadt Geschützt nach § 2 DSchG |    |
|                | Wohn- und Geschäftshaus                                  | Küferstraße 5 (Karte)                           | 16./17. Jahrhundert   | Bauwerk aus dem 16./17. Jahrhundert Geschützt nach § 2 DSchG |    |
|                | Gasthaus                                                 | Küferstraße 7 (Karte)                           |                       | Bauwerk aus dem 15. Jahrhundert Geschützt nach § 2 DSchG |    |
|                | Gasthaus                                                 | Küferstraße 10 (Karte)                          | spätes Mittelalter    | Spätmittelalterlicher Fachwerkbau Geschützt nach § 2 DSchG |    |
|                | Wohn- und Geschäftshaus                                  | Küferstraße 13 (Karte)                          | 1910                  | 1910 nach Entwürfen von Hermann Falch für den Bürstenfabrikanten Adolf Gunzenhäuser errichtet Geschützt nach § 2 DSchG |    |
|                | Wohnhaus                                                 | Küferstraße 14, 16 (Karte)                      | 1498/99               | Bauwerk aus den Jahren 1498/99 Geschützt nach § 2 DSchG |    |
|                | Wohnhaus                                                 | Küferstraße 18, 20 (Karte)                      | 16./17. Jahrhundert   | Eckhaus zur Adlerstraße. Fachwerkgebäude aus dem 16./17. Jahrhundert Geschützt nach § 2 DSchG |    |
|                | Wohnhaus                                                 | Küferstraße 19, Kupfergasse 10 (Karte)          | 16./17. Jahrhundert   | Fachwerkgebäude aus dem 16./17. Jahrhundert Geschützt nach § 2 DSchG |    |
|                | Wohnhaus                                                 | Küferstraße 21 (Karte)                          | 15./16. Jahrhundert ? | Spätmittelalterliches Fachwerkhaus an der Ecke zur Kupfergasse. Wahrscheinlich ist das verputzte Erdgeschoss in Massivbauweise errichtet. Nachdem das Haus 1833 von einem Küfer an einen Brauer verkauft worden war, wurde es zusammen mit dem Nebengebäude Nr. 23 als Gasthaus genutzt, was Änderungen in der inneren Aufteilung zur Folge hatte. Die Giebelseite zur Küferstraße zeigt jedoch mit ihren Verblattungen und profilierten Knaggen typische Merkmale eines Bauwerks des 15./16. Jahrhunderts. Geschützt nach § 2 DSchG |    |
|                | Gasthaus                                                 | Küferstraße 22 (Karte)                          | 15. Jahrhundert       | Gasthaus zum Goldenen Adler. Fachwerkgebäude aus dem 15. Jahrhundert Geschützt nach § 2 DSchG |    |
|                | Gasthaus                                                 | Küferstraße 23 (Karte)                          | spätes Mittelalter    | Spätmittelalterlicher Sichtfachwerkbau, der im Laufe seines Bestehens wohl zahlreichen Erneuerungen und Umgestaltungen ausgesetzt war. Das Erdgeschoss erhielt im 19. Jahrhundert neue Umfassungswände in Quadermauerwerk. Die fehlenden Verblattungen des Dachwerks weisen ebenfalls auf eine Umgestaltung hin. Das Haus wird seit 1833 zusammen mit dem Nachbarhaus Nr. 21 gastronomisch genutzt; im 18. Jahrhundert war es das Wohnhaus eines Bäckers. Geschützt nach § 2 DSchG                                                   |    |
|                | Wohnhaus                                                 | Küferstraße 24 (Karte)                          | um 1530               | Um 1530 errichteter Bau Geschützt nach § 2 DSchG |    |
|                | Wohnhaus                                                 | Küferstraße 27, 29 (Karte)                      | 16. Jahrhundert       | Verputztes Fachwerkhaus aus dem 16. Jahrhundert, das entlang des Firstes in zwei Haushälften geteilt ist. Der östliche Hausteil mit der Nr. 29 besitzt einen Gewölbekeller und im ersten Stock eine Bohlenstube. Wahrscheinlich wurde das Bauwerk ursprünglich in Sichtfachwerkbauweise errichtet, Spuren der Fachwerkfassung sind im ersten und zweiten Stock erhalten geblieben. Geschützt nach § 2 DSchG |    |
|                | Wohnhaus                                                 | Küferstraße 30 (Karte)                          | 1482                  | Fachwerkbau aus dem Jahr 1482 Geschützt nach § 2 DSchG |    |
|                | Stadtbefestigung                                         | Küferstraße 36 (Karte)                          | (?)                   | Stadtbefestigung der staufischen Kernstadt Geschützt nach § 2 DSchG | BW |
|                | Wohnhaus                                                 | Küferstraße 39 (Karte)                          | (?)                   | Winkelförmig an das Wolfstor angeschlossenes Haus Geschützt nach § 2 DSchG |    |
|                | Stadtbefestigung                                         | Küferstraße 40 (Karte)                          | (?)                   | Stadtbefestigung der staufischen Kernstadt Geschützt nach § 2 DSchG | BW |
|                | Torturm                                                  | Küferstraße 41 (Karte)                          | vor 1288              | Massiver Torturm mit quadratischem Grundriss, Zinnenkranz, geschweiftem Vollwalmdach und Glockentürmchen. Die spitzbogige Tordurchfahrt ist mit staufischen Löwen geschmückt. Das Tor wurde 1268 erstmals als Obertor, ab 1411 als Brottor und ab 1551 als Wolfstor erwähnt. Geschützt nach § 2 DSchG |    |
|                | Wohnhaus                                                 | Küferstraße 44 (Karte)                          | spätes Mittelalter    | Spätmittelalterliches Fachwerkgebäude Geschützt nach § 2 DSchG |    |
|                | Siedlung                                                 | Kupfergasse (Karte)                             | (?)                   | Hochmittelalterliche Siedlung, staufische Stadt, spätmittelalterliche und frühneuzeitliche Reichsstadt Geschützt nach § 2 DSchG |    |
| Weitere Bilder | Wohnhaus                                                 | Kupfergasse 1 (Karte)                           | 15./16. Jahrhundert   | Eckhaus zur Franziskanergasse. Fachwerkbau aus dem 15./16. Jahrhundert Geschützt nach § 2 DSchG |    |
|                | Wohnhaus                                                 | Kupfergasse 7 (Karte)                           | 16./17. Jahrhundert   | Verputztes Fachwerkhaus aus dem 16./17. Jahrhundert Geschützt nach § 2 DSchG |    |
|                | Wohnhaus                                                 | Kupfergasse 8 (Karte)                           | 1471/1472             | Fachwerkhaus aus den Jahren 1471/1472 Geschützt nach § 2 DSchG |    |
|                | Wohnhaus                                                 | Kupfergasse 15 (Karte)                          | 1448                  | Verputztes Fachwerkhaus aus dem Jahr 1448 Geschützt nach § 2 DSchG |    |
|                | Wohn- und Stallgebäude                                   | Kurt-Schumacher-Straße 43 (Karte)               | 1903                  | Nach Plänen des Städtischen Tiefbauamtes 1903 errichtet, besitzt das Gebäude Sichtziegelmauerwerk im Erdgeschoss und ornamentales Fachwerk in den Obergeschossen. Geschützt nach § 2 DSchG | BW |

## L
| Bild | Bezeichnung                                         | Lage                                  | Datierung           | Beschreibung | ID |
| ---- | --------------------------------------------------- | ------------------------------------- | ------------------- | --- | -- |
|      | Villenkolonie                                       | Landenbergerstraße 4 (Karte)          | (?)                 | Villenkolonie (siehe Rilkestraße 1) Geschützt nach § 2 DSchG |    |
|      | Ebershaldenfriedhof mit Einfriedung und Leichenhaus | Landenbergerstraße 50 (Karte)         | 1843                | Der städtische Friedhof wurde 1843 eröffnet. Er besitzt eine original erhaltene Toreinfahrt und eine klassizistische Einfriedung. 1856 erfolgte die erste Erweiterung, 1874 wurde ein jüdisches Begräbnisareal eingerichtet, 1900 eine weitere Erweiterung vorgenommen. Das Leichenhaus wurde in den Jahren 1900 bis 1902 im Stil der Neorenaissance gebaut. Geschützt nach § 2 DSchG                                                                                                |    |
|      | Siedlung                                            | Landolinsgasse (Karte)                | (?)                 | Hochmittelalterliche Siedlung, staufische Stadt, spätmittelalterliche und frühneuzeitliche Reichsstadt Geschützt nach § 2 DSchG | BW |
|      | Zunfthaus                                           | Landolinsgasse 1 (Karte)              | (?)                 | Zunfthaus der Schuhmacher und Weinschenken Geschützt nach § 2 DSchG |    |
|      | Wohn- und Wirtschaftsanwesen                        | Landolinsgasse 3, Heugasse 16 (Karte) | (?)                 | Vorindustrieller Wohn- und Wirtschaftshof Geschützt nach § 2 DSchG |    |
|      | Wohnhaus                                            | Landolinsgasse 4 (Karte)              | 16./17. Jh          | Eckhaus zur Milchstraße Verputztes, zweistöckiges Fachwerkhaus mit Keller, in Ecklage zur Milchstraße. Im Kern aus dem 16./17. Jh zurückgehend. Heutiges Erscheinungsbild durch das 18./19. Jh geprägt. Letzte Sanierung im Jahr 2018 durch die thh-Architekten Thiele Höfler. Geschützt nach § 2 DSchG |    |
|      | Wohnhaus                                            | Landolinsgasse 6 (Karte)              | spätes Mittelalter  | Verputztes spätmittelalterliches Fachwerkhaus Geschützt nach § 2 DSchG |    |
|      | Wohnhaus                                            | Landolinsgasse 8/1 (Karte)            | 1360                | Eckhaus zur Heugasse aus dem Jahr 1360 Geschützt nach § 2 DSchG |    |
|      | Wohnhaus                                            | Landolinsgasse 9 (Karte)              | 1339                | Kaufmannshaus aus dem Jahr 1339 Geschützt nach § 2 DSchG |    |
|      | Wohn- und Geschäftshaus                             | Landolinsgasse 10 (Karte)             | 1890                | Um 1890 durch den Eigentümer Christian Zillinger erneuertes ursprünglich spätmittelalterliches Haus Geschützt nach § 2 DSchG |    |
|      | Wohnhaus                                            | Landolinsgasse 11 (Karte)             | spätes Mittelalter  | Spätmittelalterliches Fachwerkhaus Geschützt nach § 2 DSchG |    |
|      | Wohnhaus                                            | Landolinsgasse 13 (Karte)             | 15./16. Jahrhundert | Fachwerkhaus aus dem 15./16. Jahrhundert Geschützt nach § 2 DSchG |    |
|      | Wohnhaus                                            | Landolinsgasse 14 (Karte)             | 17. Jahrhundert     | Fachwerkhaus aus dem 17. Jahrhundert Geschützt nach § 2 DSchG |    |
|      | Reste eines Steinturms und Keller                   | Landolinsgasse 16 (Karte)             | 13. Jahrhundert     | Überreste eines Steinturms aus dem 13. Jahrhundert und eines Gewölbekellers. Darüber befanden sich ein Fachwerkbau aus der Zeit um 1358 und ein Rückgebäude von 1545, die 1997 einem Brand zum Opfer fielen. Geschützt nach § 2 DSchG | BW |
|      | Wohnhaus                                            | Landolinsgasse 18 (Karte)             | 1301/02             | Fachwerkgebäude aus den Jahren 1301/02 Geschützt nach § 2 DSchG |    |
|      | Stadtbefestigung                                    | Landolinsplatz (Karte)                | (?)                 | Stadtbefestigung der staufischen Kernstadt und Quellfassungen der Landolin-Brunnenstuben Geschützt nach § 2 DSchG | BW |
|      | Landolinsbrunnen                                    | Landolinsplatz (Karte)                | um 1890             | Laufbrunnen mit gusseisernem rechteckigem Trog und neugotischer Brunnensäule aus den 1890er Jahren Geschützt nach § 2 DSchG |    |
|      | Villa                                               | Landolinsplatz 1 (Karte)              | 1846                | Putzbau in Ecklage aus dem Jahr 1846, 1905/06 durch Albert Benz erweitert Geschützt nach § 2 DSchG |    |
|      | Keller                                              | Landolinsplatz 2 (Karte)              | 1273/74             | Keller aus der Zeit um 1273/74 Geschützt nach § 2 DSchG | BW |
|      | Wohnhaus                                            | Landolinsplatz 4 (Karte)              | 1288/89             | Haus aus den Jahren 1288/89, im 17. Jahrhundert umgebaut Geschützt nach § 2 DSchG |    |
|      | Stadtbefestigung                                    | Landolinsteige (Karte)                | (?)                 | Stadtbefestigung des Schönenbergs Geschützt nach § 2 DSchG |    |
|      | Gasthaus                                            | Landolinsteige 1 (Karte)              | 1824                | 1824 erbautes Gasthaus unmittelbar an der Stadtmauer. Seit 1835 befand sich in dem Gebäude ein Bierausschank; damit wurde die jahrhundertelange Beschränkung der Esslinger Gasthäuser auf eine Anzahl von zwölf Lokalen überschritten. In der späten Vormärzzeit und in den Revolutionsjahren 1848/49 war das Lokal ein Treffpunkt radikalpolitischer Kräfte. Von 1907 bis 1911 beherbergte es Höchels Burgkeller. Inzwischen wird es als Wohnhaus genutzt. Geschützt nach § 2 DSchG | BW |
|      | Villa                                               | Landolinsteige 3 (Karte)              | 1906                | 1906 von Albert Benz errichtete Villa auf dem ehemaligen Gelände des 1905 abgebrannten Lokals Aktiengarten Geschützt nach § 2 DSchG |    |
|      | Siedlung                                            | Lederstraße (Karte)                   |                     | Hochmittelalterliche Siedlung, spätmittelalterlich-frühneuzeitliche Pliensauvorstadt Geschützt nach § 2 DSchG | BW |

## M
| Bild           | Bezeichnung                                    | Lage                                                             | Datierung                             | Beschreibung | ID |
| -------------- | ---------------------------------------------- | ---------------------------------------------------------------- | ------------------------------------- | --- | -- |
|                | Grünanlage                                     | Maille (Karte)                                                   | (?)                                   | Der Name der Grünanlage deutet darauf hin, dass das ebene Gelände zwischen Ross- und Wehrkanal vielleicht für das im 17. und 18. Jahrhundert beliebte Paille-Maille-Spiel genutzt wurde. Im 19. Jahrhundert wurde die Maille auch für Turnspiele genutzt. Zwischen 1828 und 1832 fanden hier Sängerfeste württembergischer Gesangsvereine statt. Auf einem Stadtplan aus dem Jahr 1739 sind bereits ein Wegenetz und eine Allee auf der Maille verzeichnet. In den Jahren 1751 und 1752 wurden entlang der Wege systematisch Kastanien, Linden und Nussbäume gepflanzt, um 1900 wurde außerdem noch eine Platanenallee angelegt. Aus dem Jahr 1868 stammt ein Denkmal für Karl Pfaff, das nahe der Inneren Brücke aufgestellt wurde. Die Bronzebüste, die auf einem Sandsteinsockel steht, wurde von Ernst Rau geschaffen. Ein weiteres Denkmal wurde 1895 zu Ehren Theodor Georgiis aufgestellt. Geschützt nach § 2 DSchG |    |
|                | Tuchfabrik Gebrüder Hardtmann                  | Maille 3, 4, 5 (Karte)                                           | (?)                                   | Tuchfabrik Gebrüder Hardtmann Geschützt nach § 2 DSchG |    |
|                | Gewerbegebiet                                  | Mailleweg (Karte)                                                | (?)                                   | Spätmittelalterliches und frühneuzeitliches Gewerbegebiet Geschützt nach § 2 DSchG | BW |
|                | Siedlungen                                     | Marktplatz (Karte)                                               | (?)                                   | Bronze- und urnenfeldzeitliche Siedlungen, eisenzeitliche, römische, völkerwanderungszeitliche und frühmittelalterliche Überreste. Frühmittelalterliche Siedlung, hochmittelalterlicher Marktort, staufische Stadt, spätmittelalterlich-frühneuzeitliche Reichsstadt. Stadtbefestigung der staufischen Kernstadt. Geiselbachgewölbe Geschützt nach § 2 DSchG |    |
|                | Löwenbrunnen                                   | Marktplatz (Karte)                                               | vor 1421                              | Der Brunnen wurde 1421 als Spitalbrunnen erwähnt, später als Fundelbrunnen bezeichnet, 1616 und 1721 erneuert, 1773 oder 1774 neu erbaut, im 20. Jahrhundert zweimal renoviert Geschützt nach § 2 DSchG |    |
|                | Wohnhaus                                       | Marktplatz 1 (Karte)                                             | 1655                                  | 1655 errichtetes Wohnhaus Geschützt nach § 2 DSchG |    |
|                | Kielmeyerhaus                                  | Marktplatz 2 (Karte)                                             | 1582                                  | Sogenannter Spitalkelter, letzter Bauzeuge des Katharinenspitals. Das Haus wurde 1582 von den Zimmermeistern Jacob Johann und M. Jacob Zech sowie dem Maurer Hans Flachtern errichtet. Es sollte die abgebrannte Kelter des Katharinenspitals, dessen letzten Bauzeugen es heute darstellt, ersetzen. Die übrigen Gebäude des Spitals standen auf dem heutigen Marktplatz und wurden im Jahr 1811 abgerissen. Geschützt nach § 2 DSchG |    |
|                | Wohnhaus                                       | Marktplatz 3 (Karte)                                             | vor 1459                              | Das Haus war Teil des Katharinenspitals, mit dem der Esslinger Marktplatz bis 1811 vollständig überbaut war. Es wurde im Jahr 1459 erstmals urkundlich erwähnt, und zwar als „des spitals nuwes huß“. Es steht linksseitig über einem älteren Gewölbekeller, der westlich bis unter die Gasse reicht. Unter der rechten Haushälfte befindet sich das Geiselbachgewölbe. Der giebelständige, verputzte Stockwerkbau weist bauzeittypische Vorkragungen mit Knaggen an der Giebel- und der Westseite auf. Im ersten der zwei Dachgeschosse befand sich einst eine Ladeluke, die auf einer Lithographie aus dem 19. Jahrhundert noch zu sehen ist. Um die Mitte des 19. Jahrhunderts wurde ein neugotischer Erker an der Fassade angebracht, gegen Ende des 19. Jahrhunderts ein aufgeständerter Erker auf der Hausrückseite. Auf der Westseite wurden im 20. Jahrhundert die Ausfachungen im Erdgeschoss entfernt, wodurch ein Arkadengang entstand. Das Dachgeschoss wurde 1979 ausgebaut. Das einstige Wohnhaus wird mittlerweile als Wohn- und Gasthaus genutzt; im ersten Stock ist eine Holzdecke mit Rankenmalereien aus dem frühen 18. Jahrhundert erhalten geblieben, im zweiten Stock eine Stuckdecke mit Bandelwerk. Das Haus war seit dem 16. Jahrhundert im Besitz namhafter Bürger. In den 1840er Jahren kaufte Carl Jakob Christian Weiß das Haus, das bis 1910 im Besitz der Familie Weiß blieb. Geschützt nach § 2 DSchG |    |
|                | Wohnhaus                                       | Marktplatz 4 (Karte)                                             | 16./17. Jahrhundert                   | Verputztes Fachwerkgebäude des 16./17. Jahrhunderts Geschützt nach § 2 DSchG |    |
|                | Wohnhäuser                                     | Marktplatz 5 (Karte)                                             | 16./17. Jahrhundert                   | Zwei zusammengefügte Gebäude Geschützt nach § 2 DSchG |    |
|                | Wohnhaus                                       | Marktplatz 5/2 (Karte)                                           | 2. Hälfte 18. Jahrhundert             | Haus aus der zweiten Hälfte des 18. Jahrhunderts Geschützt nach § 2 DSchG |    |
|                | Münster St. Paul und Dominikanerkloster        | Marktplatz 8, 9, 10, 11, Beblingerstraße 1, 1/1 (Karte)          | 13. Jahrhundert                       | Münster St. Paul und Dominikanerkloster, letzteres heute als Waisenhofschule genutzt. Das katholische Münster St. Paul ist ein frühgotischer Sakralbau aus dem 13. Jahrhundert. Die Kirche gilt als älteste erhaltene Bettelordenskirche Deutschlands. Geschützt nach § 2 DSchG |    |
|                | Schwörhaus                                     | Marktplatz 12 (Karte)                                            | 13. Jahrhundert                       | Schwörhaus, Bauwerk aus der ersten Hälfte des 13. Jahrhunderts Geschützt nach § 2 DSchG |    |
|                | Stadtkirche St. Dionys mit Kirchenbibliothek   | Marktplatz 17 (Karte)                                            | 1352 fertig                           | Die evangelische Stadtkirche St. Dionys ist eine Kirche aus der Zeit der Gotik. Die Kirche steht auf der Südseite des Marktplatzes und bildet mit dem katholischen Münster St. Paul und der Frauenkirche ein Ensemble, das das Stadtbild prägt. Geschützt nach § 2 DSchG |    |
|                | Stadtbefestigung                               | Marktplatz 18, 19 (Karte)                                        | (?)                                   | Stadtbefestigung der staufischen Kernstadt Geschützt nach § 2 DSchG | BW |
|                | Sektkellerei Kessler im Speyrer Pfleghof       | Marktplatz 21, 22, 23, Rathausplatz 15–18 (Karte)                | 13. Jahrhundert, 1832/33 Sektkellerei | Die Sektkellerei Kessler befindet sich im Speyrer Pfleghof, der später Pfarr- und Zehnthof mit Kirchenkasten wurde. Der Speyrer Pfleghof, auch Speyrer Zehnthof oder Kessler-Haus genannt, steht am Georg-Christian-von-Kessler-Platz (früher Marktplatz 21–23). Er war Teil der Stiftung des Kaisers Friedrich II., der am 30. Dezember 1213 anlässlich der Bestattung seines Onkels Philipp von Schwaben die Kirche St. Dionys mit allen zugehörigen Rechten dem Speyrer Domkapitel übertrug. Der Pfleghof gehörte dem Domkapitel bis 1547. Seit 1832/33 beherbergt das Gebäude mit der Kessler Sekt GmbH & Co. KG die älteste Sektkellerei Deutschlands. Am 30. April 1829 wurde hier der Forschungsreisende Ferdinand von Hochstetter geboren (Gedenktafel) Geschützt nach § 2 DSchG |    |
|                | Kirchenkastenverwaltung                        | Marktplatz 21                                                    | 16. Jahrhundert                       | Kirchenkastenverwaltung, Bauwerk aus der zweiten Hälfte des 16. Jahrhunderts Geschützt nach § 2 DSchG |    |
|                | Pfarr- und Zehnthof mit Kirchenkasten          | Marktplatz 22                                                    | um 1500                               | Zwei mittelalterliche Pfleghofgebäude wurden um 1500 zusammengebaut und zum repräsentativen Hauptbau des Speyrer Pfleghofs gemacht. Geschützt nach § 2 DSchG |    |
|                | Wirtschaftsgebäude und Zehntkelterhaus mit Hof | Marktplatz 23 (Karte)                                            | um 1500                               | Um 1500 im Zuge der Erweiterung des Speyrer Pfleghofs errichteter Wirtschaftsbereich Geschützt nach § 2 DSchG |    |
|                | Wohnhaus                                       | Marktplatz 25 (Karte)                                            | 16. Jahrhundert                       | Fachwerkbau des späten 16. Jahrhunderts, der im 19. Jahrhundert umgestaltet wurde Geschützt nach § 2 DSchG |    |
|                | Siedlung                                       | Martinstraße (Karte)                                             | (?)                                   | Hochmittelalterliche Siedlung und spätmittelalterlich-frühneuzeitliche Pliensauvorstadt, Stadtbefestigung der Pliensauvorstadt Geschützt nach § 2 DSchG |    |
|                | Wohnhaus                                       | Martinstraße 20 (Karte)                                          | 1890                                  | 1890 von Hermann Falch errichtetes und 1892 und 1893 erweitertes Wohnhaus Geschützt nach § 2 DSchG |    |
|                | Wohnhaus                                       | Martinstraße 22 (Karte)                                          | 1886/87                               | 1886/87 errichtetes Wohnhaus im Neorenaissancestil, erbaut durch die Brüder Blessing Geschützt nach § 2 DSchG |    |
|                | Wohnhaus                                       | Martinstraße 24 (Karte)                                          | 1878                                  | 1878 für Christian Wild erbautes Haus im Schweizerhausstil mit klassizistisch gefärbten Elementen der Neorenaissance Geschützt nach § 2 DSchG |    |
|                | Wohnhaus                                       | Martinstraße 27 (Karte)                                          | 1904                                  | Jugendstilwohnhaus, 1904 von Hermann Falch für Fuhrunternehmer Blocher errichtet Geschützt nach § 2 DSchG |    |
|                | Pferdestall und Mauer                          | Martinstraße 27/1 (Karte)                                        | 1900–1909                             | Einer der letzten mehrgeschossigen Pferdeställe in Europa, 1900–1909 von Franz Schäffler für den Fuhrunternehmer und königlichen Hofspediteur August Blocher errichtet.Der dreigeschossige Backsteinbau mit Segmentbogenfenstern in der Nähe des Bahnhofs bot Platz für 18 - 20 Pferdeboxen übereinander sowie für Futterraufen und Belüftungseinrichten. Da Grundstücke in so zentraler lage teuer waren, wurde „in die Höhe“ gebaut. Während im Erdgeschoss und im 1. Obergeschoss die Zugtiere untergebracht waren, befanden sich im weitgehend original erhaltenen 2. Obergeschoss die Hafer- und Geschirrkammer sowie der Heuboden. Erhalten sind heute noch die Rampe mit dem Zugang zum Obergeschoss, die historische Ladeluke sowie der schwenkbare Aufzugskran. Westlich des Stalls befand sich früher ein Werkstattgebäude mit Schmiede, das 1988 abgerissen wurde. Bereits im frühen 20. Jahrhundert wurde das Erdgeschoss zu einer Garage für Lastkraftwagen umgebaut. Franz Schäffler entwarf außerdem eine Jugendstilmauer aus Eisenbeton, mit der das Areal 1913 zur Straße hin abgegrenzt wurde. Geschützt nach § 2 DSchG |    |
|                | Fabrik, heute ein Freizeit- und Erlebniscenter | Martinstraße 35 (Karte)                                          | 1900–1909                             | Fabrik mit Schornstein (siehe Kollwitzstraße 1), heutzutage ein Freizeit- und Erlebniscenter. Das Dick wurde im ehemaligen Firmengebäude von Friedr. Dick in der Esslinger Weststadt eingerichtet. Die aus einer Feilenhauerei hervorgegangene Firma nutzte den Backsteinbau mit dem auffallenden 68 Meter hohen Kamin von 1889 bis zu ihrem Umzug nach Deizisau im Jahr 1997. Geschützt nach § 2 DSchG |    |
|                | Villa Pebra                                    | Martinstraße 37 (Karte)                                          | (?)                                   | Villa Pebra. Von Franz Schäffler im Jahre 1894 errichtete Villa mit Stilelementen des Neubarocks und der Neurenaissance. Daneben ein von Paul Braun nach Entwürfen von Franz Schäffler erbautes Fabrikgebäude für seine Präzisionszieherei Geschützt nach § 2 DSchG |    |
|                | Metallwarenfabrik F. W. Quist                  | Martinstraße 44 (Karte)                                          | 1897, 1903                            | Fabrikgebäude der Metallwarenfabrik F. W. Quist Geschützt nach § 2 DSchG |    |
|                | Siedlung                                       | Mauerstraße (Karte)                                              | (?)                                   | Hochmittelalterliche Siedlung, staufische Stadt, spätmittelalterliche und frühneuzeitliche Reichsstadt Geschützt nach § 2 DSchG | BW |
|                | Villa                                          | Merkelstraße 19 (Karte)                                          | 1904/05                               | 1904/05 von Albert Eitel für Robert Furch erbaute Villa Geschützt nach § 2 DSchG |    |
|                | Wohnhaus                                       | Merkelstraße 20 (Karte)                                          | 1908                                  | 1908 von Gustav Eisele erbautes Mehrfamilienhaus in Ecklage zum Schillerplatz. Auf jeder Etage des vierstöckigen Gebäudes befindet sich je eine Wohnung. Die beiden Fassaden wurden mit einem Eckturm verbunden. Die gestalterischen Elemente aus Barock und Frühklassizismus (Girlanden im Zopfstil, geschweifte Erkergiebel, Putten und Lisenen) befinden sich hauptsächlich auf der zum Schillerplatz gewandte Seite. Geschützt nach § 2 DSchG |    |
|                | Stadtbefestigung                               | Mettinger Straße (Karte)                                         | (?)                                   | Stadtbefestigung der staufischen Kernstadt Geschützt nach § 2 DSchG | BW |
|                | Wohnhaus                                       | Mettinger Straße 19 (Karte)                                      | 1578, 1905 (versetzt)                 | 1578 erbautes und 1905 transloziertes und neu gestaltetes Wohnhaus Geschützt nach § 2 DSchG |    |
|                | Straßentor                                     | Mettinger Straße, nördlich vor Nr. 31 (Karte)                    | Mittelalter                           | Mittelalterliches Straßentor Geschützt nach § 2 DSchG | BW |
|                | Historistische Villa                           | Mettinger Straße 46 (Karte)                                      | 1896                                  | Regierungsbaumeister Gustav Eisele errichtete die Villa im Jahr 1896 für Karl Kugel im Neorenaissancestil. Unter- und Erdgeschoss der in Hanglage auf der Nordseite der Mettinger Straße erbauten Villa sind massiv gebaut und verputzt, die oberen Geschosse weisen Zierfachwerk auf. Ein Standerker betont den „altdeutschen“ Stil des Bauwerks; seine Ecken sind mit Säulen und Pilastern, seine Brüstung mit Familienwappen geschmückt. Geschützt nach § 2 DSchG |    |
|                | Siedlung                                       | Milchstraße (Karte)                                              | (?)                                   | Hochmittelalterliche Siedlung, staufische Stadt, spätmittelalterliche und frühneuzeitliche Reichsstadt Geschützt nach § 2 DSchG |    |
|                | Wohnhaus                                       | Milchstraße 8 (Karte)                                            | (?)                                   | Verputztes Fachwerkhaus in Ecklage Geschützt nach § 2 DSchG | BW |
|                | Wohnhaus                                       | Milchstraße 9 (Karte)                                            | (?)                                   | Verputztes Fachwerkhaus Geschützt nach § 2 DSchG |    |
|                | Wohnhaus                                       | Milchstraße 11 (Karte)                                           | 1358                                  | Fachwerkhaus aus dem Jahr 1358 Geschützt nach § 2 DSchG | BW |
|                | Wohnhaus                                       | Milchstraße 13 (Karte)                                           | (?)                                   | Ursprünglich als Scheune errichtetes Wohnhaus Geschützt nach § 2 DSchG |    |
|                | Wohnhaus                                       | Milchstraße 15 (Karte)                                           | spätes Mittelalter                    | Spätmittelalterlicher Bau Geschützt nach § 2 DSchG | BW |
|                | Siedlung                                       | Mittlere Beutau (Karte)                                          | spätes Mittelalter                    | Frühmittelalterliche Siedlung, hochmittelalterlicher Marktort, staufische Stadt, spätmittelalterlich-frühneuzeitliche Reichsstadt, Schönenbergvorstadt, Beutauvorstadt, Stadtbefestigung der Beutauvorstadt Geschützt nach § 2 DSchG |    |
|                | Beutaubrunnen                                  | Mittlere Beutau (Karte)                                          | vor 1564                              | Beutaubrunnen. Laufbrunnen mit polygonalem Trog und Brunnensäule mit Maskenverzierung. 1564 als Brunnen am Kapellenberg erwähnt, 1616 als Kapellenbrunnen, auch Blaubeurer Brunnen genannt. 1722 erneuert, 1777 neu erbaut, 1906 renoviert, 1966 erneuert und versetzt Geschützt nach § 2 DSchG |    |
|                | Stadtbefestigung                               | Mittlere Beutau, Obere Beutau, Turmstraße, Untere Beutau (Karte) | vor 1351                              | Stadtbefestigung der Beutauvorstadt. Reste der 1351 erstmals erwähnten, aber älteren Befestigung der Beutauvorstadt sind im Boden zu vermuten. Reste des 1610 vermauerten unteren Beutautores sind im Bauwerk Untere Beutau 48 erhalten. Reste der Stadtmauer sind in den Häusern Mittlere Beutau 42, Obere Beutau 35 und Untere Beutau 45 und 48 zu erkennen. Geschützt nach § 2 DSchG | BW |
|                | Wohnhaus                                       | Mittlere Beutau 1 (Karte)                                        | 1450                                  | Verputztes Fachwerkhaus aus dem Jahr 1450 Geschützt nach § 2 DSchG |    |
|                | Wohnhaus                                       | Mittlere Beutau 3 (Karte)                                        | 14. Jahrhundert                       | Fachwerkgebäude aus dem 14. Jahrhundert Geschützt nach § 2 DSchG |    |
|                | Wohnhaus                                       | Mittlere Beutau 5 (Karte)                                        | 1362/63                               | Verputztes Fachwerkhaus von 1362/63 Geschützt nach § 2 DSchG | BW |
|                | Pfleghof des Benediktinerklosters Blaubeuren   | Mittlere Beutau 11, 15 (Karte)                                   | (?)                                   | Pfleghof des Benediktinerklosters Blaubeuren, der aus zwei rechtwinklig aneinandergebauten Fachwerkhäusern besteht Geschützt nach § 2 DSchG |    |
|                | Wohnhaus                                       | Mittlere Beutau 12 (Karte)                                       | spätes Mittelalter                    | Spätmittelalterliches verputztes Fachwerkgebäude Geschützt nach § 2 DSchG |    |
|                | Wohnhaus                                       | Mittlere Beutau 18 (Karte)                                       | spätes Mittelalter                    | Spätmittelalterliches Fachwerkgebäude Geschützt nach § 2 DSchG |    |
|                | Wohnhäuser                                     | Mittlere Beutau 21, 23 und Geiselstraße 12 (Karte)               | (?)                                   | Zwei Wohnhäuser und eine Scheune Geschützt nach § 2 DSchG | BW |
|                | Scheune                                        | Mittlere Beutau 30 (Karte)                                       | Spätmittelalter                       | Spätmittelalterlicher Bau Geschützt nach § 2 DSchG |    |
|                | Wohnhaus                                       | Mittlere Beutau 32 (Karte)                                       | 16./17. Jahrhundert                   | Verputztes Fachwerkgebäude des 16./17. Jahrhunderts Geschützt nach § 2 DSchG | BW |
|                | Wohnhaus                                       | Mittlere Beutau 34 (Karte)                                       | 16./17. Jahrhundert                   | Verputztes Fachwerkgebäude des 16./17. Jahrhunderts Geschützt nach § 2 DSchG | BW |
|                | Wohnhaus                                       | Mittlere Beutau 36 (Karte)                                       | 16. Jahrhundert                       | Verputztes Fachwerkgebäude des 16. Jahrhunderts Geschützt nach § 2 DSchG |    |
|                | Wohnhaus                                       | Mittlere Beutau 39 (Karte)                                       | 16./17. Jh.                           | Verputztes Fachwerkgebäude des 16./17. Jahrhunderts Geschützt nach § 2 DSchG |    |
|                | Stadtbefestigung                               | Mittlere Beutau 42 (Karte)                                       | (?)                                   | Stadtbefestigung der Beutauvorstadt Geschützt nach § 2 DSchG | BW |
|                | Wohnhaus                                       | Mittlere Beutau 47 (Karte)                                       | 1. Hälfte 18. Jahrhundert             | Fachwerkgebäude aus der ersten Hälfte des 18. Jahrhunderts Geschützt nach § 2 DSchG |    |
|                | Wohnhaus                                       | Mittlere Beutau 51 (Karte)                                       | 16./17. Jahrhundert                   | Verputztes Fachwerkgebäude des 16./17. Jahrhunderts Geschützt nach § 2 DSchG |    |
|                | Wohnhaus                                       | Mittlere Beutau 53 (Karte)                                       | 16. Jahrhundert                       | Verputztes Fachwerkgebäude des frühen 16. Jahrhunderts Geschützt nach § 2 DSchG |    |
|                | Wohnhaus mit Scheune                           | Mittlere Beutau 55 (Karte)                                       | 18. Jahrhundert ?                     | Vermutlich aus dem 18. Jahrhundert Geschützt nach § 2 DSchG |    |
|                | Villa                                          | Mörikestraße 4 (Karte)                                           | 1911                                  | Villa für Emil Kienlin von 1911, Entwurf von Paul Schmohl und Georg Stähelin Geschützt nach § 2 DSchG | BW |
|                | Siedlung                                       | Mühlstraße (Karte)                                               | (?)                                   | Präurbane Siedlung und spätmittelalterliche und frühneuzeitliche Obertorvorstadt Geschützt nach § 2 DSchG |    |
| Weitere Bilder | Hallenbad mit Vorgarten und Einfriedung        | Mühlstraße 6 (Karte)                                             | 1907                                  | Das Merkel’sche Schwimmbad, ein Hallenbad, ist eines der letzten erhaltenen Jugendstil-Hallenschwimmbäder Deutschlands und wurde von 1905 bis 1907 nach Entwurfs- und Ausführungsplänen des Gießener Architekten Hans Meyer ausgeführt. Das Bad wurde von dem Fabrikanten Oskar Merkel für die Bevölkerung gestiftet; er erhielt daraufhin die Ehrenbürgerwürde der Stadt Esslingen. Neben einem Schwimmbecken bot es auch Dusch- und Wannenbäder für Arbeiter, deren Wohnungen damals normalerweise noch keine Badezimmer hatten. Das Bauwerk wurde in den 1960er Jahren umgestaltet und um ein Sport- und ein Lehrschwimmbecken erweitert; im Zuge der Renovierung wurde die Decke abgehängt und dadurch die ursprüngliche architektonische Konzeption beeinträchtigt. Geschützt nach § 2 DSchG |    |
|                | Wohnhaus                                       | Mühlstraße 12 (Karte)                                            | 1890/91                               | 1890/91 von Hermann Falch erbautes Haus Geschützt nach § 2 DSchG |    |
|                | Denkmal mit Grünanlage                         | Mülbergerstraße (Karte)                                          | 1890/91                               | Erstes in Deutschland errichtetes Lenaudenkmal Geschützt nach § 2 DSchG |    |
|                | Wohnhaus                                       | Mülbergerstraße 5 (Karte)                                        | 1896/97                               | 1896/97 errichtetes Mehrfamilienhaus Geschützt nach § 2 DSchG |    |
|                | Villa mit Gartenpavillon                       | Mülbergerstraße 9 (Karte)                                        | 1902/03                               | Von Adolf Brintzinger errichtete Villa aus den Jahren 1902/03 Geschützt nach § 2 DSchG |    |
|                | Villa mit Gartenhäuschen                       | Mülbergerstraße 17 (Karte)                                       | 1910/11                               | Für den Kaufmann Robert Lamparter 1910/11 errichtete Villa Geschützt nach § 2 DSchG |    |
|                | Villa                                          | Mülbergerstraße 29 (Karte)                                       | 1906                                  | Von Hermann Falch für den Privatier Karl Schwarz errichtete Villa aus dem Jahr 1906 Geschützt nach § 2 DSchG |    |
|                | Villa                                          | Mülbergerstraße 31 (Karte)                                       | 1910                                  | Von Karl und Otto Junge errichtete Villa aus dem Jahr 1910 Geschützt nach § 2 DSchG |    |
|                | Villa                                          | Mülbergerstraße 33 (Karte)                                       | 1905                                  | 1905 von Hermann Falch für Emil Kauffmann gebaut Geschützt nach § 2 DSchG |    |
|                | Villa mit Pavillon                             | Mülbergerstraße 37 (Karte)                                       | 1925/26                               | 1925/26 von Paul Bonatz und Friedrich Eugen Scholer für Paul Eberspächer erbaut Geschützt nach § 2 DSchG |    |
|                | Villa                                          | Mülbergerstraße 41 (Karte)                                       | 1923                                  | 1923 erbautes Direktorenwohnhaus für die Neckarwerke Geschützt nach § 2 DSchG |    |
|                | Villa                                          | Mülbergerstraße 43 (Karte)                                       | 1911                                  | 1911 von Otto Junge errichtet Geschützt nach § 2 DSchG |    |
|                | Wohnhaus                                       | Mülbergerstraße 45 (Karte)                                       | 1906                                  | Für August Hägele 1906 von Hermann Falch gebaut Geschützt nach § 2 DSchG |    |
|                | Wohnhaus                                       | Mülbergerstraße 50 (Karte)                                       | 1905                                  | Von Karl Junge für den Kaufmann Adolf Wagner entworfen, schon im Jahr der Erbauung 1905 wurde eine dritte Wohneinheit im 2. OG hinzugefügt. In historistischem Stil errichtet, Neorenaissancegiebel zur Straßenseite. Geschützt nach § 2 DSchG |    |
|                | Villa                                          | Mülbergerstraße 54 (Karte)                                       | 1904                                  | 1904 nach Plänen von Albert Benz an der Ecke zur Lenaustaffel für Eugenie und Pauline Kauffmann gebaut. Putzbau mit geschossübergreifenden Fenstern im Treppenhaus. Geschützt nach § 2 DSchG |    |
|                | Villa mit Geflügelhaus                         | Mülbergerstraße 74 (Karte)                                       | 1906                                  | 1906 von Franz Schäffler für Erna Berger errichtete Villa mit Garten und Geflügelhaus. Zweieinhalbgeschossiger Putzbau in Hanglage mit seitlichem Standerker und rückversetzter Eingangsloggia. Asymmetrische Baukörpergliederung, reiche Jugendstilausstattung (Stuck, Farbfenster, Wandmalereien, Lampen, Türen und Beschläge). Im Garten steht ein turmartiges Geflügelhaus mit Fachwerkaufsatz. Geschützt nach § 2 DSchG |    |
|                | Villa mit Gartenpavillon                       | Mülbergerstraße 81 (Karte)                                       | 1901                                  | 1901 von Adolf Brinzinger für Antonie Rapp geplant, 1902/03 errichtet. (Vgl. Mülbergerstraße 9) Geschützt nach § 2 DSchG | BW |
|                | Villa                                          | Mülbergerstraße 90 (Karte)                                       | 1909                                  | Von Karl und Otto Junge 1909 für Albert Staudenmaier gebaut. Mittlerweile stark verändert; ursprünglich befand sich der Hauseingang im Hanggeschoss, doch wurde er in den 1980er Jahren in einen Vorbau mit Aufgang und Aufzug verlegt. Auch neue Fenster wurden eingebaut und plastische Putzfelder mit Festonmotiven unter den Fenstern entfernt. Geschützt nach § 2 DSchG |    |
|                | Villa                                          | Mülbergerstraße 116 (Karte)                                      | 1914                                  | 1914 für Paul Gangler nach dessen Plänen erstellt. Relativ spätes Beispiel historisierenden Villenbaus, evtl. von dem Gebäude Mülbergerstraße 43 inspiriert, da der Turmerker in gleicher Weise in Fußwalm und Steildachfläche übergeht. Geschützt nach § 2 DSchG |    |
|                | Wohnhaus                                       | Mülbergerstraße 122 (Karte)                                      | 1911                                  | Nach Plänen von Gustav Weißinger 1911 errichtetes zweigeschossiges Mansarddachhaus Walmdachanbau auf der Rückseite. Ein Jugendstilelement ist der stuckierte Lebensbaum am Erker an der Fassade zur Straße. Typisch für den süddeutschen Jugendstil ist die Kombination mit Fachwerk. Noch vor Baubeginn wurde das Haus an den Ingenieur Emil Kürschner verkauft. Geschützt nach § 2 DSchG |    |

## N
| Bild           | Bezeichnung                             | Lage                                    | Datierung | Beschreibung | ID |
| -------------- | --------------------------------------- | --------------------------------------- | --------- | --- | -- |
|                | Weinberge                               | Neckarhalde (Karte)                     | (?)       | Weinberge (siehe Untere Neckarhalde) Geschützt nach § 2 DSchG |    |
|                | Ruhbank                                 | Neckarhaldenweg (Karte)                 | (?)       | Dreistufige Ruhbank Geschützt nach § 2 DSchG |    |
|                | Neckarhaldentorturm                     | Neckarhaldenweg (Karte)                 | (?)       | Neckarhaldentorturm, massiver Turm mit spitzbogiger Durchfahrt und Zeltdach aus der zweiten Hälfte des 14. Jahrhunderts. An der nördlichen Seite Überreste eines vorgelagerten Mauerabschnittes. Geschützt nach § 2 DSchG |    |
|                | Siedlung                                | Neckarstraße (Karte)                    | (?)       | Präurbane Siedlung und spätmittelalterlich-frühneuzeitliche Obertorvorstadt. Hochmittelalterliche Siedlung und spätmittelalterlich-frühneuzeitliche Pliensauvorstadt. Stadtbefestigung der Pliensauvorstadt. Stadtbefestigung der Obertorvorstadt Geschützt nach § 2 DSchG |    |
|                | Wohn- und Geschäftshaus                 | Neckarstraße 9 (Karte)                  | 1905      | Der barockisierende Jugendstilbau wurde 1905 von Richard Weith für Peter Villforth errichtet. Das verputzte vierstöckige Gebäude weist eine asymmetrische Fassade auf; links vom Mittelrisaliten befindet sich ein dreigeschossiger Erker und rechts eine Fensterbahn. Das Mansarddach besitzt einen geschweiften Zwerchgiebel. Im dritten Obergeschoss ist ein Relief mit einem Jagdmotiv zu sehen. Das Erdgeschoss wird von zwei Geschäften genutzt, darüber befinden sich Wohnungen. Geschützt nach § 2 DSchG |    |
| Weitere Bilder | Wohn- und Geschäftshaus                 | Neckarstraße 15 (Karte)                 | barock    | Dieses Wohn- und Geschäftshaus in Ecklage zur Pliensaustraße ist ein im Barock umgebautes, im Kern wahrscheinlich älteres Fachwerkhaus. Im späten 19. Jahrhundert erfolgte ein Ladeneinbau, verbunden mit einer aufwändigen Fassadengestaltung. Die Schaufenster sind zwischen rustifizierten Pilastern und gusseisernen Stützen in historistischen Formen von der Firma Streicher in Bad Cannstatt eingespannt. Profiliertes Gesims mit Zahnschnittfries auf Konsolen, Fassade auf der Giebelseite in den Obergeschossen mit Blechplatten, im Giebel mit Schiefer verkleidet. Erhalten geblieben sind auch die Gittertüren. Geschützt nach § 2 DSchG |    |
| Weitere Bilder | Wohn- und Geschäftshaus                 | Neckarstraße 24 (Karte)                 | 1898/99   | Dies ist ein 1898/99 vom Bauherrn Hermann Falch geplanter und errichteter Ziegelbau, in dessen Erdgeschoss sich nach wie vor das Architekturbüro Falch befindet. Portalschmuck mit frühen Jugendstileinflüssen, Fassade im Stil der Neorenaissance. Kontrastierende Fassadengestaltung mit Ziegeln und Werkstein. Geschützt nach § 2 DSchG |    |
| Weitere Bilder | Bankgebäude                             | Neckarstraße 32 (Karte)                 | 1909      | 1909 von Heinrich Jassoy für die Deutsche Reichsbank errichteter Bau mit Tuffsteinverkleidung und figürlichem Schmuck von Ludwig Habich Geschützt nach § 2 DSchG |    |
|                | Doppelhaus                              | Neckarstraße 36, Mörikestraße 2 (Karte) | 1896      | Dreigeschossiger Ziegelbau aus dem Jahr 1896 von Franz Schäffler im Stil der Neorenaissance. Durch eine vertikale Putzlinie ist der Bau klar als Doppelhaus markiert. Im zweiten Obergeschoss Putzfelder mit dem Baujahr, den Initialen des Architekten sowie den berufstypischen Instrumenten Zirkel, Winkelmaß und Lot. Fensterverdachungen, eine Sockelzone, ein ausladendes Kranzgesims sowie ein sehr flaches Walmdach prägen das Gebäude. An die linke Haushälfte wurde 1952/53 ein eingeschossiger Ladenanbau mit einem zeittypisch geschwungenen Schaufenster angefügt. Geschützt nach § 2 DSchG |    |
|                | Mörike-Gymnasium                        | Neckarstraße 38 (Karte)                 | 1896      | Mörike-Gymnasium Geschützt nach § 2 DSchG |    |
|                | Wohn- und Geschäftshaus mit Gastronomie | Neckarstraße 46 (Karte)                 | 1898      | Das Haus wurde im Jahr 1898 von Christian Zillinger als viergeschossiger, massiver Ziegelbau errichtet. Die Schauseiten wurden mit Naturstein verkleidet. Im Erdgeschoss befanden sich eine Gastwirtschaft und ein Ladengeschäft, Die Fassaden des Gebäudes sind sowohl auf der Straßenseite als auch zum Hammerkanal hin reich geschmückt. Die beiden unteren Stockwerke sind mit rustiziertem rötlichem Haustein verkleidet. In den beiden Stockwerken, die einst vornehme Etagenwohnungen beherbergten, finden sich Fensterverdachungen, Schmucknischen und vergoldete Balkongitter. An der nordwestlichen Gebäudeecke befindet sich noch eine Inschrift, die auf die einstige Nutzung als Gastwirtschaft „Schillerhof“ hinweist, ferner befindet sich an dem Gebäude auch eine Büste Friedrich Schillers. Eine verkleinerte Nachbildung der Büste erhielt die Schillerschule anlässlich der Renovierung des Hauses zum Geschenk. Geschützt nach § 2 DSchG |    |
|                | Wohn- und Geschäftshaus mit Lageranbau  | Neckarstraße 53 (Karte)                 | 1894      | Das Gebäude wurde 1894 errichtet. Geschützt nach § 2 DSchG |    |
|                | Wohnhaus mit Garten                     | Neckarstraße 55 (Karte)                 | 1894      | Das Gebäude wurde 1904 von August Blessing erbaut Geschützt nach § 2 DSchG |    |
| Weitere Bilder | Wohnhaus                                | Neckarstraße 57 (Karte)                 | 1903/04   | Das Gebäude wurde 1903/04 von Hermann Falch errichtet. Geschützt nach § 2 DSchG |    |
| Weitere Bilder | Fabrik                                  | Neckarstraße 58 (Karte)                 | 1923      | Das unter Denkmalschutz stehende Gebäude wurde nach Plänen von Architekt Alfred Zillinger 1923 als Handschuhfabrik für die Firma Schenk und Cie. erbaut. Geschützt nach § 2 DSchG |    |
| Weitere Bilder | Wohnhaus                                | Neckarstraße 61 (Karte)                 | (?)       | Wohnhaus Geschützt nach § 2 DSchG |    |
|                | Wohn- und Geschäftshaus                 | Neckarstraße 65 (Karte)                 | 1904/05   | Dieses Wohn- und Geschäftshaus ist ein 1904/05 für die Firma Dupper & Bernhold errichtetes Jugendstilgebäude mit Mansarddach, Eingangsloggia und Verandaanbau. Auf dem rückwärtigen Grundstücksbereich stand die Metallwarenfabrik, die die Räume im Erdgeschoss als Büros und Musterzimmer nutzen sollte. Im Treppenhaus original erhaltene farbige Fenster. Geschützt nach § 2 DSchG |    |
| Weitere Bilder | Wohnhaus                                | Neckarstraße 68 (Karte)                 | (?)       | Wohnhaus Geschützt nach § 2 DSchG |    |
|                | Wohnhaus                                | Neckarstraße 83 (Karte)                 | (?)       | Wohnhaus Geschützt nach § 2 DSchG |    |
| Weitere Bilder | Wohn- und Geschäftshaus                 | Neckarstraße 88 (Karte)                 | (?)       | Wohn- und Geschäftshaus Geschützt nach § 2 DSchG |    |

## O
| Bild | Bezeichnung                          | Lage                                          | Datierung            | Beschreibung | ID |
| ---- | ------------------------------------ | --------------------------------------------- | -------------------- | --- | -- |
|      | Siedlung                             | Obere Beutau (Karte)                          | (?)                  | Spätmittelalterliche und frühneuzeitliche Schönenbergvorstadt; Stadtbefestigung des Schönenbergs, spätmittelalterliche und frühneuzeitliche Beutauvorstadt, Stadtbefestigung der Beutauvorstadt Geschützt nach § 2 DSchG | BW |
|      | Oberer Beutaubrunnen                 | Obere Beutau, südlich von Haus Nr. 9 (Karte)  | (?)                  | Einziger öffentlicher Ziehbrunnen der Stadt, der auf eine mittelalterliche Erbauung zurückgeht; der sandsteinerne runde Ziehbrunnen mit etwa zehn Meter tiefem Schacht wurde 1978 saniert. Geschützt nach § 2 DSchG |    |
|      | Wohn- und Geschäftshaus              | Obere Beutau 1 (Karte)                        | 16. Jahrhundert      | Sichtfachwerkbau aus dem 16. Jahrhundert in der Gabelung zwischen Mittlerer und Oberer Beutau auf trapezförmigem Grundriss. Ein Wappenschild mit Steinmetzzeichen an einem Kragstein rechts trägt die Jahreszahl 1569. Am Kragstein links sind ein Kreuz und zwei kniende Gestalten zu sehen. Das Haus besitzt barocke Türen mit handgeschmiedeten S-Beschlägen. Im Inneren Spuren der Neugestaltung im 18. und 19. Jahrhundert. Seit dem 18. Jahrhundert Gasthaus zur Rose. Geschützt nach § 2 DSchG |    |
|      | Wohnhaus                             | Obere Beutau 2 (Karte)                        | 16./17. Jahrhundert  | Verputzter Fachwerkbau des 16./17. Jahrhunderts Geschützt nach § 2 DSchG |    |
|      | Wohnhaus                             | Obere Beutau 3 (Karte)                        | (?)                  | Verputzter Fachwerkbau Geschützt nach § 2 DSchG |    |
|      | Wohnhaus                             | Obere Beutau 5 (Karte)                        | 16./17. Jahrhundert  | Verputztes Fachwerkgebäude aus dem 16./17. Jahrhundert mit großen Gewölbekellern. Das Dachwerk wurde an der Nordseite nachträglich erhöht. Die Haustür stammt aus dem frühen 20. Jahrhundert; ihr Gitter weist Jugendstileinflüsse auf. Geschützt nach § 2 DSchG |    |
|      | Wohnhaus                             | Obere Beutau 6 (Karte)                        | 1483/84              | Verputztes Fachwerkgebäude von 1483/84. Das zweigeschossige Dachwerk ist rauchgeschwärzt. Es weist eine liegende, verblattete Stuhlkonstruktion auf. Auf der Straßenseite befindet sich ein Zwerchhaus, in dem sich früher eine Ladeöffnung befand. Das Bauwerk wurde vermutlich ursprünglich als Lager genutzt und wahrscheinlich im 18. Jahrhundert zum Wohnhaus umgebaut. 1862/63 erfolgte ein Anbau an der südöstlichen Hausecke. Dies hatte eine Änderung der Fensteranordnung und eine Umgestaltung des Inneren zur Folge. Geschützt nach § 2 DSchG |    |
|      | Wohnhaus                             | Obere Beutau 8 (Karte)                        | 17./18. Jahrhundert  | Verputztes Fachwerkhaus aus dem 17./18. Jahrhundert. Im zweigeschossigen Dachwerk befand sich wohl ursprünglich eine Ladeöffnung. Im Häuseranschlagsprotokoll von 1777/78 wurde das Gebäude noch als Scheune geführt, kurz darauf wurde es wahrscheinlich zum Wohnhaus umgebaut. Geschützt nach § 2 DSchG |    |
|      | Wohnhaus                             | Obere Beutau 9 (Karte)                        | spätes Mittelalter ? | Fachwerkgebäude, dessen Kern aus dem Mittelalter stammt, das aber im 19. Jahrhundert im klassizistischen Stil neu gestaltet wurde. Der Keller des Nachbarhauses Mittlere Beutau erstreckt sich bis unter die Nordseite dieses Hauses. Im dreigeschossigen Dachwerk befand sich einst eine Ladeöffnung. Mittiges Zwerchhaus mit Okulus, zwei Dachgauben. Südlich des Hauses befindet sich ein kleiner Garten mit historischer Einfriedung, davor der Obere Beutaubrunnen. Geschützt nach § 2 DSchG |    |
|      | Wohnhaus                             | Obere Beutau 22 (Karte)                       | 1536/37              | Fachwerkhaus von 1536/37. Um 1900 wurde das Haus nach Osten verlängert. 1891 erhielt es auf der Nordseite einen Anbau. Gewölbekeller, Quadersockel, einstige Ladeöffnung im Dachwerk. Geschützt nach § 2 DSchG |    |
|      | Wohnhaus mit Remise                  | Obere Beutau 29 (Karte)                       | 16./17. Jahrhundert  | Das Haus stammt aus dem 16./17. Jahrhundert. Im Untergeschoss befinden sich zwei firstparallele Gewölbekeller. An der Südseite wurde um die Mitte des 19. Jahrhunderts eine eingeschossige Wagenremise angebaut, die 1924 bei einem Umbau durch Albert Gänzle mit Laube und Erker versehen wurde. Seit dieser Umgestaltung sind Remise und Wohnteil erhöht und unter einem durchgehenden Dach zusammengefasst. Geschützt nach § 2 DSchG |    |
|      | Wohnhaus                             | Obere Beutau 35 (Karte)                       | (?)                  | Die Nordwand des Hauses wird großenteils von der Stadtmauer aus dem 14. Jahrhundert gebildet. Auf der Südseite wurde im 19. Jahrhundert eine Remise angebaut; 1924 erfolgte ein Umbau, bei dem die einstöckige Remise aufgestockt und das Obergeschoss des Wohnhauses erhöht wurde. Dabei wurden Laube und Erker hinzugefügt und beide Gebäudeteile erhielten ein gemeinsames Dach. Geschützt nach § 2 DSchG |    |
|      | Siedlung                             | Oberer Metzgerbach (Karte)                    | (?)                  | Hochmittelalterliche Siedlung und spätmittelalterlich-frühneuzeitliche Pliensauvorstadt. Stadtbefestigung der Pliensauvorstadt Geschützt nach § 2 DSchG |    |
|      | Liebfrauenkapelle (abgegangen)       | Oberer Metzgerbach                            | (?)                  | Liebfrauenkapelle aus dem Spätmittelalter, 1351 erstmals urkundlich erwähnt, bis ins frühe 16. Jahrhundert nachweisbar, vermutlich im Zuge der Reformation abgerissen Geschützt nach § 2 DSchG |    |
|      | Wohn- und Geschäftshaus              | Oberer Metzgerbach 1 (Karte)                  | (?)                  | Wohn- und Geschäftshaus Geschützt nach § 2 DSchG |    |
|      | Wohn- und Geschäftshaus              | Oberer Metzgerbach 5 (Karte)                  | (?)                  | Wohn- und Geschäftshaus Geschützt nach § 2 DSchG |    |
|      | Wohn- und Geschäftshaus              | Oberer Metzgerbach 14 (Karte)                 | (?)                  | Wohn- und Geschäftshaus (siehe Oberer Metzgerbach 16) Geschützt nach § 2 DSchG | BW |
|      | Wohn- und Geschäftshaus              | Oberer Metzgerbach 16 (Karte)                 | (?)                  | Wohn- und Geschäftshaus (siehe Oberer Metzgerbach 16) Geschützt nach § 2 DSchG |    |
|      | Wohnhaus                             | Oberer Metzgerbach 23 (Karte)                 | (?)                  | Wohnhaus Geschützt nach § 2 DSchG |    |
|      | Wohnhaus                             | Oberer Metzgerbach 25 (Karte)                 | (?)                  | Wohnhaus Geschützt nach § 2 DSchG |    |
|      | Wohnhaus                             | Oberer Metzgerbach 27 (Karte)                 | (?)                  | Wohnhaus Geschützt nach § 2 DSchG |    |
|      | Wohnhaus                             | Oberer Metzgerbach 28 (Karte)                 | (?)                  | Wohnhaus Geschützt nach § 2 DSchG |    |
|      | Wohnhaus                             | Oberer Metzgerbach 29 (Karte)                 | (?)                  | Wohnhaus, das 1899 durch Franz Schäffler durch einen rückwärtigen Anbau erweitert wurde. Geschützt nach § 2 DSchG |    |
|      | Wohnhaus                             | Oberer Metzgerbach 30 (Karte)                 | 1837                 | Klassizistischer Putzbau auf Sandsteinsockel aus dem Jahr 1837. 1851 von Valentin Salzmann gekauft, an den Kartuschen über dem Eingang mit dem Familienwappen und dem Äskulapstab sowie eine Gedenktafel erinnern. Geschützt nach § 2 DSchG |    |
|      | Weinberghäuschen                     | Oberer Neckarhaldenweg (Karte)                | 19. Jahrhundert      | Fachwerkbau mit seitlicher Laube und steinernem Sockel aus dem 19. Jahrhundert Geschützt nach § 2 DSchG |    |
|      | Siedlung                             | Obertorstraße (Karte)                         | (?)                  | Präurbane Siedlung und spätmittelalterliche und frühneuzeitliche Obertorvorstadt. Bereits ab 1891 realisierte Franz Schäffler hier eine sehr verdichtete Blockrandbebauung mit drei- bis vierstöckigen Gebäuden. Geschützt nach § 2 DSchG | BW |
|      | Wohnhaus                             | Obertorstraße 8 (Karte)                       | vor 1441/42          | Giebelständiger Fachwerkbau, spätestens 1441/42 erbaut. Schopfwalm am Straßengiebel wurde 1552/53 hinzugefügt. Umbau im Neurenaissancestil durch August Metzger und Albert Brintzinger 1888 Geschützt nach § 2 DSchG |    |
|      | Wohnhaus                             | Obertorstraße 10 (Karte)                      | 1912                 | 1912 von Hermann Falch erbautes Wohnhaus mit Mansarddach und sparsamem Schmuck in Form von floralen Flachreliefs in Putzfeldern und Kranzgesims. Gesimsverläufe und Erdgeschossgestaltung wurden dem älteren Nachbarhaus Nr. 8 angepasst. Geschützt nach § 2 DSchG |    |
|      | Torhaus des Frauenklosters St. Klara | Obertorstraße 21 (Karte)                      | 1912                 | Torhaus des Frauenklosters St. Klara Geschützt nach § 2 DSchG |    |
|      | Haus Obertorstraße 23                | Obertorstraße 23 (Karte)                      | (?)                  | Haus Obertorstraße 23 Geschützt nach § 2 DSchG | BW |
|      | Wohn- und Geschäftshaus              | Obertorstraße 32 (Karte)                      | (?)                  | Wohn- und Geschäftshaus Geschützt nach § 2 DSchG |    |
|      | Werkstattgebäude ?                   | Obertorstraße 34 (Karte)                      | (?)                  | Werkstattgebäude ? (siehe Obertorstraße 32) Geschützt nach § 2 DSchG | BW |
|      | Doppelhaus                           | Obertorstraße 42, 44, 46 (Karte)              | (?)                  | Dreigeteiltes Doppelhaus an der Ecke Katharinenstraße/Obertorstraße Geschützt nach § 2 DSchG |    |
|      | Wohnhaus                             | Obertorstraße 51 (Karte)                      | Mittelalter ?        | Wohnhaus, vermutlich mittelalterlich Geschützt nach § 2 DSchG |    |
|      | Kleines Wohnhaus                     | Obertorstraße 62 (Karte)                      | Mittelalter ?        | Kleines Wohnhaus, vermutlich mittelalterlicher Bau Geschützt nach § 2 DSchG |    |
|      | Wohnhaus                             | Obertorstraße 74 (Karte)                      | Mittelalter          | Mittelalterlicher Fachwerkbau Geschützt nach § 2 DSchG |    |
|      | Siedlung                             | Ottilienhof (Karte)                           | (?)                  | Hochmittelalterliche Siedlung, staufische Stadt, spätmittelalterliche und frühneuzeitliche Reichsstadt Geschützt nach § 2 DSchG |    |
|      | Wohnhaus                             | Ottilienhof 6 (Karte)                         | 1899                 | Von Franz Schäffler für den Fuhrmann Friedrich Haug 1899 erbautes Wohnhaus. Die Hauptfassade an der Südseite besteht aus Ziegelmauerwerk und Sichtfachwerk mit geschwungenen Verzierungen. Quer zum First ist das Haus geteilt. Im Westen gab es früher eine Tenne mit Barn, die über drei Stockwerke reichte. Im Dachgeschoss gab es einen teilweise in Ziegelmauerwerk erstellten Scheunenboden. Im Osten befanden sich im Erdgeschoss ein Stall mit vier Boxen. Im ersten und zweiten Stock gab es jeweils eine Dreizimmerwohnung. Das Treppenhaus, die Holzböden, Rahmentüren sowie die Lamberien sind noch im Original erhalten. Geschützt nach § 2 DSchG |    |
|      | Stadtbefestigung                     | Ottilienplatz                                 | (?)                  | Stadtbefestigung der staufischen Kernstadt Geschützt nach § 2 DSchG |    |
|      | Ottilienbrunnen                      | Ottilienplatz (Karte)                         | vor 1564             | Ursprünglich als Gilgenbrunnen bezeichnet, 1564 erstmals erwähnt, 1667 umgebaut, 1711 neu gebaut, 1764 und 1920/22 erneuert, 1979 versetzt und erneuert. Laufbrunnen mit achteckigem Sandsteintrog. Auf der zentralen Brunnensäule ein Pinienzapfen. Mehrere Inschriften in Wappenschilden. Geschützt nach § 2 DSchG |    |
|      | Wohnhaus                             | Ottilienplatz 2 (Karte)                       | spätes Mittelalter   | Spätmittelalterliches, traufständiges, dreigeschossiges Gebäude. Auskragungen und Knaggen des Fachwerkbaus sind unter dem Putz erkennbar. Wahrscheinlich vor dem 18. Jahrhundert wurde ein rückwärtiger Anbau erstellt. Das Zwerchhaus besaß ursprünglich eine Ladeluke. Durch den Einbau einer Gastwirtschaft wurde 1980 das Erdgeschoss verändert. Geschützt nach § 2 DSchG |    |
|      | Wohnhaus                             | Ottilienplatz 7 (Karte)                       | 16./17. Jahrhundert  | Verputztes Fachwerkgebäude aus dem 16./17. Jahrhundert an der Ecke zur Küferstraße mit zahlreichen Knaggen und Auskragungen. Zu Nr. 6, das spätestens seit dem 18. Jahrhundert eine Besitz- und Nutzungseinheit mit Nr. 7 bildete, bestehen Durchgänge. Die Fassade wurde im 19. Jahrhundert modernisiert, die Fenster erfuhren dabei eine Umgestaltung. 1892 wurde das erste Dachgeschoss ausgebaut und das Gebäude dabei erhöht. Ein Dachaustritt zur Küferstraße hin wurde dabei geschaffen. 1924 wurde das Dach auch auf der Nordseite ausgebaut. Geschützt nach § 2 DSchG                                                                                 |    |
|      | Wohnhaus                             | Ottilienplatz 9 (Karte)                       | um 1400              | Eckhaus zur Küferstraße aus der Zeit um 1400. Der Unterstock bildete einst eine hohe Halle, in die nachträglich ein Zwischengeschoss eingezogen wurde. Im 18. wurde der Giebel erneuert, außerdem wurde ein Stall angebaut, auf den später ein überdachter Austritt gesetzt wurde. Seit 1928 ist dieser Stall zum Laden umgewandelt. 1983/84 wurde das Dachwerk erneuert. Geschützt nach § 2 DSchG |    |
|      | Fabrik                               | Ottilienplatz 10, Entengrabenstraße 9 (Karte) | 1911/12              | 1911/12 von Otto Junge für Alfred Huttenlocher errichteter Fabrikbau. Zunächst Bijouteriefabrik, später Teil der Metallwarenfabrik Wagner. Die profanierte Ägidiuskapelle wurde damals abgebrochen. Der Stahlbetonbau bezieht ein älteres Ziegelfabrikgebäude aus der Zeit um 1900 mit ein. Die Sichtbetonfassade gehört zu den frühesten Exemplaren ihrer Art. 1993 bis 1995 für das Finanzamt Esslingen umgebaut, damals wurde ein Anbau entlang der Entengrabenstraße angefügt. Geschützt nach § 2 DSchG |    |

## P
| Bild | Bezeichnung                                                                   | Lage                                         | Datierung            | Beschreibung | ID |
| ---- | ----------------------------------------------------------------------------- | -------------------------------------------- | -------------------- | --- | -- |
|      | Siedlung                                                                      | Peterlinggasse (Karte)                       | (?)                  | Hochmittelalterliche Siedlung und spätmittelalterlich-frühneuzeitliche Pliensauvorstadt Geschützt nach § 2 DSchG | BW |
|      | Siedlung                                                                      | Pliensaustraße (Karte)                       | (?)                  | Hochmittelalterliche Siedlung und spätmittelalterlich-frühneuzeitliche Pliensauvorstadt. Stadtbefestigung der Pliensauvorstadt Geschützt nach § 2 DSchG | BW |
|      | Wohn- und Geschäftshaus                                                       | Pliensaustraße 5 (Karte)                     | spätes Mittelalter ? | Vermutlich im Spätmittelalter erbautes ursprünglich dreistöckiges Sichtfachwerkhaus, das 1891 umgestaltet und um ein Stockwerk erhöht wurde. Dabei erhielt das Haus auch sein Sichtfachwerk in Formen des 16./17. Jahrhunderts. 1898 wurde das Erdgeschoss durch Franz Schäffler umgebaut. Bis 1933 befand sich hier die Gaststätte zum Krokodil. Geschützt nach § 2 DSchG |    |
|      | Wohn- und Geschäftshaus                                                       | Pliensaustraße 8 (Karte)                     | (?)                  | Wohn- und Geschäftshaus Geschützt nach § 2 DSchG |    |
|      | Ehemaliges Gasthaus zum Goldenen Ochsen, heute Gast-, Wohn- und Geschäftshaus | Pliensaustraße 29 (Karte)                    | um 1600              | Fachwerkbau aus der Zeit um 1600, vermutlich seit dem späten Mittelalter Gastwirtschaft. 1892/93 wurde das untere Stockwerk umgestaltet und der Eingang an der Gebäudeecke angelegt. Darüber befindet sich eine Konsole mit der Metallfigur eines Ochsen. 1925 wurde dem Gebäude Sichtfachwerk vorgeblendet. 1928 wurden durch Franz Schäffler die Gasträume im ersten Stock neu gestaltet. Aus dieser Phase sind noch Überreste der Wandtäfelung sowie bleiverglaste Fenster erhalten. Geschützt nach § 2 DSchG |    |
|      | Pliensautorturm und Färbertörle                                               | Pliensaustraße 73, Färbertörlesweg 1 (Karte) | (?)                  | Pliensautorturm und Färbertörle Geschützt nach § 2 DSchG |    |
|      | Mühle                                                                         | Pliensaustraße                               | (?)                  | Westlich von Nr. 73: Spätmittelalterliche und frühneuzeitliche Pliensaumühle, 1844 abgerissen Geschützt nach § 2 DSchG |    |
|      | Stadtbefestigung                                                              | Plochinger Straße (Karte)                    | (?)                  | Stadtbefestigung der Obertorvorstadt Geschützt nach § 2 DSchG | BW |
|      | Wohnhaus                                                                      | Plochinger Straße 8 (Karte)                  | 1905                 | Von Franz Schäffler 1905 für den 1890 gegründeten Esslinger Bau- und Sparverein erbautes vierstöckiges Eckgebäude mit Erkern und Risaliten. Das Haus ist bis zum 2. Stock in Massivbauweise (Sichtbackstein, Putz) gebaut, darüber befand sich ein Aufbau aus Sichtfachwerk, der nachträglich verputzt wurde. Jedes Stockwerk beherbergt je eine Vier- und Dreizimmerwohnung mit Veranda und Toilette innerhalb der Wohnung. Damit stattete der Bau- und Sparverein (die heutige gemeinnützige Baugenossenschaft Esslingen eG), der 1890 von Franz Schäffler mitbegründet wurde, seine Wohnungen erheblich besser aus als die üblichen Arbeiterwohnungen um 1900. Geschützt nach § 2 DSchG |    |
|      | Wasserhaus                                                                    | Pulverwiesen (Karte)                         | (?)                  | Stauwehr Geschützt nach § 2 DSchG |    |
|      | Staustufe Esslingen                                                           | Pulverwiesen 7/1 (Karte)                     | (?)                  | Staustufe Esslingen Geschützt nach § 2 DSchG |    |
|      | Wohnwirtschaftsgebäude                                                        | Pulverwiesen 21 (Karte)                      | 1895                 | Gärtnerhaus. 1895 als Nebengebäude der Villa Merkel errichtet Geschützt nach § 2 DSchG |    |
|      | Villa Merkel                                                                  | Pulverwiesen 25 (Karte)                      | 1873/74              | Von Otto Tafel 1873/74 für Oskar Merkel erbaut Geschützt nach § 2 DSchG |    |

## R
| Bild | Bezeichnung                                       | Lage | Datierung                             | Beschreibung | ID |
| ---- | ------------------------------------------------- | --- | ------------------------------------- | --- | -- |
|      | Siedlung                                          | Rathausplatz (Karte)                                                                                     | (?)                                   | Siedlung Geschützt nach § 2 DSchG |    |
|      | Brunnen                                           | Rathausplatz (Karte)                                                                                     | (?)                                   | Marktbrunnen Geschützt nach § 2 DSchG |    |
|      | Altes Rathaus                                     | Rathausplatz 1 (Karte)                                                                                   | 1420                                  | Es wurde um 1420 als städtisches Kauf- und Steuerhaus errichtet und gilt mit seinem prächtigen Fachwerk-Südgiebel als Hauptwerk des alemannischen Fachwerkbaus. 1586 bis 1589 wurde vor der Nordseite durch Heinrich Schickhardt eine Giebelfront mit zierlichem Uhrentürmchen im Renaissancestil errichtet. 1592 kam eine astronomische Uhr mit den allegorischen Figuren Justitia und Temperantia dazu, die sich bei jedem Stundenschlag bewegen. Ein Adler, das Wappentier der Freien Reichsstadt, schlägt dazu mit den Flügeln. Die Uhr am Alten Rathaus zu Esslingen ist eine astronomische Uhr und die älteste funktionierende schmiedeeiserne Turmuhr Deutschlands. Anlässlich einer Renovierung 1926 wurde von den Esslinger Bürgern ein Glockenspiel mit 24 Glocken gespendet, 1976 wurde das Glockenspiel noch einmal erneuert und um 5 Glocken erweitert. Geschützt nach § 2 DSchG |    |
|      | Neues Rathaus                                     | Rathausplatz 2 (Karte)                                                                                   | nach 1747                             | Das Bauwerk wurde im Jahr 1747 begonnen und in den 1760er Jahren fertiggestellt. Ursprünglicher Bauherr war Franz Gottlieb von Palm, doch wurde das Palais erst unter dessen Nachfolger Leopold Carl von Palm vollendet. Die Pläne stammten von Gottlieb David Kandler. Franz Gottlieb von Palm hatte lange in Wien gelebt und ließ seine Residenz in Esslingen nach dem Vorbild von barocken Wiener Bauten aus der ersten Hälfte des 18. Jahrhunderts errichten. Das Erdgeschoss, in dem sich ein Durchgang befindet, ist als Sockelgeschoss deutlich von den darüberliegenden Stockwerken abgesetzt. Die Obergeschosse sind durch Pilaster zusammengefasst, über dem stadtseitigen Portal befindet sich ein Balkon mit aufwändig geschmücktem Fenster und die Mittelzone wird, ebenfalls auf der Schau- und Stadtseite, durch ein Giebeldreieck bekrönt, in dem sich einst das Wappen der Familie von Palm befand. Flache Fassadenpartien wechseln sich mit raumgreifenden Elementen ab. Im Jahr 1840 wurde das Gebäude zum Rathaus gemacht. Damals erhielt es einen Dachreiter und auch sein Inneres wurde baulich verändert. Erhalten geblieben sind eine repräsentative Treppenanlage und Stuckdecken in mehreren Räumen, darunter eine Rokokodecke mit figürlichen Stuckreliefs. Geschützt nach § 2 DSchG |    |
|      | Dekanatsgebäude, heute städtischer Verwaltungsbau | Rathausplatz 3 und 4 (Karte)                                                                             | 1565 ?                                | Das Gebäude Rathausplatz 4 stammt möglicherweise aus dem Jahr 1565; jedenfalls ist spätestens für diese Zeit nachgewiesen, dass es im Besitz von Esslinger Geschlechtern war. 1803 ging es in den Besitz des Oberamtsarztes und Botanikers Ernst Gottlieb Steudel über. Auf diesen geht die Umgestaltung des Anwesens zu seinem heutigen Aussehen zurück. Steudel kaufte 1808 das nördlich anschließende Grundstück und legte dort einen Garten an. 1812 erfolgten Umbauten im Obergeschoss, 1829 wurde ein Anbau errichtet, der eine Durchfahrt zum Hof ermöglichte. Von dort aus hatte man Zugang zum Erdgeschoss und den beiden Gewölbekellern. Ab 1869 wurde der Gebäudekomplex als Stadtpfarrhaus genutzt, das sowohl Wohn- als auch Amtsräume enthielt. Zu Beginn des 20. Jahrhunderts wurden Umgestaltungen durch den Architekten Hermann Falch vorgenommen. Dabei wurde der Haupteingang des Hauses nach Westen verlegt und ein neues Treppenhaus eingebaut, ferner wurde das erste Dachgeschoss des Hauses Nr. 4 ausgebaut. Falch veränderte jedoch sonst wenig an der alten Grundrissstruktur. Auch Ausstattungsteile wie die alten Türen, der Stuck und die Vertäfelungen des Hauses blieben erhalten. Ab 1953 nutzte die Stadt Eßlingen am Neckar das Bauwerk als Verwaltungsgebäude. Eine Fassadensanierung am Hausteil mit der Adresse Rathausplatz 3 wurde im Jahr 2010 abgeschlossen. Geschützt nach § 2 DSchG |    |
|      | Bürgerstube und Kornhaus, heute Gaststätte        | Rathausplatz 5, Augustinerstraße 11 (Karte)                                                              | spätes Mittelalter                    | Gaststätte Reichsstadt, spätmittelalterliches Fachwerkhaus Geschützt nach § 2 DSchG |    |
|      | Wohn- und Geschäftshaus                           | Rathausplatz 8 (Karte)                                                                                   | (?)                                   | Wohn- und Geschäftshaus Geschützt nach § 2 DSchG |    |
|      | Wohn- und Geschäftshaus                           | Rathausplatz 9 und 10 (Karte)                                                                            | (?)                                   | Ehemals zwei eigenständige Häuser, die im 19. Jahrhundert zusammengefasst wurden Geschützt nach § 2 DSchG |    |
|      | Wohn- und Geschäftsanwesen                        | Rathausplatz 11 (Karte)                                                                                  | 18. Jahrhundert ?                     | Wohn- und Geschäftsanwesen mit Hof. Im frühen 18. Jahrhundert wurden fünf eigenständige Gebäude zusammengefasst. Die ältesten Teile der Gewölbekelleranlage stammen wohl aus dem 13. Jahrhundert. Im Inneren u. a. eine barocke Tür und klassizistische Stuckdecken sowie ein Jugendstil-Treppenhausfenster mit Esslinger Motiven. Der Komplex wurde 2001 saniert. Geschützt nach § 2 DSchG |    |
|      | Wohn- und Geschäftshaus                           | Rathausplatz 13 (Karte)                                                                                  | 1. Hälfte 19. Jahrhundert             | In der 1. Hälfte des 19. Jahrhunderts durch Umbau zweier Wohnhäuser entstanden. Die Vorgängerbauten waren offenbar dreigeschossige Fachwerkhäuser mit vermutlich bereits gemeinsamem Keller. Geschützt nach § 2 DSchG |    |
|      | Wohnhaus                                          | Rathausplatz 15 (Karte)                                                                                  | (?)                                   | Ehemaliges Zunfthaus der Gerber Geschützt nach § 2 DSchG | BW |
|      | Wohnhaus mit Anbau                                | Rathausplatz 16 (Karte)                                                                                  | (?)                                   | Ehemaliges Diakonat Geschützt nach § 2 DSchG |    |
|      | Wohnhaus                                          | Rathausplatz 17 (Karte)                                                                                  | (?)                                   | 1584/85 in Mischbauweise errichtet Geschützt nach § 2 DSchG |    |
|      | Wohn- und Geschäftshaus mit Anbau                 | Rathausplatz 18 (Karte)                                                                                  | (?)                                   | Dannhäusersches Haus Geschützt nach § 2 DSchG |    |
|      | Doppelhaus                                        | Rathausplatz 19, 20 (Karte)                                                                              | spätes Mittelalter                    | Spätmittelalterliches herrschaftliches Wohnhaus, das aus zwei ursprünglich eigenständigen Hausteilen zusammengefügt wurde Geschützt nach § 2 DSchG |    |
|      | Werkstätten mit Siedlung und Verwaltungsbauten    | Rennstraße 9, 14, 16, 20 (Karte)                                                                         | (?)                                   | Königlich Württembergische Eisenbahnwerkstätten mit Arbeitersiedlung, Beamten- und Verwaltungsbauten Geschützt nach § 2 DSchG |    |
|      | Stadtbefestigung                                  | Richard-Hirschmann-Straße                                                                                | (?)                                   | Stadtbefestigung der Obertorvorstadt Geschützt nach § 2 DSchG |    |
|      | Fabrik                                            | Richard-Hirschmann-Straße 5 (Karte)                                                                      | 1925                                  | 1925 als einer der letzten Bauten Hermann Falchs errichtet Geschützt nach § 2 DSchG |    |
|      | Villenkolonie                                     | Rilkestraße 1, 3, 4, 5, 6, 7, 8, 9, 11, 13, 15 Grabbrunnenstraße 20, 22, 26 Landenbergerstraße 4 (Karte) | 1909–1912                             | In den Jahren 1909–1912 von den Architekten Karl und Otto Junge errichtet Geschützt nach § 2 DSchG |    |
|      | Wohn- und Geschäftshaus                           | Ritterstraße 4 (Karte)                                                                                   | 1. H. 18. Jahrhundert, 1906 (Umbau)   | Wohn- und Geschäftshaus, das im Kern auf die 1. Hälfte des 18. Jahrhunderts zurückgeht. Der viergeschossige Putzbau wurde 1906 durch Karl Kirchner umgebaut. Damals wurde das Gebäude erhöht und der Erker mit Dreiecksgiebel errichtet. Putzdekor in barockisierenden Jugendstilformen wurde angebracht. Geschützt nach § 2 DSchG |    |
|      | Wohn- und Geschäftshaus                           | Ritterstraße 6 (Karte)                                                                                   | 1899                                  | Von Franz Schäffler 1899 für die Bankiers Karl Ottenbach und Karl Gayler errichtetes dreistöckiges Wohn- und Geschäftshaus im Neubarock. Das Gebäude mit einem Erker, der sich über zwei Stockwerke zieht und mit einem geschweiften Zwerchgiebel abschließt, befindet sich neben dem reichsstädtischen Rathaus. Im Erdgeschoss befand sich eine Bank, in den Obergeschossen je eine Sechszimmerwohnung mit Bad. Geschützt nach § 2 DSchG |    |
|      | Reichsstädtisches Rathaus, heute Amtsgericht      | Ritterstraße 8 (Karte)                                                                                   | 1705–1715                             | Das Reichsstädtisches Rathaus, 1705–1715 von Johann Jakob Börel und Peter Jochum errichtet, ab 1802 vorübergehend Verwaltungssitz Oberamt Eßlingen, dann Oberamtsgericht. 1817 Sitz des Kriminalgerichtshofs für den Neckar- und Schwarzwaldkreis, von 1818 bis 1869 für den Neckarkreis, seit 1879 Amtsgericht Geschützt nach § 2 DSchG |    |
|      | Kanzleigebäude, heute Amtsgericht                 | Ritterstraße 10 (Karte)                                                                                  | (?)                                   | Ritterbau, heute Amtsgericht Geschützt nach § 2 DSchG |    |
|      | Wohn- und Geschäftshaus                           | Ritterstraße 11 (Karte)                                                                                  | 1898/99                               | Dieses Wohn- und Geschäftshaus wurde 1898/99 von Hermann Falch für die Esslinger Aktienbank errichtet. Geschützt nach § 2 DSchG |    |
|      | Schlachthaus und Eichamt                          | Ritterstraße 16 (Karte)                                                                                  | (?)                                   | Putzbau aus dem 18. Jahrhundert Geschützt nach § 2 DSchG |    |
|      | Ehemaliges Verwaltungsgebäude der Neckarwerke     | Ritterstraße 17 (Karte)                                                                                  | 1909                                  | Ehemaliges Verwaltungsgebäude der Neckarwerke, 1909 von Hermann Falch erbaut Geschützt nach § 2 DSchG |    |
|      | Siedlung                                          | Roßmarkt (Karte)                                                                                         | Mittelalter                           | Hochmittelalterliche Siedlung und spätmittelalterlich-frühneuzeitliche Pliensauvorstadt, Stadtbefestigung der Pliensauvorstadt Geschützt nach § 2 DSchG |    |
|      | Wohn- und Geschäftshaus                           | Roßmarkt 1 (Karte)                                                                                       | (?)                                   | Wohn- und Geschäftshaus Geschützt nach § 2 DSchG |    |
|      | Wohn- und Geschäftshaus                           | Roßmarkt 2 (Karte)                                                                                       | (?)                                   | Wohn- und Geschäftshaus Geschützt nach § 2 DSchG |    |
|      | Wohn- und Geschäftshaus                           | Roßmarkt 5 (Karte)                                                                                       | 15. Jahrhundert ?                     | Verputzter Fachwerkbau, wohl aus dem 15. Jahrhundert. 1905 und 1911 wurde die Ladenfront durch Franz Schäffler und Karl Junge modernisiert. Am Sandsteinpilaster befindet sich das Wappen des Königreichs Württemberg und das Esslinger Stadtwappen, über dem Eingang sind die Initialen des Bauherrn Gotthilf Frey in einer Rollwerkkartusche zu sehen. Bis in das frühe 19. Jahrhundert befand sich im Hintergebäude eine Rotgerberwerkstätte. Geschützt nach § 2 DSchG |    |
|      | Gasthaus und Lichtspielhaus                       | Roßmarkt 5 (Karte)                                                                                       | 1629, 1861 (Aufstockung), 1913 (Kino) | Das Bauwerk, in dem sich das Kino befindet, wurde 1629 unter dem Namen „Herberge zum Hammel“ zum ersten Mal urkundlich erwähnt. Später wurde es in „Gasthaus Zum Goldenen Lamm“ umbenannt; die ehemaligen Ställe und Scheunen wurden um die Mitte des 19. Jahrhunderts in eine Brennerei und eine Bierbrauerei umgewandelt; 1861 wurde das Haus aufgestockt und 1913 wurde das Lichtspieltheater mit etwa 300 Sitzplätzen als drittes Kino Esslingens im Südflügel des Gebäudes eingerichtet. Der Nordflügel mit dem barocken Portal blieb Gastwirtschaft. Heute dient das Haus auch als Kulturtreff und Kleinkunstbühne. Geschützt nach § 2 DSchG |    |
|      | Stadtbefestigung                                  | Roßmarkt 12, 14 (Karte)                                                                                  | (?)                                   | Stadtbefestigung der Pliensauvorstadt Geschützt nach § 2 DSchG | BW |
|      | Wohnhaus                                          | Roßmarkt 16 (Karte)                                                                                      | (?)                                   | Wohnhaus Geschützt nach § 2 DSchG |    |
|      | Wohnhaus                                          | Roßmarkt 20 (Karte)                                                                                      | (?)                                   | Wohnhaus Geschützt nach § 2 DSchG |    |
|      | Wohn- und Geschäftshaus                           | Roßmarkt 27 (Karte)                                                                                      | 1906                                  | Späthistoristischer Bau aus dem Jahr 1906 an der Ecke zum Unteren Metzgerbach, von Karl Junge in gotisierenden Formen für den Bäckermeister Wilhelm Riker errichtet. Am Eingang zur Gaststube befinden sich figürliche Konsolen. Als Wirtshausschild dient das Relief einer Schenkkanne. Geschützt nach § 2 DSchG |    |
|      | Kanal (siehe Hammerkanal)                         | Roßneckarkanal (Karte)                                                                                   | (?)                                   | Roßneckarkanal Geschützt nach § 2 DSchG |    |

## S
| Bild | Bezeichnung                                                                   | Lage                                | Datierung           | Beschreibung | ID |
| ---- | ----------------------------------------------------------------------------- | ----------------------------------- | ------------------- | --- | -- |
|      | Straße                                                                        | Schäfflerstraße (Karte)             | Um 1900             | Kurze, schmale Straße in der Oststadt zwischen der Deffnerstraße und der Mörikestraße (früher Lenaustraße), die nach dem Esslinger Architekten Franz Schäffler benannt wurde. Ehemalige Privatstraße, die zum Wohnhaus des Architekten führte. Bis auf den Erweiterungsbau des Mörikegymnasiums besteht die Straße ausschließlich aus zwei- bis dreigeschossigen Wohnhäusern, die Anfang des 20. Jahrhunderts erbaut wurden. Geschützt nach § 2 DSchG |    |
|      | Wohnhaus                                                                      | Schäfflerstraße 4 (Karte)           | 1903                | 1903 von Franz Schäffler erbautes Wohnhaus mit schlichter Fassade und Jugendstilelementen (Farbfenster mit floralen Motiven, Original-Jugendstiltür) Geschützt nach § 2 DSchG |    |
|      | Wohnhaus                                                                      | Schäfflerstraße 7 (Karte)           | 1900                | 1900 von Franz Schäffler erbautes Wohnhaus, in dem der Architekt bis zu seinem Tode wohnte. Bis heute wird das Haus durch die Nachkommen der Architektenfamilie bewohnt. Geschützt nach § 2 DSchG |    |
|      | Siedlung                                                                      | Schaichengässle                     | (?)                 | Hochmittelalterliche Siedlung und spätmittelalterlich-frühneuzeitliche Pliensauvorstadt Geschützt nach § 2 DSchG |    |
|      | Stadtbefestigung                                                              | Schelztorstraße                     | (?)                 | Stadtbefestigung der Pliensauvorstadt Geschützt nach § 2 DSchG |    |
|      | Schelztorturm                                                                 | Schelztorstraße 2 (Karte)           | 13. Jahrhundert     | Der Turm wurde als Teil der im 13. Jahrhundert errichteten Ummauerung der Pliensauvorstadt 1377 erstmals erwähnt. Im 19. Jahrhundert wurde er mit einem Zinnenkranz versehen. Er besitzt einen quadratischen Grundriss und ist in seinem unteren Teil, in dem sich eine spitzbogige Tordurchfahrt befand, aus grob behauenen Buckelquadern errichtet, der obere Teil besteht aus regelmäßiger gesetzten und behauenen Buckelquadern mit stadtseitiger Fachwerkwand. Den Abschluss bildet ein Vollwalmdach. Geschützt nach § 2 DSchG |    |
|      | Wohnhaus mit Werkstatt                                                        | Schelztorstraße 6 (Karte)           | (?)                 | Wohnhaus mit Werkstatt Geschützt nach § 2 DSchG |    |
|      | Villa                                                                         | Schelztorstraße 12 (Karte)          | 1877                | Von Christian Zillinger für die Witwe Kauffmann 1877 errichtet; Ziegelmauerwerk und Werksteinarchitektur. Mittelrisalit mit Doppelfenstern und Schmuck aus Haustein. Spätklassizistisches Bauwerk aus der frühen Kaiserzeit; im Inneren ist die wandfeste Ausstattung fast vollständig erhalten. Ebenso ist der Garten hinter dem Haus samt Zaun weitgehend original erhalten. Eine der ältesten Fabrikantenvillen in der Esslinger Weststadt. Geschützt nach § 2 DSchG |    |
|      | Ehemalige Präzisions-Werkzeugmaschinen-Fabrik Boley & Leinen, heute umgenutzt | Schelztorstraße 19 (Karte)          | 1905                | Im Jahr 1905 wurde das Fabrikgebäude als Massivbau in Backstein-Mauerwerk nach Entwurf des Esslinger Architekten Hermann Falch errichtet. Die viergeschossige, fünfachsige Straßenfassade mit großen Fenstern ist durch kolossale Pilaster gegliedert und größtenteils mit orange-gelblichen Klinkern verblendet. Die Pilaster tragen Tropfenkapitelle aus Werkstein und kaschieren zum Teil vertikale Entlüftungsschächte, die in vasenähnlichen Kaminaufbauten über der Trauflinie enden. Die Brüstungsfelder zwischen den Pilastern werden durch eine einfache, geometrische Klinker-Putz-Ornamentik aufgelockert. Geschützt nach § 2 DSchG |    |
|      | Wohnhaus                                                                      | Schelztorstraße 20 (Karte)          | 1888                | 1888 von Friedrich Metzger für den Fabrikanten Carl Mahr errichtet. Im Innern des Neorenaissancebaus sind ornamental geätzte Türverglasungen und Mosaikfußboden erhalten. Bis 1899 wurde das Haus gleichzeitig als Arbeitsstätte genutzt. Geschützt nach § 2 DSchG |    |
|      | Wohnhaus                                                                      | Schelztorstraße 41 (Karte)          | 1895                | Von Albert Pantle 1895 für den Sägemühlenbesitzer Rudolf Eisele errichtet Geschützt nach § 2 DSchG |    |
|      | Wohnhaus                                                                      | Schelztorstraße 43 (Karte)          | 1912                | 1912 von Karl Kirchner für den Prokuristen Julius Mailänder errichtet Geschützt nach § 2 DSchG |    |
|      | Wohnhaus                                                                      | Schelztorstraße 53 (Karte)          | 1903/04             | 1903/04 von Paul Weißinger in Ecklage errichtet Geschützt nach § 2 DSchG |    |
|      | Wohnhaus                                                                      | Schillerstraße 12 (Karte)           | nach 1920 ?         | Ein viergeschossiges Wohnhaus, wohl mit Bauzeit nach 1920 (?) Geschützt nach § 2 DSchG |    |
|      | Siedlung                                                                      | Schlossberggasse (Karte)            | (?)                 | Hochmittelalterliche Siedlung und spätmittelalterlich-frühneuzeitliche Pliensauvorstadt Geschützt nach § 2 DSchG | BW |
|      | Siedlung                                                                      | Schmale Gasse (Karte)               | (?)                 | Hochmittelalterliche Siedlung, staufische Stadt, spätmittelalterliche und frühneuzeitliche Reichsstadt Geschützt nach § 2 DSchG | BW |
|      | Stadtbefestigung                                                              | Schwanengrabenstraße                | (?)                 | Stadtbefestigung der Pliensauvorstadt Geschützt nach § 2 DSchG |    |
|      | Siedlung                                                                      | Sirnauer Straße (Karte)             | (?)                 | Hochmittelalterliche Siedlung und spätmittelalterlich-frühneuzeitliche Pliensauvorstadt, Stadtbefestigung der Pliensauvorstadt Geschützt nach § 2 DSchG | BW |
|      | Wohn- und Geschäftshaus                                                       | Sirnauer Straße 16 (Karte)          | 16./17. Jahrhundert | Das traufständige Fachwerkhaus stammt aus dem 16./17. Jahrhundert. Bis ins frühe 19. Jahrhundert befand sich darin eine Rotgerberwerkstatt. Im mittigen Zwerchhaus befindet sich eine Ladeluke. Im Jahr 1912 wurde durch Emil Motz und Karl Fischer eine Durchfahrt und eine Remise ins Erdgeschoss eingebaut. Im späten 20. Jahrhundert wurde das Haus umgebaut. Geschützt nach § 2 DSchG |    |
|      | Siedlung                                                                      | Spritzengasse (Karte)               | (?)                 | Hochmittelalterliche Siedlung, staufische Stadt, spätmittelalterliche und frühneuzeitliche Reichsstadt Geschützt nach § 2 DSchG |    |
|      | Siedlung                                                                      | Strohstraße (Karte)                 | (?)                 | Hochmittelalterliche Siedlung, staufische Stadt, spätmittelalterliche und frühneuzeitliche Reichsstadt Geschützt nach § 2 DSchG |    |
|      | Wohn- und Geschäftshaus                                                       | Strohstraße 2 (Karte)               | (?)                 | Verputztes Fachwerkgebäude an der Ecke zur Küferstraße Geschützt nach § 2 DSchG |    |
|      | Wohn- und Geschäftshaus                                                       | Strohstraße 9 (Karte)               | (?)                 | Ehemaliges Gasthaus zum Roten Löwen und Posthalterei in Ecklage zur Milchstraße Geschützt nach § 2 DSchG |    |
|      | Pfleghof des Zisterzienserklosters Fürstenfeld                                | Strohstraße 13, Heugasse 20 (Karte) | (?)                 | Pfleghof des Zisterzienserklosters Fürstenfeld Geschützt nach § 2 DSchG |    |
|      | Wohnhaus                                                                      | Strohstraße 18 (Karte)              | (?)                 | Wohnhaus Geschützt nach § 2 DSchG |    |
|      | Wohnhaus                                                                      | Strohstraße 34 (Karte)              | 1566                | Verputztes Fachwerkgebäude, das laut Inschrift am Rundbogenportal 1566 errichtet wurde. Eine rückseitige Fachwerkscheune wurde 1980 abgerissen. Im späten 17. bzw. frühen 18. Jahrhundert war das Haus im Besitz der Bürgermeister Johann Philipp Weickersreuter und Balthasar von Rhau. Der Seitenanbau von 1900 geht auf den Handschuhfabrikanten Armand Mangold zurück. Geschützt nach § 2 DSchG |    |

## T
| Bild | Bezeichnung                       | Lage                             | Datierung | Beschreibung | ID |
| ---- | --------------------------------- | -------------------------------- | --------- | --- | -- |
|      | Stadtbefestigung                  | Turmstraße                       | (?)       | Stadtbefestigung der Beutauvorstadt Geschützt nach § 2 DSchG |    |
|      | Jüdischer Friedhof                | Turmstraße/Untere Beutau (Karte) | 1807      | Von 1807 bis 1874 genutzter jüdischer Friedhof Geschützt nach § 2 DSchG |    |
|      | Wohnhaus                          | Turmstraße 15 (Karte)            | 1900      | Adolf Hornung entwarf im Jahr 1900 das zur Talseite hin viergeschossige, von der Turmstraße aus betrachtet jedoch nur zweigeschossige Wohnhaus für den Lokomotivführer Wilhelm Schmeckenbecher. Der späthistoristische Bau besitzt ein flaches Walmdach. Das Erdgeschoss ist verputzt und mit Werksteinfensterrahmen versehen, das Obergeschoss kragt über Konsolen etwas vor, ist teilweise verschiefert und mit Zierfachwerk geschmückt. Das Gebäude enthält drei Dreizimmerwohnungen. Geschützt nach § 2 DSchG |    |
|      | Villa mit Garten und Gartenlauben | Turmstraße 16 (Karte)            | 1903      | 1903 nach Entwürfen von Gustav Schworetzky für Emma Deffner errichtet, 1928 von Oskar Braun, dem Pebra-Inhaber, erworben und umgestaltet, steht die Villa in einem ehemaligen Weinberg oberhalb der Straße. Das zweigeschossige Gebäude besitzt ein hohes Sockelgeschoss. Das Obergeschoss und die Giebelwände des Dachgeschosses sind mit historistischem Zierfachwerk geschmückt. Im Inneren ist die Jugendstilausstattung erhalten geblieben, so sind etwa die Fenster mit Walzglas ausgestattet, die Türen besitzen Supraporten und die Wände sind getäfelt. Auch expressionistische Ausstattungselemente sind noch vorhanden. Der Garten wurde 1928 nach Westen hin vergrößert und enthält zwei Lauben, von denen die eine 1903, die andere 1928 errichtet wurde. Geschützt nach § 2 DSchG |    |

## U
| Bild           | Bezeichnung                                                      | Lage | Datierung             | Beschreibung | ID |
| -------------- | ---------------------------------------------------------------- | --- | --------------------- | --- | -- |
|                | Siedlung                                                         | Ulmer Straße (Karte) | (?)                   | Hochmittelalterliche Siedlung, spätmittelalterlich-frühneuzeitliche Pliensauvorstadt, Stadtbefestigung der Pliensauvorstadt Geschützt nach § 2 DSchG | BW |
|                | Siedlung                                                         | Untere Beutau (Karte) | (?)                   | Frühmittelalterliche Siedlung, hochmittelalterlicher Marktort, staufische Stadt, spätmittelalterlich-frühneuzeitliche Reichsstadt, spätmittelalterliche und frühneuzeitliche Beutauvorstadt, Stadtbefestigung der Beutauvorstadt Geschützt nach § 2 DSchG | BW |
|                | Stadtbefestigung                                                 | Untere Beutau 5 | (?)                   | Stadtbefestigung der staufischen Kernstadt Geschützt nach § 2 DSchG |    |
|                | Jüdischer Friedhof, (siehe Turmstraße/Untere Beutau)             | Untere Beutau/Turmstraße (Karte)                                                                                                | (?)                   | Jüdischer Friedhof Geschützt nach § 2 DSchG |    |
| Weitere Bilder | Evangelische Frauenkirche                                        | Untere Beutau 7 (Karte) | 1516 (Fertigstellung) | Evangelische Frauenkirche Der Rat der Bürgerschaft forderte am 26. Mai und am 1. Juni 1321 die Bürger zum Bau einer Kirche zu unserer lieben Frau auf. Das dreischiffige Bauwerk gilt als die Bürgerkirche der Stadt. Der eigentliche Grund für den Bau der Kirche war allerdings, dass die älteste Kirche von Esslingen, die Stadtkirche, dem Domkapitel zu Speyer gehörte. Die Frauenkirche ist wohl die erste gotische Hallenkirche im Südwesten von Deutschland. Beinahe 200 Jahre wurde an ihr gebaut. Unter Mitwirkung der bekannten Baumeisterfamilien Ensinger und Böblinger war sie bis zum Jahre 1516 vollendet. Sie besitzt einen 72 m hohen Turm. Bemerkenswert sind außen die plastischen Darstellungen von Weltgericht und Marienleben in den Tympana auf der Südseite. Im Inneren befinden sich mittelalterliche Glasfenster im Chor (entstanden um 1330). Im Kirchenschiff wurden im 20. Jahrhundert Fenster von Hans Gottfried von Stockhausen eingebaut: südöstlich das Passionsfenster und nordöstlich das Frauenfenster. Die Frauenkirche wurde von 1994 bis 2016 einer umfangreichen Außensanierung unterzogen. Dabei wurden auch die drei ursprünglichen Glocken aus den Jahren 1350, 1496 und 1587 wieder eingesetzt und durch drei weitere aus dem 20. Jahrhundert ergänzt. Geschützt nach § 2 DSchG                                        |    |
|                | Brunnenstube                                                     | Untere Beutau 7 (Karte) | vor 1328              | Quellfassung, die bereits 1328 als Brunnen unter einem Haus erwähnt wird. Die Brunnenstube ist heute über eine Treppe in der Frauenkirche zu erreichen. Geschützt nach § 2 DSchG | BW |
| Weitere Bilder | Salemer Pfleghof                                                 | Untere Beutau 8, 10 (Karte) | vor 1229              | Der Pfleghof wurde erstmals 1229 als im Besitz des Zisterzienserklosters Salem erwähnt. In dem monumentalen Bau auf trapezförmigem Grundriss befindet sich heute das Schreiber-Museum zur Geschichte des Schreiber-Verlags. Geschützt nach § 2 DSchG |    |
|                | Wohnhaus                                                         | Untere Beutau 9 (Karte) | Spätmittelalter       | Das aus dem späten Mittelalter stammende Wohnhaus besitzt einen Gewölbekeller, der den gesamten Hausgrund einnimmt und auf der Südseite des Hauses durch einen rundbogigen Eingang zugänglich ist. Auf der Nordseite des traufständig ausgerichteten Gebäudes ist ein Teil der Stadtmauer, die die staufische Kernstadt umschloss, in den Bau einbezogen. Das Erdgeschoss ist insgesamt weitgehend massiv gebaut, während die beiden darüberliegenden Etagen in Fachwerkbauweise errichtet wurden. Außer auf der südlichen Giebelseite wird auf Vorkragungen verzichtet. Das Dachwerk stammt aus dem 18. Jahrhundert. Es weist einen liegenden Stuhl und einfachen Windverband auf; auf der Südseite befand sich einst eine Ladeluke. Im Inneren des Hauses ist im ersten Stock eine Stube mit Bohlenbalkendecke erhalten geblieben. Eine angeblattete Strebe legt eine Errichtung des Hauses im 15. Jahrhundert nahe. Ein Ständer mit Kopfbügen und Sattelholz, der sich im südlichen Teil des Erdgeschosses befindet, lässt darauf schließen, dass der Grundriss ursprünglich ungeteilt war. Geschützt nach § 2 DSchG |    |
|                | Stadtbefestigung                                                 | Untere Beutau 9/1 (Karte) | (?)                   | Stadtbefestigung der staufischen Kernstadt Geschützt nach § 2 DSchG | BW |
|                | Wohnhaus                                                         | Untere Beutau 12 (Karte) | 15./16. Jahrhundert   | Das traufständige, verputzte Fachwerkgebäude aus dem 15. oder 16. Jahrhundert besitzt ein massives Sockelgeschoss über drei gewölbten Kellerräumen. An der Ostseite floss bis um 1900 der Geiselbach vorbei, gegen den das Haus durch die Sockelmauer abgeschirmt war. An der nördlichen Seite des Gebäudes bestand einst eine Brücke über diesen Bach. Auf dieser Seite kragt das Haus mehrfach vor, auf der östlichen Traufseite nur einmal. Das Haus stand ursprünglich frei, wurde aber um 1850 an den Salemer Pfleghof angebunden. Im 19. Jahrhundert wurde das Gebäude modernisiert. 1981 erfolgte ein Garageneinbau. Geschützt nach § 2 DSchG | BW |
|                | Wohnhaus                                                         | Untere Beutau 14, 16 (Karte) | 16. Jahrhundert       | Das Wohnhaus mit Kelter stammt aus dem 16. Jahrhundert. Das zweistöckige Fachwerkgebäude steht über einem gewölbten Keller und besitzt ein Satteldach. Das Bauwerk wurde mehrfach modernisiert. Ein Treppengeländer mit Balusterbrettern im Inneren zeugt von einer Modernisierung im 18. Jahrhundert. Auf der Ostseite wurde gegen Ende des 19. Jahrhunderts ein dreigeschossiger Anbau errichtet, der ursprünglich eine Dachterrasse trug. 1906 wurde er aber um ein Stockwerk erhöht; der Architekt, auf den diese Umgestaltung zurückgeht, war Karl Junge. Im Osten schließt sich das Keltergebäude an, das 1581 errichtet wurde. Es ist eine von nur wenigen erhaltenen Keltern in Esslingen. Der Bau ist einstöckig und besitzt ein Satteldach; das Dachwerk mit liegendem Stuhl und dreiachsigem Hängewerk ist zweigeschossig. Zwei der Außenwände der Kelter sind massiv. Im nördlichen Teil der Kelterhalle befindet sich ein Gewölbekeller, der wahrscheinlich deutlich älter als der Rest des Baus ist. Im 19. Jahrhundert wurde in die Kelter ein Stall eingebaut, wovon eine erhalten gebliebene Futterrinne zeugt. Der Gebäudekomplex gehörte im späten 18. Jahrhundert dem Obrist-Leutnant Faulhaber. Ursprünglich war er aber Teil des Denkendorfer Pfleghofs, der seit mindestens 1387 Güter in der Unteren Beutau besaß. Geschützt nach § 2 DSchG |    |
|                | Wohnhaus                                                         | Untere Beutau 25 (Karte) | Spätmittelalter       | Das traufständige, drei Etagen umfassende Wohngebäude stammt wahrscheinlich im Kern aus dem Spätmittelalter. Der Nordteil besitzt einen Gewölbekeller und ein massives Sockelgeschoss, im ersten Obergeschoss befindet sich ein spitzbogiger Hauseingang aus dem Jahr 1492. Im Dachwerk aus der Zeit um 1669 wurden mittelalterliche Dachhölzer wiederverwertet. Der südliche Hausteil ist deutlich jünger als der nördliche. Er wurde 1940 unter dem Architekten Fritz Luidhardt neu errichtet, wobei ältere Umfassungsmauern im Erdgeschoss weiterverwendet wurden. Aus der Zeit dieser Umgestaltung stammt auch ein Stallgebäude auf der Südseite. 1955 wurde eine Garage hinzugefügt. Geschützt nach § 2 DSchG | BW |
|                | Wohnhaus                                                         | Untere Beutau 36 (Karte) | frühe Neuzeit         | Das traufständige, verputzte Fachwerkgebäude ist ein ehemaliges Weingärtnerhaus und stammt aus der frühen Neuzeit. Es besitzt einen Gewölbekeller. Auf dem Schlussstein des rundbogigen Kellereingangs ist eine Weintraube dargestellt, außerdem trägt er die Jahreszahl 1769, die wahrscheinlich auf einen Umbau oder einen Besitzerwechsel hinweist. Auf der nördlichen Seite des Gebäudes kragt das Obergeschoss, von einer Büge unterfangen, stark aus. Das Dachwerk ist zweigeschossig. Straßenseitig befindet sich ein Zwerchhaus mit Ladeluke. Geschützt nach § 2 DSchG | BW |
|                | Weingärtner-Wohnhaus                                             | Untere Beutau 43 (Karte) | 16./17. Jahrhundert   | Das giebelständige Fachwerkgebäude stammt aus dem 16./17. Jahrhundert. Über einem hohen Kellersockel in Massivbauweise erheben sich zwei Nutzungsebenen. Der Oberstock kragt vor. Der Schlussstein des rundbogigen Kellereingangs weist eine Weintraube sowie die Inschriften HCB, IHS und DNK auf, dazu die Jahreszahl 1749. Im ersten Obergeschoss ist die ursprüngliche Grundrissstruktur noch zu erkennen, die zwei Längs- und drei Querzonen umfasste. Das Dachwerk ist zweigeschossig, im ersten Dachgeschoss befindet sich eine Ladeluke. Im 19. Jahrhundert wurde das Haus modernisiert. Geschützt nach § 2 DSchG |    |
|                | Stadtbefestigung                                                 | Untere Beutau 45, 48 (Karte) | (?)                   | Stadtbefestigung der Beutauvorstadt Geschützt nach § 2 DSchG | BW |
|                | Weinberge                                                        | Untere Neckarhalde, Obere Neckarhalde, Oberer Neckarhaldenweg, Mittlere Neckarhalde, Schenkenberg, Waldhäuser Weinberge (Karte) | (?)                   | Weinberge auf Steillagen mittelalterlichen Ursprungs Geschützt nach § 2 DSchG |    |
|                | Siedlung                                                         | Unterer Metzgerbach (Karte) | (?)                   | Hochmittelalterliche Siedlung, spätmittelalterlich-fruhneuzeitliche Pliensauvorstadt Geschützt nach § 2 DSchG |    |
|                | Wohn- und Geschäftshaus                                          | Unterer Metzgerbach 10, 12 (Karte)                                                                                              | 1338                  | Das verputzte Fachwerkhaus war ursprünglich nicht geteilt. Nr. 10 wurde im Jahr 1338 in einer Mischung aus Geschoss- und Stockwerkbauweise errichtet. Um 1535 erhielt das Haus einen rückseitigen Anbau in Form eines Querhauses, wobei das ursprüngliche Dachwerk verändert wurde. 1561 erfolgte der Umbau des Zwerchhauses; eine Ladeluke wurde eingesetzt. Auf der Straßenseite wurde das Fachwerkgerüst des ersten Obergeschosses im 18. Jahrhundert durch eine massive Mauer unterfangen; außerdem wurde im nordöstlichen Gebäudeteil ein Gewölbekeller eingebaut. Bauinschriften an einem Fenster im Erdgeschoss zeugen von diesen Umbauarbeiten. Im 19. Jahrhundert wurde das Innere des Hauses verändert. Nr. 12 wurde im 20. Jahrhundert verändert. Beide Hausteile gehören möglicherweise zur ersten Generation von Bauwerken der Pliensauvorstadt. Geschützt nach § 2 DSchG |    |
|                | Wohn- und Geschäftshaus                                          | Unterer Metzgerbach 16 (Karte)                                                                                                  | 16. Jahrhundert ?     | Die Fassade des giebelständigen, verputzten Fachwerkhauses kragt dreifach aus. In der Gebäudemitte befindet sich ein großer, rundbogiger Eingang, im Giebel eine Ladeluke. Das Gebäude stammt wohl aus dem 16. Jahrhundert und wurde im 19. Jahrhundert um Rückgebäude ergänzt. Geschützt nach § 2 DSchG |    |
|                | Pfleghof des Klosters St. Blasien, heute Wohn- und Geschäftshaus | Unterer Metzgerbach 18, 18/1 (Karte)                                                                                            | vor 1265              | Der Pfleghof des Klosters St. Blasien wurde später zum Zunfthaus der Kärcher und dient mittlerweile als Wohn- und Geschäftshaus. Heinrich von Eybach schenkte den Bau im Jahr 1265 dem Kloster St. Blasien. 1605 wurde er an die Stadt verkauft; damals hatte er die Gestalt eines ummauerten Hofes mit Haus und zahlreichen Nebengebäuden. Ab 1664 als Zunfthaus der Kärcher genutzt, wurde das Anwesen 1805 zu Wohnzwecken und als Geschäftshaus verwendet. Das einst zweigeschossige Haus mit massivem Erdgeschoss und Fachwerkaufbau wurde 1909 umgestaltet und um zwei Geschosse erhöht; Architekt war Adolf Hornung, Auftraggeber Otto Keinath. Geschützt nach § 2 DSchG |    |
|                | Wohn- und Geschäftshaus                                          | Unterer Metzgerbach 20 (Karte)                                                                                                  | spätes Mittelalter    | Im Kern spätmittelalterlich, wurde das verputzte Fachwerkgebäude im 18. und 19. Jahrhundert als Wohnhaus und Werkstatt von Tuchmachern verwendet. Im Gebäudekataster von 1773/74 wird auch ein „Farbhauß“ erwähnt, das damals zu dem Gebäude gehörte. Paul Weißinger baute 1898 einen Laden in das Haus ein, der heute dessen Erscheinungsbild prägt. Geschützt nach § 2 DSchG |    |
|                | Stadtbefestigung                                                 | Urbanstraße | (?)                   | Stadtbefestigung der staufischen Kernstadt. Hochmittelalterliche Siedlung, staufische Stadt, spätmittelalterliche und frühneuzeitliche Reichsstadt Geschützt nach § 2 DSchG |    |
|                | Wohn- und Geschäftshaus                                          | Urbanstraße 18 (Karte) | 1906                  | 1906 wurde das Haus von Hermann Falch für den Metallwarenfabrikanten Eugen Wagner errichtet. Das zweigeschossige Walmdachgebäude weist eine asymmetrische Fassadengliederung auf, die typisch für die Reformarchitektur des frühen 20. Jahrhunderts ist. Im Obergeschoss befand sich die Fabrikantenwohnung; dieses Stockwerk ist mit Erkern, Lisenen etc. geschmückt. Am Werksteinerker ist unter anderem ein Kannenschmied dargestellt. Das Erdgeschoss enthielt einst die Büros und Nebenräume der Fabrik. Diese schloss sich auf der Hofseite direkt an das Vorderhaus an und erstreckte sich bis zur heutigen Richard-Hirschmann-Straße. Vgl. Richard-Hirschmann-Str. 5 Geschützt nach § 2 DSchG | BW |

## V
| Bild | Bezeichnung      | Lage                       | Datierung | Beschreibung                                                                                       | ID |
| ---- | ---------------- | -------------------------- | --------- | -------------------------------------------------------------------------------------------------- | -- |
|      | Stadtbefestigung | Vogelsangstraße            | (?)       | Stadtbefestigung der Pliensauvorstadt Geschützt nach § 2 DSchG                                     |    |
|      | Wohnhaus         | Vogelsangstraße 12 (Karte) | 1896      | 1896 von Friedrich Metzger als Mietshaus für gehobene Ansprüche errichtet Geschützt nach § 2 DSchG |    |

## W
| Bild | Bezeichnung                                                       | Lage                                        | Datierung              | Beschreibung | ID |
| ---- | ----------------------------------------------------------------- | ------------------------------------------- | ---------------------- | --- | -- |
|      | Siedlung (Sachgesamtheit)                                         | Wagnerstraße (Karte)                        | (?)                    | Hochmittelalterliche Siedlung, staufische Stadt, spätmittelalterliche und frühneuzeitliche Reichsstadt Geschützt nach § 2 DSchG |    |
|      | Siedlung (Sachgesamtheit)                                         | Webergasse (Karte)                          | (?)                    | Hochmittelalterliche Siedlung, staufische Stadt, spätmittelalterliche und frühneuzeitliche Reichsstadt – Stadtbefestigung der staufischen Kernstadt Geschützt nach § 2 DSchG |    |
|      | Wohnhaus                                                          | Webergasse 1 (Karte)                        | (?)                    | Verputztes Fachwerkgebäude Geschützt nach § 2 DSchG |    |
|      | Wohn- und Geschäftshaus                                           | Webergasse 2 (Karte)                        | 1844/45                | Putzbau aus der Zeit um 1844/45 Geschützt nach § 2 DSchG |    |
|      | Konstanzer Pfleghof                                               | Webergasse 3, Augustinerstraße 7, 9 (Karte) | (?)                    | Konstanzer Pfleghof Geschützt nach § 2 DSchG |    |
|      | Pfleghof des Zisterzienserklosters Bebenhausen (siehe Heugasse 9) | Webergasse 4, 9 (Karte)                     | (?)                    | Bebenhäuser Pfleghof Geschützt nach § 2 DSchG |    |
|      | Stadtbefestigung der staufischen Kernstadt                        | Webergasse 5 (Karte)                        | (?)                    | Teil der Stadtbefestigung Geschützt nach § 2 DSchG | BW |
|      | Wohnhaus                                                          | Webergasse 7 (Karte)                        | (?)                    | Wohnhaus Geschützt nach § 2 DSchG |    |
|      | Wohnhaus                                                          | Webergasse 8 (Karte)                        | 1266/67                | Sichtfachwerkhaus, dessen Kern aus den Jahren 1266/67 stammt. Der Westteil wurde wohl nach einem Brand weitgehend erneuert, der östliche Teil enthält die älteste Bausubstanz. Gewölbekeller, selbstständig abgezimmerter Unterstock, der ursprünglich eine Halle bildete. Das Kehlbalkensparrendach ist fast komplett erhalten. 1386 wurde ein zweifach stehender Stuhl eingebaut, 1494 der Nordgiebel errichtet. Im 19. Jahrhundert wurde ein Laden eingebaut. Geschützt nach § 2 DSchG |    |
|      | Wohnhaus                                                          | Webergasse 9 (Karte)                        | frühes 19. Jahrhundert | Verputztes Fachwerkgebäude aus dem frühen 19. Jahrhundert, im Kern spätmittelalterlich. Gewölbekeller, Mansardgiebeldach. Um 1806 durch Johannes Brodhag grundlegend erneuert. In den westlichen Anbau ist ein älteres Wandstück mit Spitzbogentor von 1481 einbezogen. Die Keller erstrecken sich bis unter das Haus Augustinerstraße 5. Bodenfunde sind zu erwarten. Geschützt nach § 2 DSchG |    |
|      | Wohnhaus                                                          | Webergasse 10 (Karte)                       | (?)                    | Wohnhaus Geschützt nach § 2 DSchG |    |
|      | Wohnhaus                                                          | Webergasse 11 (Karte)                       | (?)                    | Wohnhaus Geschützt nach § 2 DSchG |    |
|      | Wohn- und Geschäftshaus                                           | Webergasse 12 (Karte)                       | (?)                    | Wohnhaus Geschützt nach § 2 DSchG |    |
|      | Wohn- und Geschäftshaus                                           | Webergasse 13 (Karte)                       | 1361–1363              | 1361–1363 errichtetes giebelständiges Fachwerkhaus, dessen Gewölbekeller sich über das ganze Grundstück hinzieht und dessen Unterstock nachträglich massiv gemauert wurde. Er enthält eine Halle mit zwei Ständern. Das Haus gehörte zeitweise den Patrizierfamilien Datt und Schloßberg. 1725 wurde das Haus nach Norden erweitert, dabei wurde die alte Stadtmauer mit einbezogen. Am gassenseitigen Eingang ist die Jahreszahl 1825 zusammen mit den Initialen des zeitweiligen Besitzers Joseph Friedrich Knöpfle zu lesen. Das Haus Augustinerstraße 3 gehörte wohl ursprünglich als Wirtschaftsgebäude zu dem Haus. Geschützt nach § 2 DSchG |    |
|      | Wohn- und Geschäftshaus                                           | Webergasse 14, 16 (Karte)                   | (?)                    | Wohn- und Geschäftshaus Geschützt nach § 2 DSchG |    |
|      | Wohn- und Geschäftshaus                                           | Webergasse 15 (Karte)                       | (?)                    | Wohn- und Geschäftshaus Geschützt nach § 2 DSchG |    |
|      | Wohnhaus                                                          | Webergasse 17 (Karte)                       | 1346/47                | Verputztes Fachwerkgebäude aus den Jahren 1346/47. Im ersten Obergeschoss sind Überreste einer Bohlenstube vorhanden. Eine Hausteilung führte zum Einbau einer Flurküche im zweiten Obergeschoss. Reste eines mit Schiefer ausgekleideten Rauchfangs sind vorhanden. Die Nordseite des Gebäudes besteht bis zur Höhe des Dachansatzes aus der alten Stadtmauer und weist vereinzelte Buckelquader auf. Geschützt nach § 2 DSchG |    |
|      | Wohnhaus                                                          | Webergasse 18 (Karte)                       | (?)                    | Haus mit dem Wolf Geschützt nach § 2 DSchG |    |
|      | Pfleghof der Prämonstratenserstifte Ursberg und Roggenburg        | Webergasse 20 (Karte)                       | (?)                    | Pfleghof der Prämonstratenserstifte Ursberg und Roggenburg Geschützt nach § 2 DSchG |    |
|      | Wohnhaus                                                          | Webergasse 22 (Karte)                       | 1457                   | 1457 erbautes Bürgerhaus an der Ecke zur Landolinsgasse. Verputzter Fachwerkbau über Gewölbekeller. Der Unterstock war einst eine ungeteilte hohe Halle; vier gefasste Eichenständer legen Zeugnis vom Einzug einer Zwischendecke ab. Im ersten Obergeschoss gibt es Überreste einer Bohlenstube. Südlich des Hauses liegt ein Hof mit Rundbogentor. Das Rundbogenportal Richtung Webergasse stammt aus dem Jahr 1887. Geschützt nach § 2 DSchG |    |
|      | Kanal (siehe Hammerkanal)                                         | Wehrneckarkanal (Karte)                     | (?)                    | Kanal, siehe Hammerkanal Geschützt nach § 2 DSchG |    |
|      | Stadtbefestigung                                                  | Wehrneckarstraße                            | (?)                    | Stadtbefestigung der Pliensauvorstadt Geschützt nach § 2 DSchG |    |
|      | Wohnhaus                                                          | Wehrneckarstraße 2 (Karte)                  | 1888                   | Wohnhaus, 1888 von Albert Brinzinger errichtet Geschützt nach § 2 DSchG |    |
|      | Wohnhaus                                                          | Wehrneckarstraße 5 (Karte)                  | 1895                   | Wohnhaus, 1895 von Hermann Falch für Joseph Reim erbaut Geschützt nach § 2 DSchG |    |
|      | Stadtbefestigung                                                  | Wehrneckarstraße 12, 12/1 (Karte)           | (?)                    | Stadtbefestigung der Pliensauvorstadt Geschützt nach § 2 DSchG | BW |
|      | Wohnhaus                                                          | Wehrneckarstraße 14 (Karte)                 | 1875                   | 1875 für den Hafner Christian Mayer errichtetes Wohnhaus mit Elementen des Schweizerhausstils Geschützt nach § 2 DSchG |    |
|      | Villa                                                             | Wehrneckarstraße 28 (Karte)                 | 1897                   | 1897 von Friedrich oder August Metzger errichtet Geschützt nach § 2 DSchG |    |
|      | Siedlung                                                          | Wolfgasse (Karte)                           | (?)                    | Hochmittelalterliche Siedlung, staufische Stadt, spätmittelalterliche und frühneuzeitliche Reichsstadt Geschützt nach § 2 DSchG | BW |

## Z
| Bild | Bezeichnung                                                               | Lage                                                | Datierung       | Beschreibung | ID |
| ---- | ------------------------------------------------------------------------- | --------------------------------------------------- | --------------- | --- | -- |
|      | Spätmittelalterliche und frühneuzeitliche Ziegelhütte (abgegangen)        | Ziegelhüttenweg, Ziegelhüttenweg 2/1 (Karte)        | (?)             | Um 1300 lässt sich erstmals eine reichsstädtische Ziegelei belegen. Nach einem Brand im Jahr 1519 wurde die Ziegelei östlich der Obertorvorstadt wieder aufgebaut. Sie wurde zeitweise als Ziegelei auf der Schütte bezeichnet, besaß 1828 auch einen Kalkofen, stellte um 1830 ihren Betrieb ein und wurde in den 1890er Jahren abgerissen. Der Bereich der Ziegelhütte ist heute großenteils eine öffentliche Anlage. Bodenfunde sind zu erwarten. Geschützt nach § 2 DSchG | BW |
|      | Wohnhaus                                                                  | Zwerchstraße 6 (Karte)                              | 16. Jahrhundert | Verputztes bzw. verkleidetes Fachwerkgebäude aus dem 16. Jahrhundert Geschützt nach § 2 DSchG |    |
|      | Glasdachfabrik Eberspächer                                                | Zwerchstraße 12, Hauffstraße 6, Heugasse 33 (Karte) | 16. Jahrhundert | Glasdachfabrik Eberspächer Geschützt nach § 2 DSchG |    |
|      | Stadtbefestigung (Teil der SG Stadtbefestigung der staufischen Kernstadt) | Zwingerstraße                                       | Mittelalter     | Hochmittelalterliche Siedlung, staufische Stadt, spätmittelalterliche und frühneuzeitliche Reichsstadt Geschützt nach § 2 DSchG |    |